# Ligne E du RER d'Île-de-France
Vous lisez un « bon article » labellisé en 2009.
Pour les articles homonymes, voir Éole (homonymie) et Ligne E.
La ligne E du RER d'Île-de-France, communément appelée RER E, est une ligne du réseau express régional d'Île-de-France, exploitée par la SNCF pour Île-de-France Mobilités. Elle est issue du projet Eole (Est Ouest Liaison Express), qui vise à desservir l'agglomération parisienne selon un axe est-ouest, reliant Chelles - Gournay et Tournan, à l'est, à Nanterre-La Folie, à l'ouest (à terme, Mantes-la-Jolie), via notamment Magenta et Haussmann - Saint-Lazare au cœur de Paris.
Ouverte par étapes à partir de 1999, et comprenant 21 gares en 2003 (jusqu'à Haussmann - Saint-Lazare), elle est alors la ligne la plus courte du RER avec une longueur de 52 km. À la fin des années 2000, elle transportait près de 312 000 voyageurs chaque jour de la semaine,. En 2012, sa fréquentation en semaine se portait à 350 000 voyageurs par jour. Le nombre d'usagers a depuis continué de croître, pour atteindre 372 000 voyageurs chaque jour ouvré en 2016.
Son prolongement à l'ouest était effectif depuis le 6 mai 2024 jusqu'à Nanterre-La Folie, avec un service réduit en navettes jusqu'à Magenta, uniquement en heures creuses de la semaine et le weekend. Le service complet avec l'extension de toutes les missions jusqu'à Nanterre-La Folie, est effectif depuis le 15 décembre 2024. Le prolongement complet jusqu'à Mantes-la-Jolie est prévu par étapes entre début 2027 et fin 2029.

Plan de la ligne.

## Histoire

### Chronologie

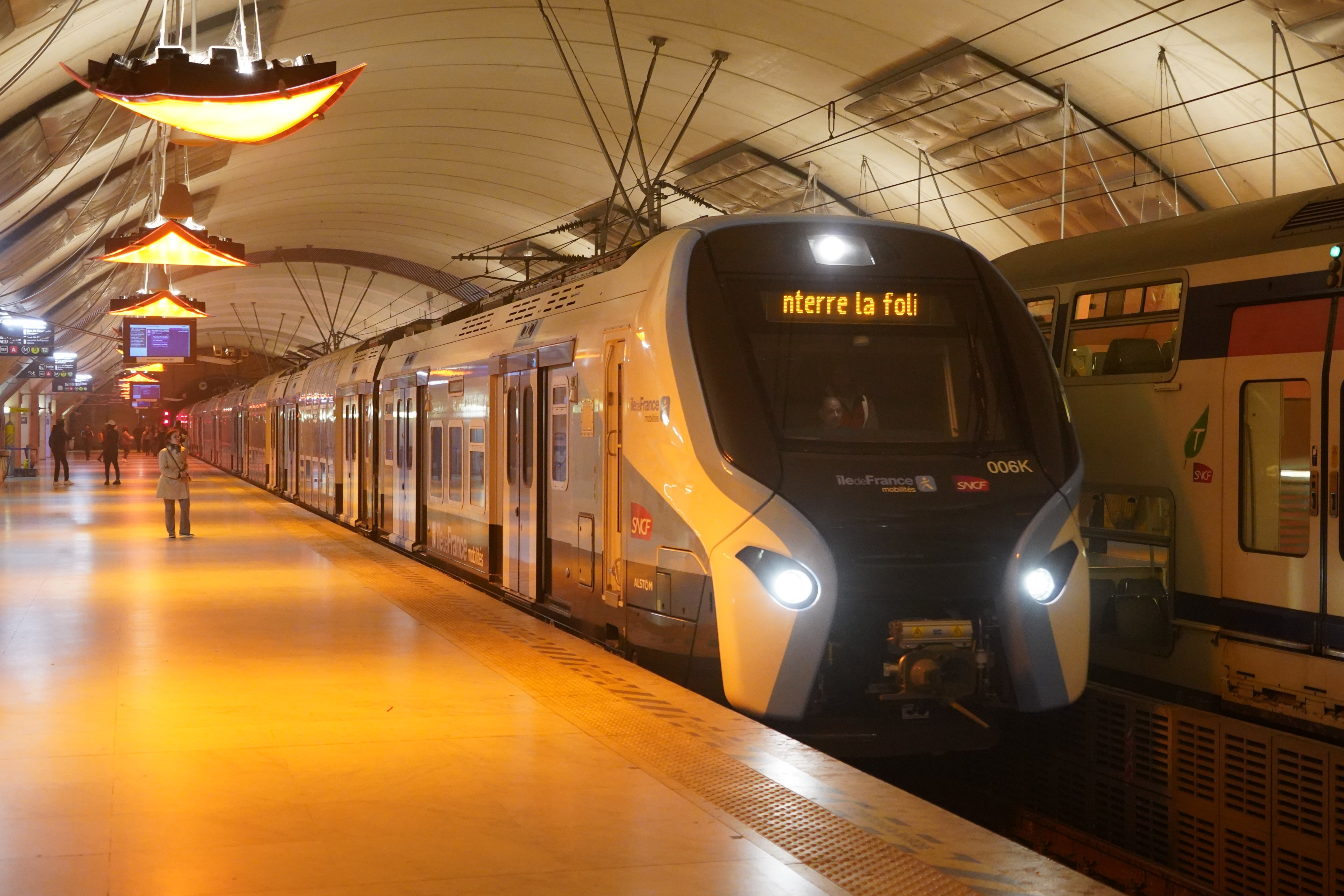
Une rame Z 58000 en gare d'Haussmann - Saint-Lazare, en mai 2024.

- 13 octobre 1989 : annonce par le Premier ministre Michel Rocard de la réalisation des projets Eole et Meteor
- décembre 1989 : présentation du schéma de principe d'Eole
- 3 juillet 1990 : prise en considération par le Syndicat des transports parisiens (STP) de la première étape du schéma de principe
- 25 octobre 1990 : prise en considération par le Syndicat des transports parisiens (STP) de la seconde étape du schéma de principe
- du 11 février 1991 au 29 mars 1991 : déroulement de l'enquête publique du projet
- 23 octobre 1991 : approbation par le STP de l'avant-projet d'Eole (première étape)
- 15 novembre 1991 : publication d'un décret déclarant l'utilité publique et l'urgence des travaux d'Eole
- 22 novembre 1991 : approbation de l'avant-projet d'Eole par le ministre des Transports Paul Quilès
- novembre 1992 : commande de cinquante-trois rames MI 2N à deux niveaux
- 14 février 1994 : baptême du tunnelier « Martine »
- 4 mai 1995 : achèvement du tunnel nord
- 10 mars 1996 : livraison du premier MI 2N
- novembre 1996 : achèvement du tunnel sud
- novembre 1998 : présentation de l'avant-projet rectificatif d'Eole
- 17 janvier 1999 : mise sous tension du tronçon parisien en tunnel
- 12 juillet 1999 : inauguration de la ligne par le Premier ministre Lionel Jospin
- 14 juillet 1999 : mise en service de la ligne de Haussmann - Saint-Lazare à Chelles - Gournay
- 30 août 1999 : mise en service de la seconde branche jusqu'à Villiers-sur-Marne - Le Plessis-Trévise
- 14 février 2002 : approbation par le Syndicat des transports d'Île-de-France (STIF) de l'avant-projet du prolongement d'Eole à Tournan
- 14 décembre 2003 : prolongement vers le sud de Villiers-sur-Marne à Tournan
- 31 mars 2004 : obtention de la première certification « NF Services »
- juillet 2006 : relance du projet d'extension de la ligne à l'ouest de Paris par l'Établissement public pour l'aménagement de la région de la Défense (EPAD)
- 31 janvier 2013 : déclaration d’utilité publique du prolongement du RER E vers l'ouest[7]
- 13 décembre 2015 : ouverture de la gare Rosa-Parks, lancement de nouvelles dessertes et mise en service de rames à un niveau, le Francilien (Z 50000), en complément des rames à deux niveaux
- 13 novembre 2023 : mise en service des premières rames RER NG
- 3 et 6 mai 2024 : inauguration puis mise en service du prolongement occidental entre Haussmann - Saint-Lazare et Nanterre-La Folie[8], exploitation en navettes du prolongement entre Magenta et Nanterre-La Folie
- 15 décembre 2024 : prolongement de toutes les circulations d'Haussmann - Saint-Lazare à Nanterre-La Folie

### Désengorger la ligne A

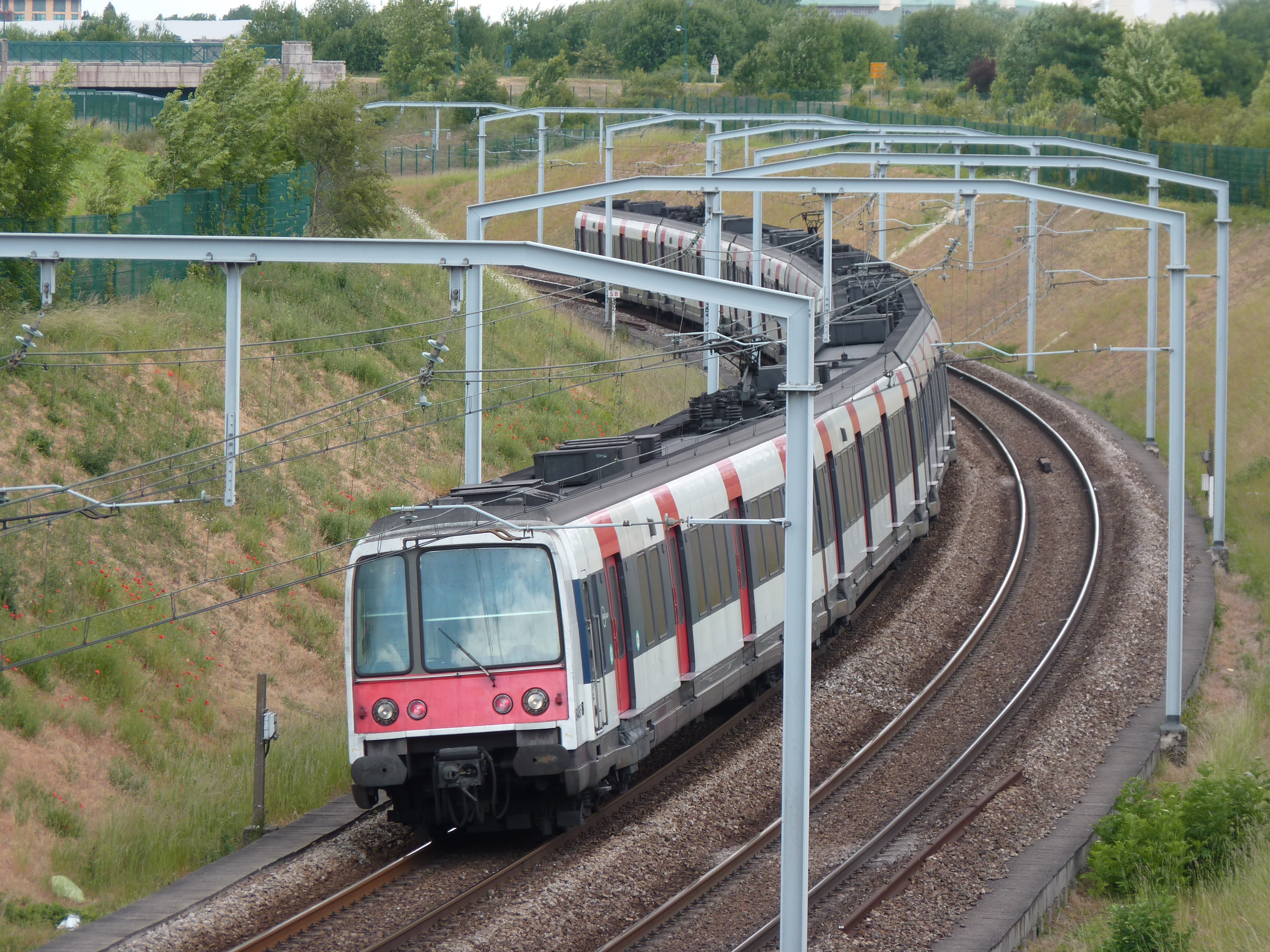
Une rame du RER A, après la gare du Val d'Europe, en mai 2011.

À la fin des années 1980, la saturation de la ligne A du RER constitue déjà le principal problème des transports dans l'agglomération de Paris. La ligne connaît alors des pics de fréquentation de 55 000 voyageurs à l'heure de pointe, dans le sens le plus chargé, dépassant largement sa capacité maximale théorique. Avec une croissance rapide de son trafic, des pics de 65 000 voyageurs à l'heure sont évoqués, et sa paralysie est annoncée à court terme. La mise en place du système d'aide à la conduite, à l'exploitation et à la maintenance ou SACEM apporte une première solution, mais elle demeure insuffisante face à la hausse constante du trafic.
Dès 1987, un projet pour décongestionner le RER A prévoyait une liaison Torcy – Gare Saint-Lazare en passant les gares du Nord et de l'Est, moyennant un raccordement entre la RATP et la SNCF,. Ce projet qui n'a pas eu de suite, dessine déjà les grandes lignes du futur RER.
Le 7 février 1989, Michel Rocard, Premier ministre et Michel Delebarre, ministre de l'Équipement, engagent la réalisation de la première phase du schéma de développement des transports collectifs, dans le cadre du contrat de plan État-Région et du plan d'urgence pour les transports en Île-de-France, afin de désengorger le RER A.
Ce schéma comprend la réalisation de l'interconnexion du RER D (SNCF) entre Gare de Lyon et Châtelet - Les Halles, pour un coût de 1,5 milliard de francs ainsi que :
- soit la construction de la ligne Meteor (RATP), ligne de métro automatique permettant de soulager la ligne A sur son tronçon central, le plus chargé, entre Auber/Saint-Lazare, Châtelet - Les Halles et Gare de Lyon[11] ;
- soit la réalisation d'Eole (futur RER E) (SNCF), liaison ferroviaire à grand gabarit devant relier la banlieue Est à la banlieue Ouest via la capitale, d'où son nom de projet, acronyme pour Est-Ouest Liaison Express[11].

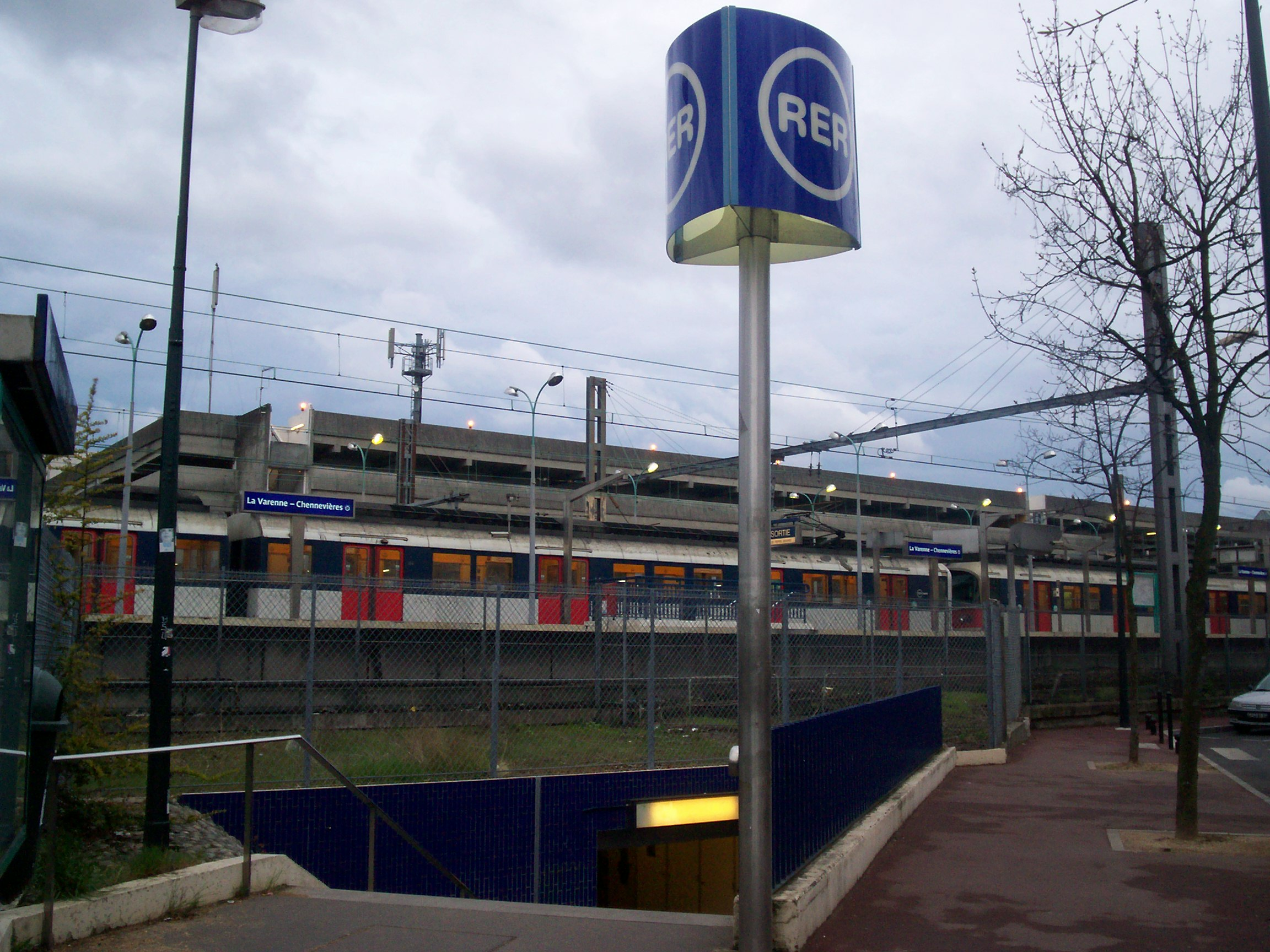
La gare RER A de La Varenne - Chennevières, en avril 2006.

Le 13 octobre 1989, le Premier ministre Michel Rocard décide, face à l'urgence de la situation, de réaliser simultanément les deux projets Eole et Meteor en plus du projet d'interconnexion de la ligne D. La mise en service de ces liaisons est alors programmée en 1995 pour le projet Meteor et pour l'interconnexion du RER D, et fin 1996 pour la première étape d'Eole.
Le 23 novembre 1989, la SNCF présente le calendrier de réalisation de la nouvelle ligne de chemin de fer Eole, avec une mise en service prévue en 1996.
En décembre 1989, le schéma de principe d'Eole est présenté. Il prévoit une liaison souterraine reliant les voies de banlieue de la gare Saint-Lazare à un point des lignes vers l'Est situé à 500 mètres environ au nord de la gare de l'Est, quatre gares nouvelles à quatre voies (près de Saint-Lazare, entre la gare de l'Est et la gare du Nord, à Pont-Cardinet et à La Villette), l'aménagement des lignes de la banlieue Est sur 6,7 kilomètres ainsi que la réouverture au trafic voyageurs de la Grande Ceinture entre Nogent - Le Perreux et La Varenne, pour constituer une branche de la future ligne RER. Eole sera réalisé en plusieurs étapes mais formera un tout, pour un coût alors estimé à 7,55 milliards de francs aux conditions économiques de 1998, soit 1,51 milliard d'euros aux conditions économiques de 2003, excluant les gares et travaux à Pont-Cardinet et La Villette.
En termes de desserte, le schéma de principe d'Eole retient une gestion de la ligne en recouvrement partiel :
- sur les seize missions Est prévues (en provenance de Chelles - Gournay, Villiers-sur-Marne et La Varenne - Chennevières), douze devaient se retourner dans la gare nouvelle de Pont-Cardinet et les quatre restantes circuler jusqu'à un des terminus occidentaux (Saint-Nom-la-Bretèche ou Versailles-Rive-Droite) ;
- sur les douze missions Ouest prévues (en provenance de Saint-Nom-la-Bretèche et de Versailles-Rive-Droite), huit devaient se retourner en gare de La Villette - Aubervilliers et les quatre autres continuer jusqu'à un des terminus orientaux (Chelles - Gournay, Villiers-sur-Marne et La Varenne - Chennevières).

En termes de matériel roulant, le schéma de principe fait état d'un matériel à deux niveaux identiques aux automotrices de type Z 2N, devant être présents en 53 exemplaires ; sept éléments supplémentaires auraient été nécessaires par rapport aux 46 éléments constituant le parc spécialisé, en situation de référence, pour un coût unitaire chiffré à 7 millions d'euros, aux conditions économiques de 2003.

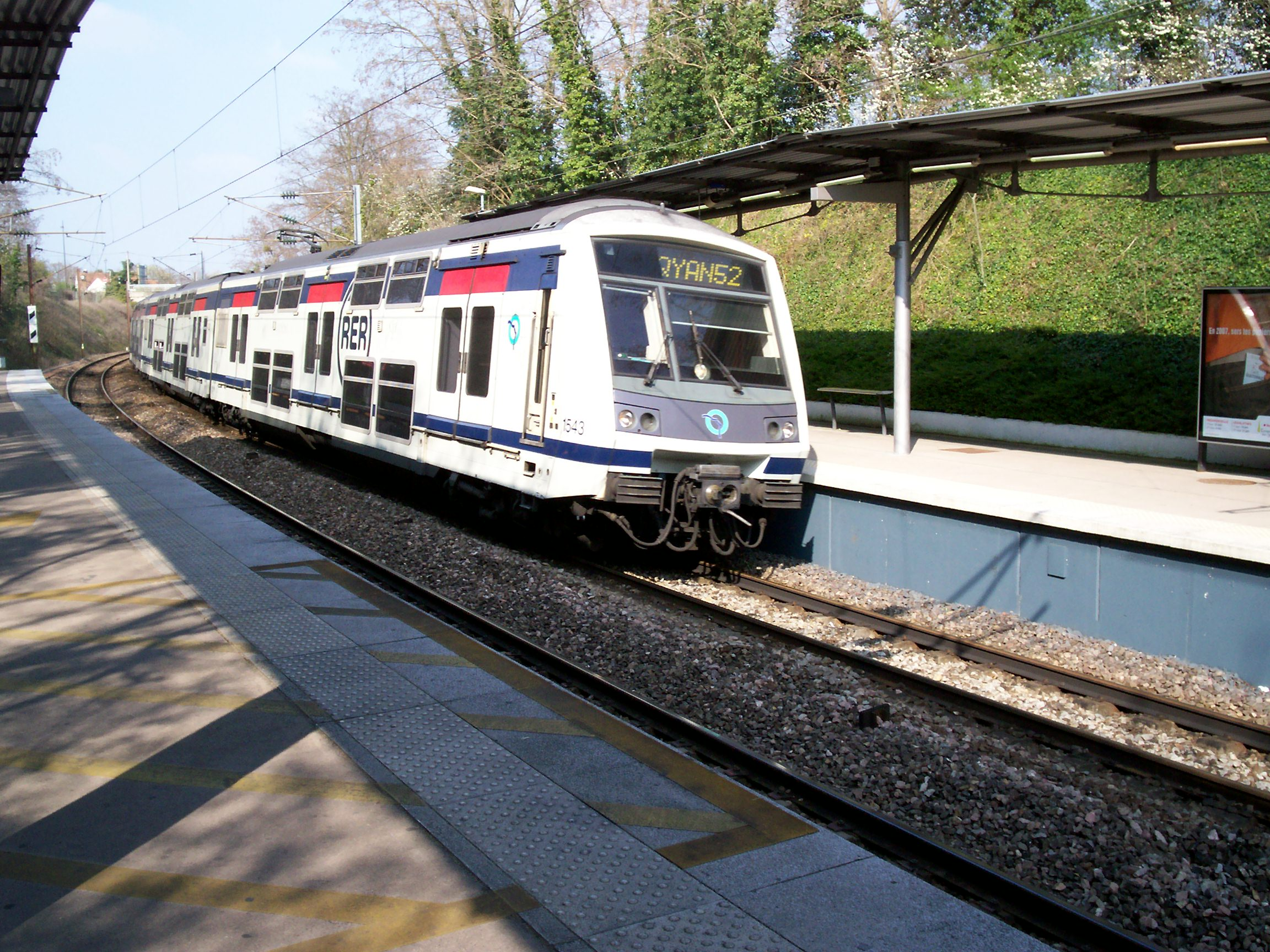
Une rame MI 2N de la RATP, en gare de Neuville-Université, en avril 2007.

Néanmoins, dès cette même année, la RATP et la SNCF s'associent dans l'acquisition de nouvelles rames à deux étages, la première devant acheter des trains plus capacitaires et la SNCF anticipant l'achat de trains pour la future ligne Eole dont la construction venait d'être décidée, afin de réduire les risques industriels et de permettre une réduction des coûts d'achat du matériel par des économies d'échelle. Ils commandent, dans un premier temps, deux prototypes, de ce qui deviendra le MI 2N, pour matériel d'interconnexion à 2 niveaux, à un consortium composé de GEC-Alsthom CIMT, devenu Alstom, et d'ANF-Industrie, devenu Bombardier France, pour permettre des essais en ligne dès 1991, le prototype de la RATP étant testé dans un convoi avec des éléments de train MS 61.
Le 3 juillet 1990, le Syndicat des transports parisiens (STP, devenu Île-de-France Mobilités) prend en considération la 1re étape du schéma de principe d'Eole. Elle consiste en une liaison entre Paris et la banlieue Est via les gares nouvelles de « Saint-Lazare - Condorcet » (à quatre voies) et « Nord-Est » (à deux voies).
Le 31 juillet 1990, le STP approuve la première étape du projet, de Saint-Lazare - Condorcet (actuel Haussmann - Saint-Lazare) à Chelles - Gournay, Villiers-sur-Marne et à La Varenne - Chennevières, en correspondance avec le RER A, sur la branche de Boissy-Saint-Léger. En termes de desserte, elle retient un cadencement à 18 trains par heure en période de pointe. Il prévoit ainsi tous les quarts d'heure, deux trains entre Pont-Cardinet et Chelles, un train entre Saint-Lazare et Villiers-sur-Marne, un train entre Saint-Lazare et La Varenne - Chennevières, ainsi qu'une navette reliant les nouvelles gares souterraines (Saint-Lazare - Condorcet et Nord/Est) toutes les demi-heures. En heures creuses, la desserte variait, mais maintenait au moins douze trains par heure, dans la section parisienne.

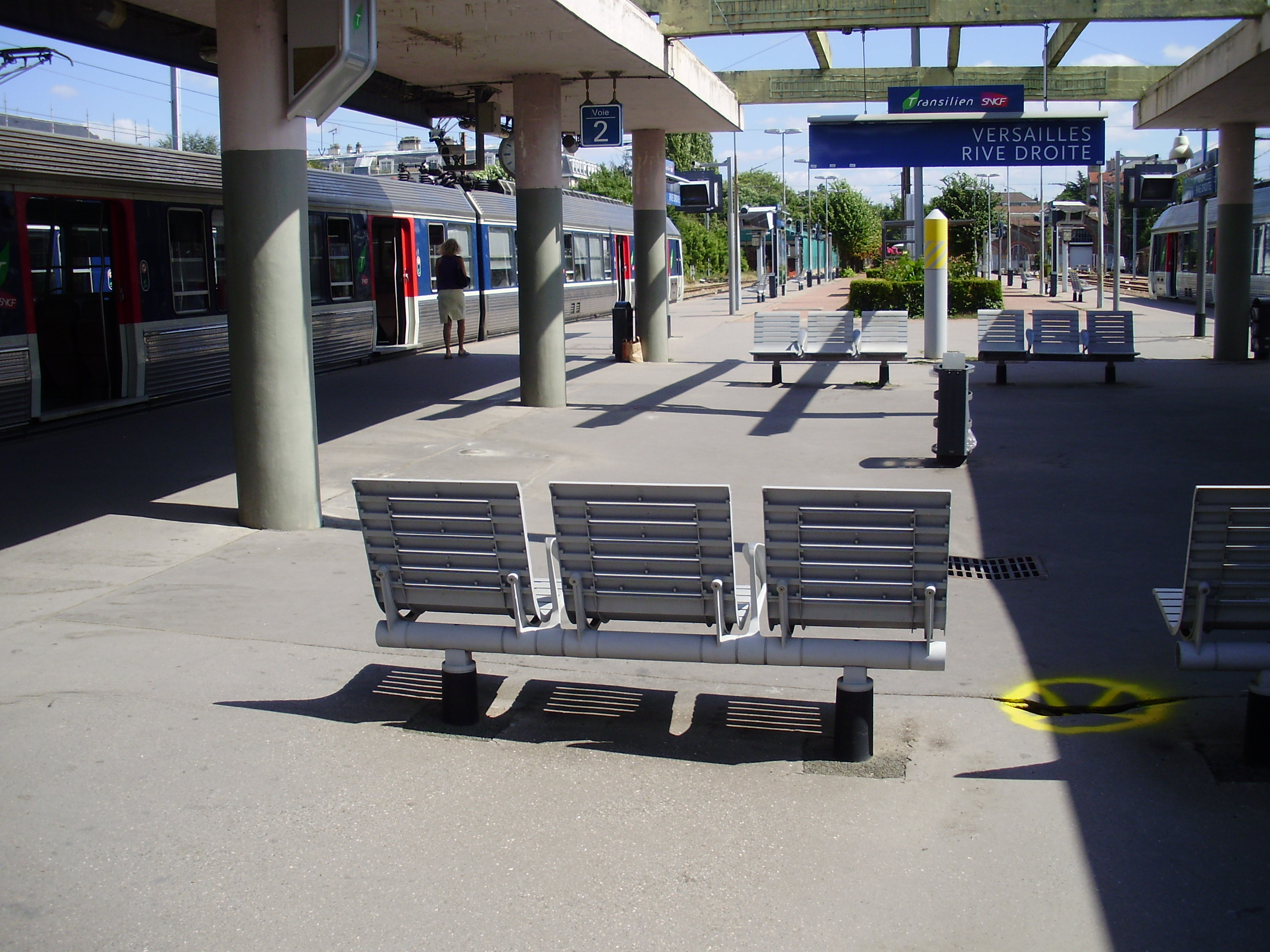
La gare de Versailles-Rive-Droite, en août 2010.

Le 25 octobre 1990, le STP prend en considération la 2e étape du schéma de principe. Elle prévoit de raccorder Eole à la banlieue Ouest sur les voies de la gare Saint-Lazare vers La Défense, Saint-Cloud, Versailles-Rive-Droite et Saint-Nom-la-Bretèche - Forêt de Marly en créant deux nouvelles gares à Pont-Cardinet (souterraine) et à La Villette - Aubervilliers.
Le 27 décembre 1990, le dossier d'enquête préalable à la déclaration d'utilité publique (DUP), reprenant le projet dans son ensemble, est adressé au préfet de Région, à la suite de la prise en considération du schéma de principe par délibération du conseil d'administration du STP du 3 juillet 1990 (1re étape) et du 25 octobre 1990 (ensemble).
Du 11 février 1991 au 29 mars 1991, l'enquête publique du projet intégral a lieu. Au terme de celle-ci, la commission d'enquête émet un avis favorable au projet sous réserve d'effectuer plusieurs modifications. En effet, elle préconise d'avancer le terminus de La Varenne - Chennevières au Plant-Champigny, sur la section de la Grande Ceinture rouverte au service voyageurs, de contrôler les conditions d'isolation phonique après les travaux et de réaliser, dès la 1re étape des travaux, la gare Nord-Est (actuelle Magenta) à quatre voies, afin d'éviter à l'avenir de nouvelles nuisances aux riverains. De plus, l'implantation des trémies d'accès en avant-gare de l'Est est modifiée afin de permettre une totale indépendance du courant Eole jusqu'à Noisy-le-Sec. Il est en outre également décidé de construire deux tubes à voie unique dans Paris, avec un écart de 21 mètres d'axe en axe, afin d'assurer une meilleure insertion dans le sous-sol et réduire la valeur des rampes. En outre, des impasses de sécurité de 80 mètres sont prévues à Haussmann - Saint-Lazare.

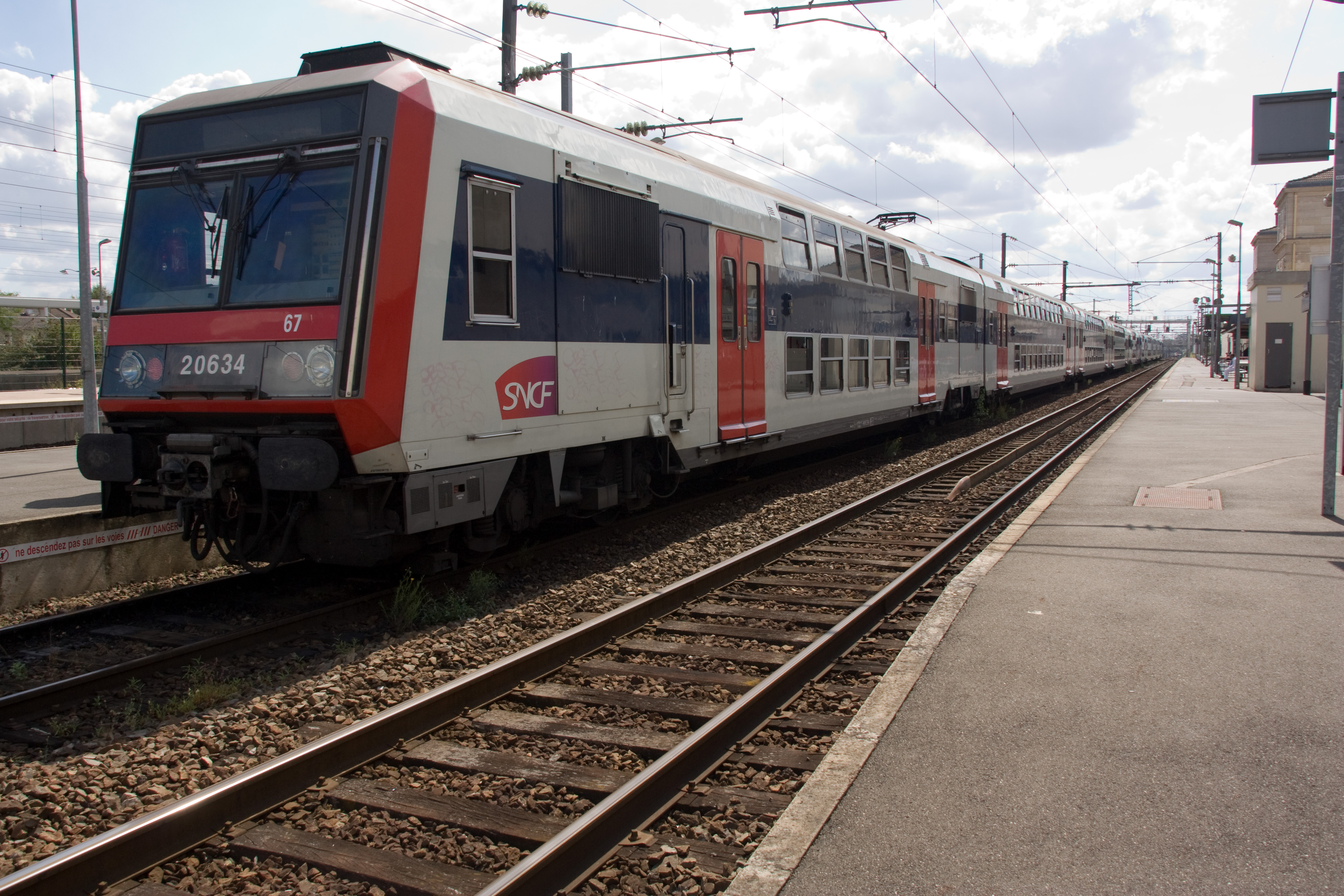
Une rame de type du RER D, en gare de Villiers-le-Bel, en août 2008.

Le 23 octobre 1991, le conseil d'administration du STP approuve l'avant-projet d'Eole (1re étape). Eole doit relier Saint-Lazare - Condorcet (actuel Haussmann - Saint-Lazare) à Chelles - Gournay, Villiers-sur-Marne et Le Plant-Champigny. L'avant-projet fait toujours état d'un matériel à deux niveaux identiques aux automotrices de type Z 2N. Toutefois, il indique aussi que les besoins générés par Eole se limiteraient à une augmentation du parc de matériel de cinq éléments automoteurs, pour un coût de 36 millions d'euros, aux conditions économiques de 2003. Ces besoins étaient donc en recul par rapport au schéma de principe.
En termes de desserte, l'avant-projet retient toujours un cadencement à 18 trains par heure en période de pointe. Il prévoit ainsi toutes les heures, quatre trains entre Saint-Lazare et Chelles, deux trains entre Saint-Lazare et Villiers-sur-Marne, deux trains entre Saint-Lazare et Le Plant-Champigny, ainsi que deux navettes reliant les nouvelles gares souterraines (Saint-Lazare - Condorcet et Nord/Est). L'abandon du terminus à La Varenne - Chennevières ne permet plus à Eole d'alléger le trafic de la ligne A du RER ; cependant, il le décharge par diminution du transfert vers la ligne A à Val de Fontenay. Eole serait emprunté par 74 millions de voyageurs par an dont 4,5 millions de voyageurs nouveaux (6 % dont 4 % reportés de la voiture).
Le 15 novembre 1991, un décret est publié déclarant la 1re étape du projet d'utilité publique et l'urgence des travaux d'Eole. Le 22 novembre 1991, le ministre des transports Paul Quilès l'approuve à son tour. Fin 1991, le projet relatif à l'accessibilité des personnes à mobilité réduite dans les gares souterraines nouvelles est modifié. Jusque-là, il prévoyait dans chaque gare la réalisation d'un seul accès jusqu'aux quais pour les PMR. Désormais jugé insuffisant, il est préféré l'établissement d'un accès dans chaque hall de ces gares, entraînant notamment la mise en place d'ascenseurs. Par contre, le choix ministériel du matériel commun SNCF-RATP conduit les gares de surface à une inaccessibilité directe pour les utilisateurs de fauteuil roulant (sauf au moyen de plateformes élévatrices accompagnées), la coexistence, dans les points d'arrêt, avec des matériels Transilien interdisant d'avoir des quais de plus de 0,92 m au lieu de 1,20 m dans les gares souterraines.

### Réalisation d'Eole

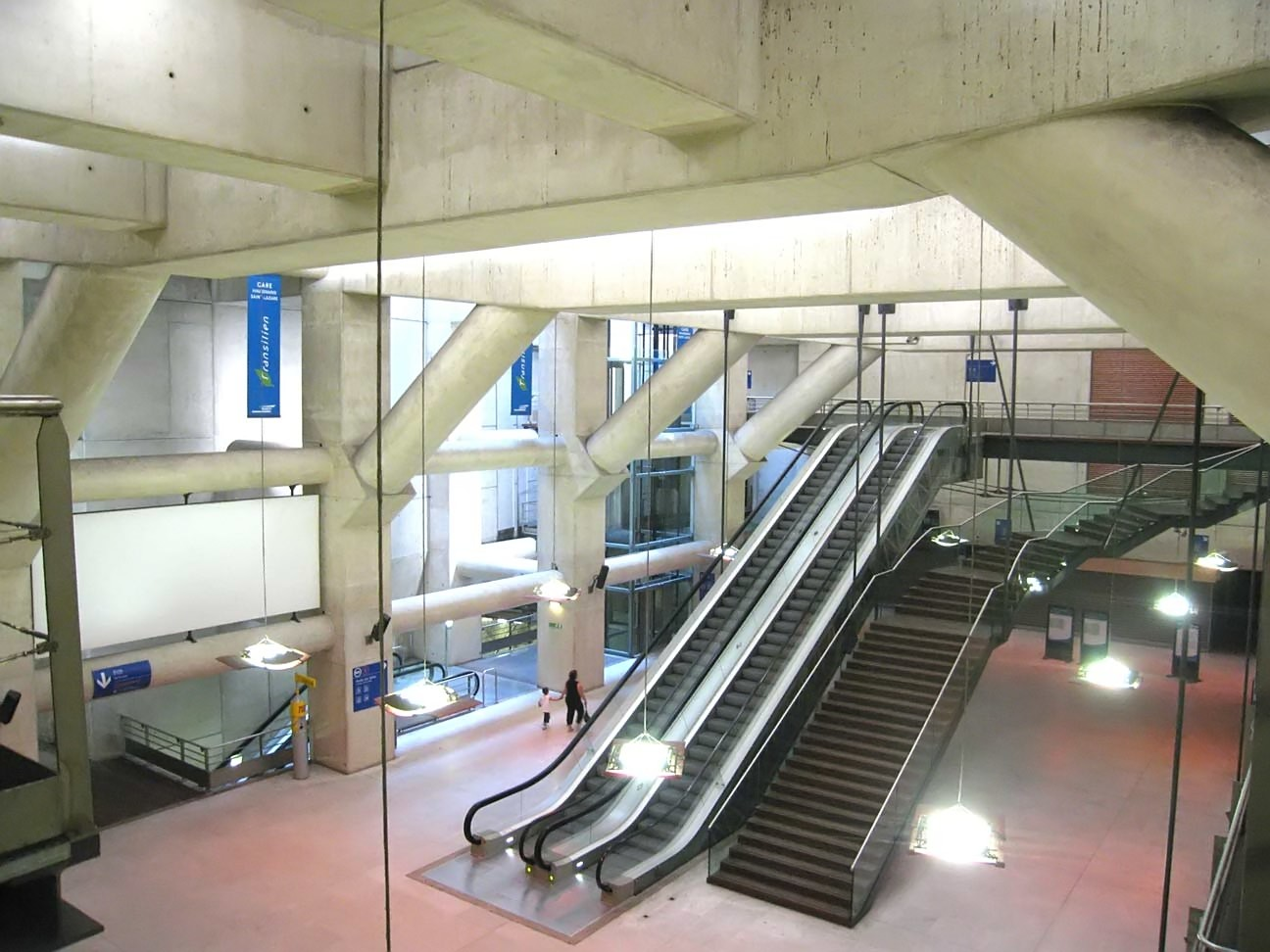
La vaste salle d'échanges de la gare d'Haussmann - Saint-Lazare, en juin 2006.

En 1992, le chantier de réalisation d'Eole débute. Désigné par certains comme l'un des grands chantiers français du moment, dans la lignée du tunnel sous la Manche, il consiste à réaliser la ligne de transport en commun la plus profonde de la capitale, à environ quarante mètres de profondeur, dans un sous-sol parisien particulièrement encombré, et sous le niveau de la nappe phréatique.
Il est jugé titanesque à entreprendre car il doit permettre la création ex nihilo de deux gares dites cathédrales (Saint-Lazare - Condorcet et Nord-Est), modèles de technique et d'architecture, particulièrement vastes, parmi les plus grandes d'Europe, à trente mètres sous terre. Après avoir fait évoluer la configuration de la future gare Nord-Est, il est décidé de redéfinir l'architecture de la future gare de Saint-Lazare - Condorcet. En effet, les deux halls initialement prévus sont remplacés par un seul, plus vaste et fonctionnel, et les modalités de réalisation de la gare sont simplifiées. De plus, la gare sera réalisée à ciel ouvert afin de permettre une opération immobilière en surface, et le troisième hall dit Havre connaîtra également une évolution architecturale.
Pour réaliser Eole, il faut également créer dix kilomètres de voies ferrées et extraire un million de mètres cubes de déblais. Alain Balan, alors directeur des travaux de la partie souterraine, explique faire tout son possible en particulier pour minimiser les déformations de terrains et les tassements de surface, la partie surface étant réalisée sous délégation de maitrise d'ouvrage de la Région de Paris-Est en accompagnement de son Agence-Travaux pour la maitrise d'oeuvre. Ainsi, pour éviter tout risque d'effondrement, une grande prudence est de mise ; il faut percer avec précaution et employer un matériel de forage sophistiqué.
Au débouché du tunnel, deux trémies de descente de La Villette sont réalisées à ciel ouvert. Des fouilles blindées sont excavées à l'abri de parois moulées ou berlinoises, renforcées par ancrage et butage. Le chantier impose le ripage des trois voies paires de l'avant-gare sur les six voies rapides existantes, avec une limitation de vitesse fixée à 40 km/h qui touche fortement la fluidité du trafic.

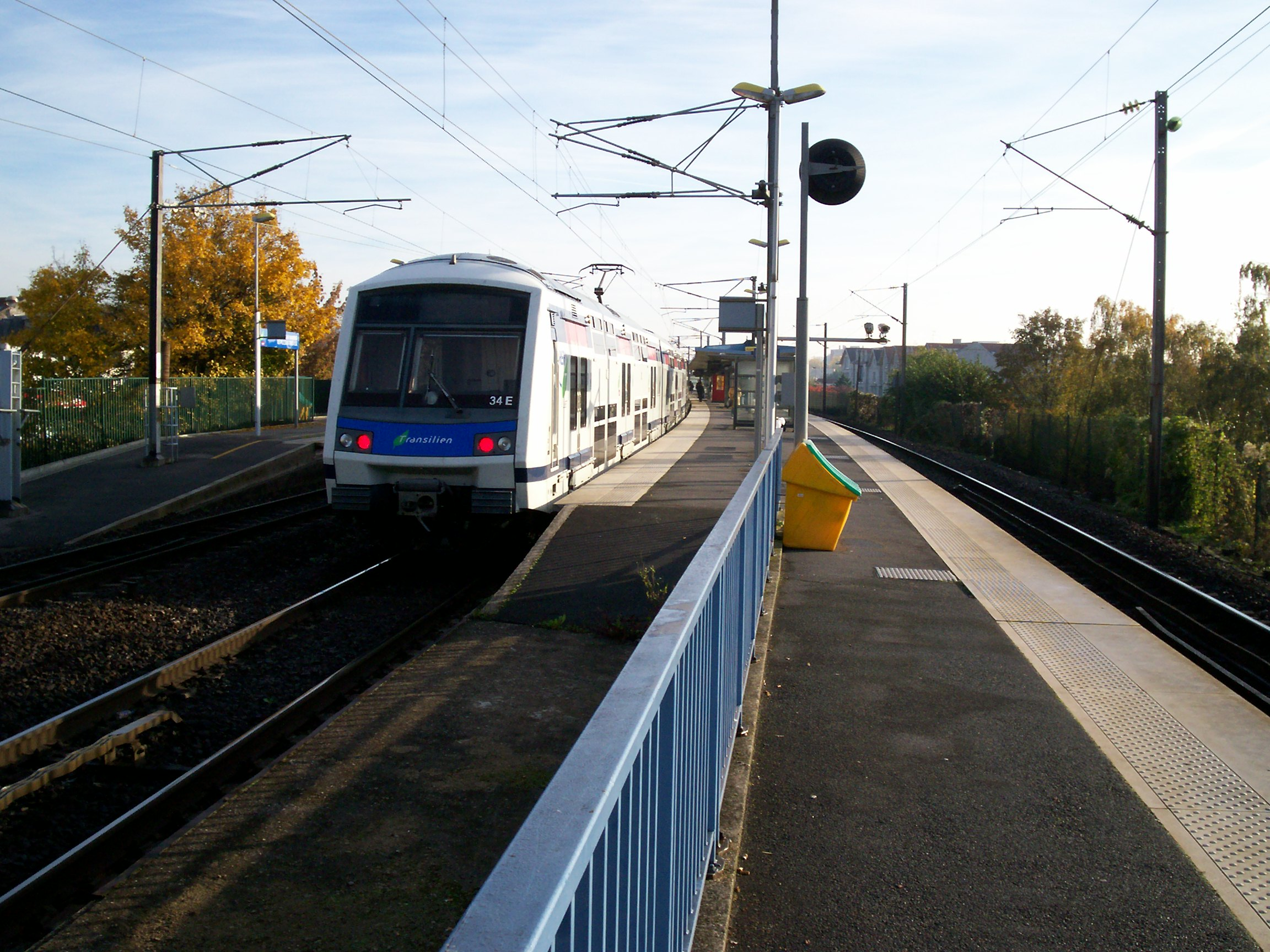
Ce quai de la gare de Villiers-sur-Marne - Le Plessis-Trévise a été partiellement rehaussé à la hauteur de 0.92 mètre, à l'occasion de la mise en service de la branche Villiers, fin août 1999.

À l'est, en banlieue, d'importants travaux sont également réalisés afin d'insérer la ligne dans le tissu ferroviaire. Deux voies banalisées sont réalisées afin de remplacer deux voies existantes, imposant une inversion du sens de circulation, une modification longue et complexe des deux sauts-de-mouton à Pantin avec raccordement concomitant des voies entre le pont sur le canal Saint-Denis et Noisy-le-Sec et la création d'un nouvel ouvrage long de 753 mètres. En outre, la huitième voie à quai à Noisy-le-Sec est prolongée vers Bondy, ce qui impose la modification du pont-route de l'avenue Gallieni, après avoir durant un temps envisagé de le remplacer, où une galerie est percée à travers la culée nord pour permettre le cheminement du personnel en raison de la perte de gabarit occasionnée par l'avancée de la quatrième voie impaire à l'instar de ce qui existait dans le sens pair. Cette huitième voie est alimentée directement depuis les sauts-de-mouton de Pantin, de même que les voies à destination de Strasbourg et Mulhouse en tronc commun jusque-là. La capacité y est quasiment doublée par la suppression du cisaillement permanent en direction de Strasbourg et Villiers-sur-Marne ; la création de la LGV Est européenne ne nécessitera aucune modification dans les voies rapides.
Le cantonnement est également redécoupé, et les quais des gares existantes desservies rehaussés de 0,55 mètre à 0,92 mètre afin de faciliter l'accès aux nouvelles rames, qui ont un plancher situé bien plus haut que la hauteur des quais non traités. Il était cependant impossible de les surélever à la hauteur optimale de 1,20 mètre, parce qu'ils engageraient le gabarit des circulations spéciales (fret, trains militaires, etc.) et ne permettraient pas de pénétrer dans les rames existantes d'où l'interdiction de ces dernières de se rendre dans le tunnel parisien par un automatisme spécifique installé, en redondance, en trois points de détection. Une alarme innovante prévient d'un défaut d'isolement de la brosse spécifique d'identification du matériel MI 2N en cas de perturbations atmosphériques ou de l'approche d'un train de travaux, lors de la formation d'un quelconque itinéraire en direction des trémies d'accès, ceci afin que l'aiguilleur soit prêt à répondre à toute sollicitation, par radio, du conducteur en présence du carré fermé.

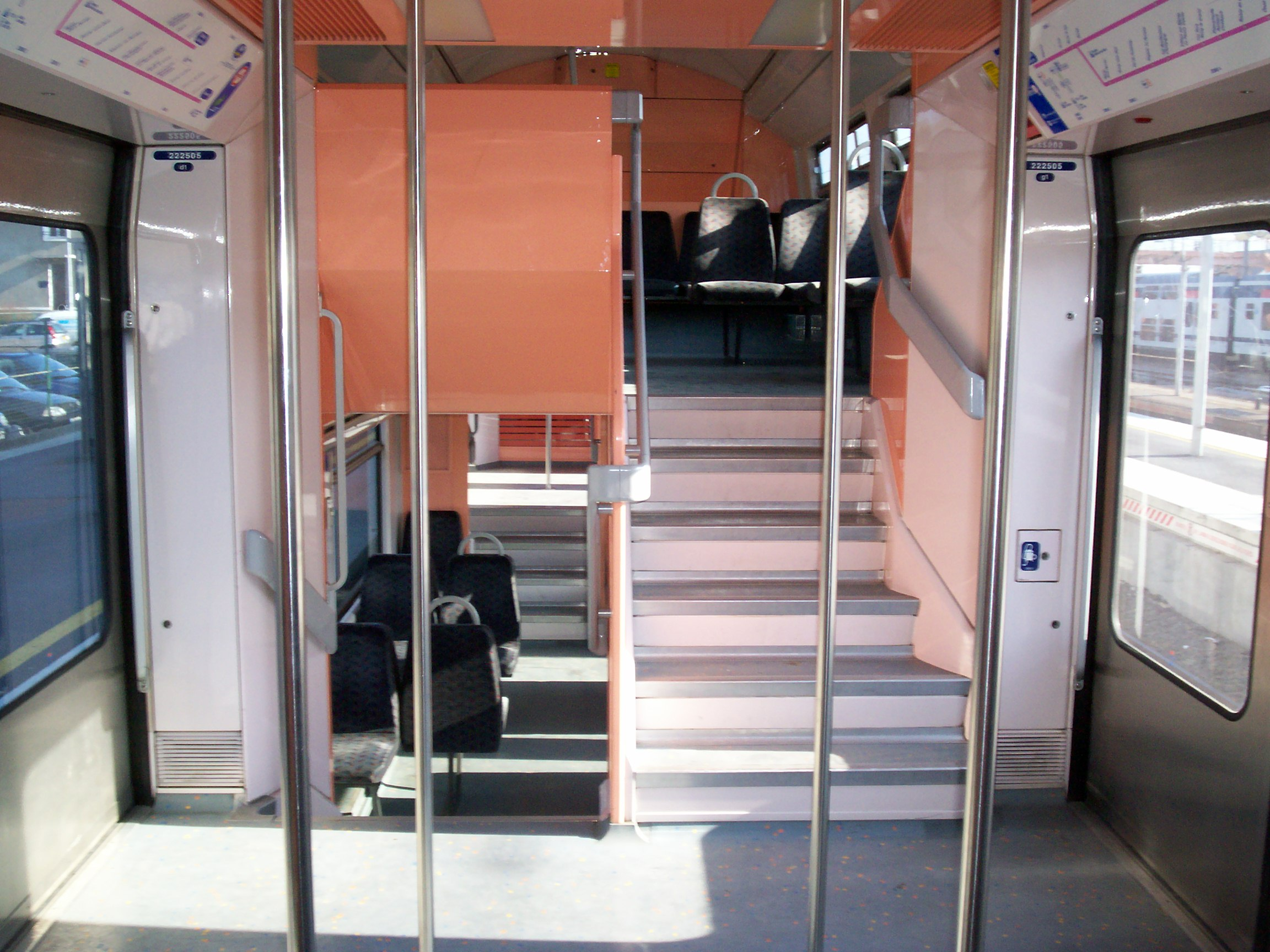
Vue intérieure des deux niveaux d'une rame Z 22500, en mars 2006.

En novembre 1992, la SNCF conclut un marché pour la livraison de 103 rames de type MI 2N, dont 53 commandées ferme. La RATP s'associe à l'appel d'offres de la SNCF, et commanda 17 rames, dont une rame de présérie, qui fut livrée en 1996 pour commencer une campagne d'essai conjointe entre la SNCF et la RATP. La plupart des essais fut effectuée par une des deux entreprises, l'ensemble des données et des résultats étant mis en commun, réduisant ainsi de façon significative la charge de test pour chaque entreprise.
Le MI 2N est un tout nouveau modèle de matériel roulant. À deux niveaux, il est équipé de trois larges portes par voiture et par face afin d'accélérer les échanges en gare. Malgré une apparence similaire, les matériels des deux transporteurs diffèrent : les rames Z 2500 de la ligne A comportent des escaliers entre les niveaux supérieurs et la plate-forme centrale, ce qui n'est pas le cas des rames Z 22500 de la ligne E, dans lesquels l'accès au niveau supérieur n'est possible qu'à partir des plateformes extrêmes. De plus, en unité simple, les Z 1500 sont composées de trois motrices et deux remorques d'extrémité, tandis que les Z 22500 sont composées de deux motrices intercalées et trois remorques, soit un tiers de puissance en moins.
Également en 1992, la SNCF décide, pour moderniser l'exploitation des circulations entre Paris et Noisy-le-Sec, de créer un nouveau et seul poste, dit de Château-Landon regroupant le poste réglant Eole dans Paris, ainsi que les installations des postes de Paris-Est et de Noisy. Jusqu'alors, l'entreprise prévoyait de simplement adapter les postes d'aiguillages existants avec la création des itinéraires nécessaires : l'adaptation du poste 1 de Paris-Est, la création d'un poste Eole pour le trafic dans Paris et un aménagement du poste de Noisy. Le surcoût de la création du poste a été compensé par des économies.

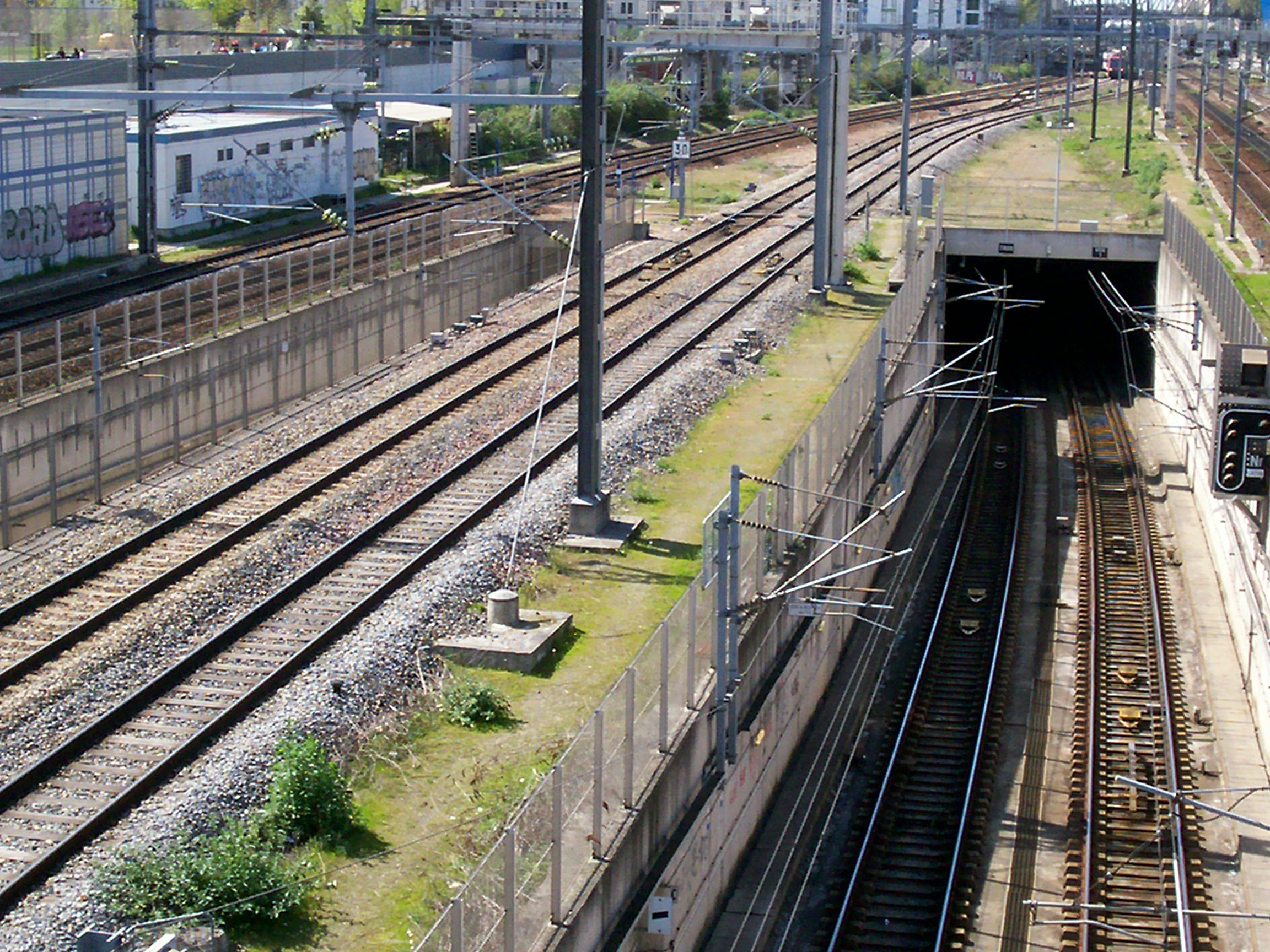
Vue de l'entrée du tunnel parisien, en avril 2008.

Le 14 février 1994, le tunnelier nécessaire pour les besoins du chantier est baptisé « Martine ». Il est chargé de réaliser les deux tunnels à voie unique qui permettront de relier les deux futures gares souterraines entre elles. Le tunnelier, à pression de confinement, est employé sur les 1 659 mètres du parcours à creuser et débouche dans un ouvrage commun de 50 mètres permettant son retournement. Ainsi, le futur tunnel nord est creusé sans incident du 11 avril 1994 au 5 mai 1995. La méthode classique d'excavation des terres à l'avancement est employée pour réaliser le tunnel à double voie reliant les trémies de La Villette à la future gare souterraine Magenta d'une longueur de 422 mètres ainsi que pour les ouvrages de jonction des gares. Les déblais sont transportés par une bande transporteuse mécanisée puis déversés dans la cour face à la rue du Maroc, et déversés sur des wagons. Cette méthode évite l'utilisation de camions en surface.
Le 22 décembre 1995, le creusement de la galerie sud connaît de sérieux déboires, malgré les précautions prises. En effet, il est à l'origine d'un affaissement de terrain dans la rue Papillon, située dans le 9e arrondissement, déstabilisant des immeubles habités, malgré les importantes précautions prises,. La situation contraint la SNCF à consolider un immeuble au no 4 qui menace de s'effondrer et à financer le relogement de ses occupants. Cet incident interrompt le chantier durant plusieurs mois et retarde de près d'un an l'ouverture de la ligne, alors prévue pour 1998, et augmente encore le budget de construction. En dépit des mesures complémentaires de protection, le chantier Eole endommage au total quatre-vingt-dix bâtiments.
Le 10 mars 1996, la première des cinquante-trois rames commandées, pour permettre l'exploitation de la ligne, est livrée. La livraison durera près de quatre ans pour se conclure le 1er janvier 2000. L'achat du matériel roulant coûta quatre milliards de francs (environ 610 millions d'euros). Dans le total des dépenses liées au projet, cette somme est ajoutée au coût total des travaux, mais est à amputer, pour partie, de l'équivalent rames du programme de renouvellement du matériel Île-de-France.
Le 10 mars 1997, le poste d'aiguillage à relais à commande informatique (PRCI) de Château-Landon est mis en service, afin de télécommander les installations précédemment contrôlées par le poste d'aiguillage tout relais à transit souple (PRS) de Noisy-le-Sec, puis le secteur de Pantin à partir de 1998. Il est installé, en sous-sol, dans l'immeuble Château-Landon qui surplombe les voies de la gare de l'Est.
Durant l'été 1998, le tronçon souterrain est entièrement équipé ; le 22 juillet 1998, un convoi de deux locomotives diesel BB 63000 encadrant un élément MI 2N descend à titre d'essai.

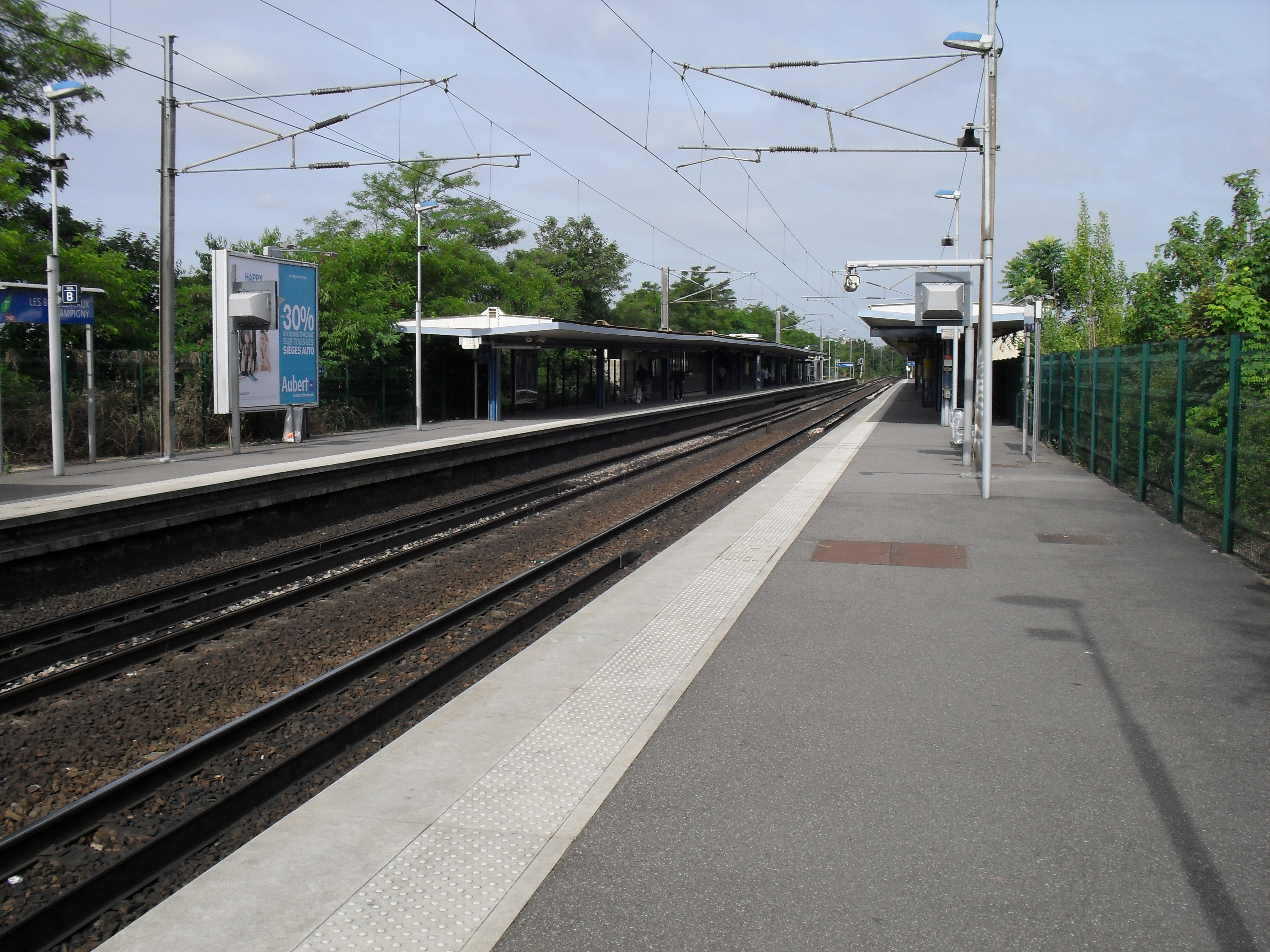
La gare des Boullereaux-Champigny, en mai 2011.

En novembre 1998, un avant-projet rectificatif d'Eole est publié. Il décide de l'abandon de la réalisation de la branche desservant la gare nouvelle du Plant-Champigny, à cause de la baisse du trafic constatée entre 1993 et 1996 sur la banlieue Est (-25 % sur les missions concernées) et de la proximité avec la future gare RER E des Boullereaux-Champigny, ôtant sa justification commerciale. De plus, les deux voies du viaduc ferroviaire de Nogent-sur-Marne auraient été saturées car elle ajouterait des circulations supplémentaires en direction du Plant-Champigny et la mise en œuvre du contrôle de vitesse des trains (KVB) avait réduit le débit de la ligne. En conséquence, le dossier d'enquête publique pour le permis de construire de la gare et la convention avec le conseil général du Val-de-Marne pour la suppression d'un passage à niveau n'ont pu être finalisés. La gare nouvelle du Plant-Champigny devait être située sur la commune de Champigny-sur-Marne à 24 minutes de Saint-Lazare - Condorcet (actuelle Haussmann - Saint-Lazare). L'avant-projet rectificatif envisage en compensation le prolongement de la ligne jusqu'à Tournan-en-Brie, afin d’améliorer la desserte de la ligne.
L'avant-projet justifie également la mise anticipée à quatre voies de la future gare de Magenta, par le fait que l'occupation des quais serait supérieure à trois voyageurs par m², que l'utilisation de la gare en terminus serait malcommode en cas d'incident et que le délai maximal entre deux trains devait être très faible pour conserver un fonctionnement sûr des quais.
En termes de desserte, l'avant-projet rectificatif supprime également les navettes initialement prévues entre les deux nouvelles gares parisiennes car les études relatives aux trafics ne justifiaient plus ces circulations et les installations de retournement en gare de Saint-Lazare auraient posé des problèmes de régularité. On s'achemine désormais vers une grille de seize trains par heure lors des heures de pointe (contre les dix-huit prévus à l'origine) dont huit trains Saint-Lazare – Chelles et quatre trains Saint-Lazare – Villiers.
Fin 1998, les travaux des sauts-de-mouton de Pantin prennent fin et la région de Paris-Est remet en place les voies principales au droit des trémies d'accès au souterrain. Le 17 janvier 1999, le poste d'aiguillage à relais à commande informatique (PRCI) de Château-Landon contrôle également les gares de Magenta et d'Haussmann - Saint-Lazare. À la suite de ces modifications, le poste 1 de Paris-Est, de type PRS, se limite à la gare proprement dite et à son avant-gare, et le poste 2 de La Villette, de type Descubes, reste en place, jusqu'à l'arrivée du TGV Est en 2007. Le 19 janvier 1999, le tunnel parisien est mis sous tension et le 26 janvier 1999, une première circulation circule en nocturne permettant d'achever les ultimes vérifications. Elle fut assurée par une unité multiple de MI 2N.

### Naissance du RER E

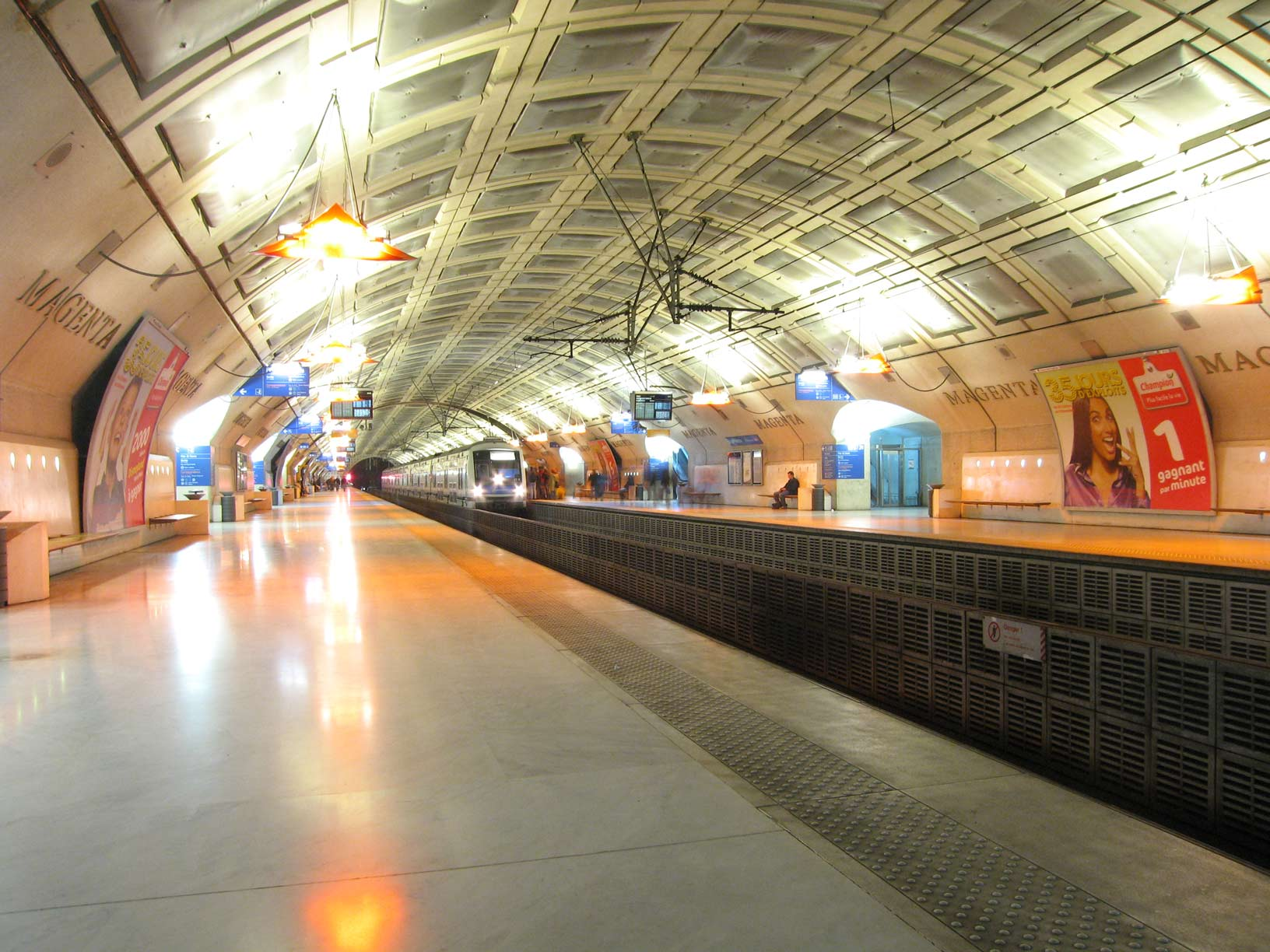
La gare de Magenta, en novembre 2006.

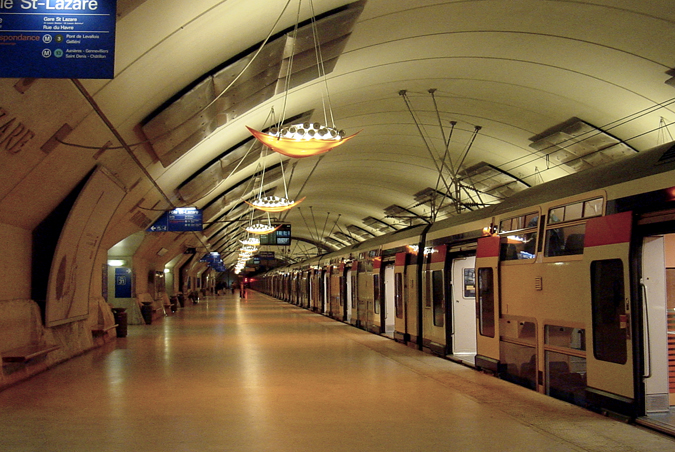
La gare d'Haussmann - Saint-Lazare, en juin 2006.

Le 12 juillet 1999, la ligne E du réseau express régional est inaugurée par le Premier ministre Lionel Jospin, en présence de Louis Gallois, président de la SNCF, ainsi que de plusieurs ministres, et de Jean-Paul Huchon, président du conseil régional d'Île-de-France, au terme de sept années de travaux, avec dix-huit mois de retard.
Le coût total des travaux, initialement estimé à 6,2 milliards de francs (soit environ 950 millions d'euros), s'est finalement élevé à 8,125 milliards de francs (environ 1,2 milliard d'euros - valeur 1999), avec un surcoût qui aura absorbé 70 % du budget des transports publics. Cet important surcoût était dû, selon la SNCF, pour 700 millions de francs aux modifications apportées au projet compte tenu de l'état du sous-sol, dues à une sous-estimation de la complexité des opérations. En effet, il a fallu extraire une masse de gravats comparable en volume à celle de la pyramide de Khéops et assécher une vaste poche d'eau pour pouvoir construire la gare d'Haussmann - Saint-Lazare.

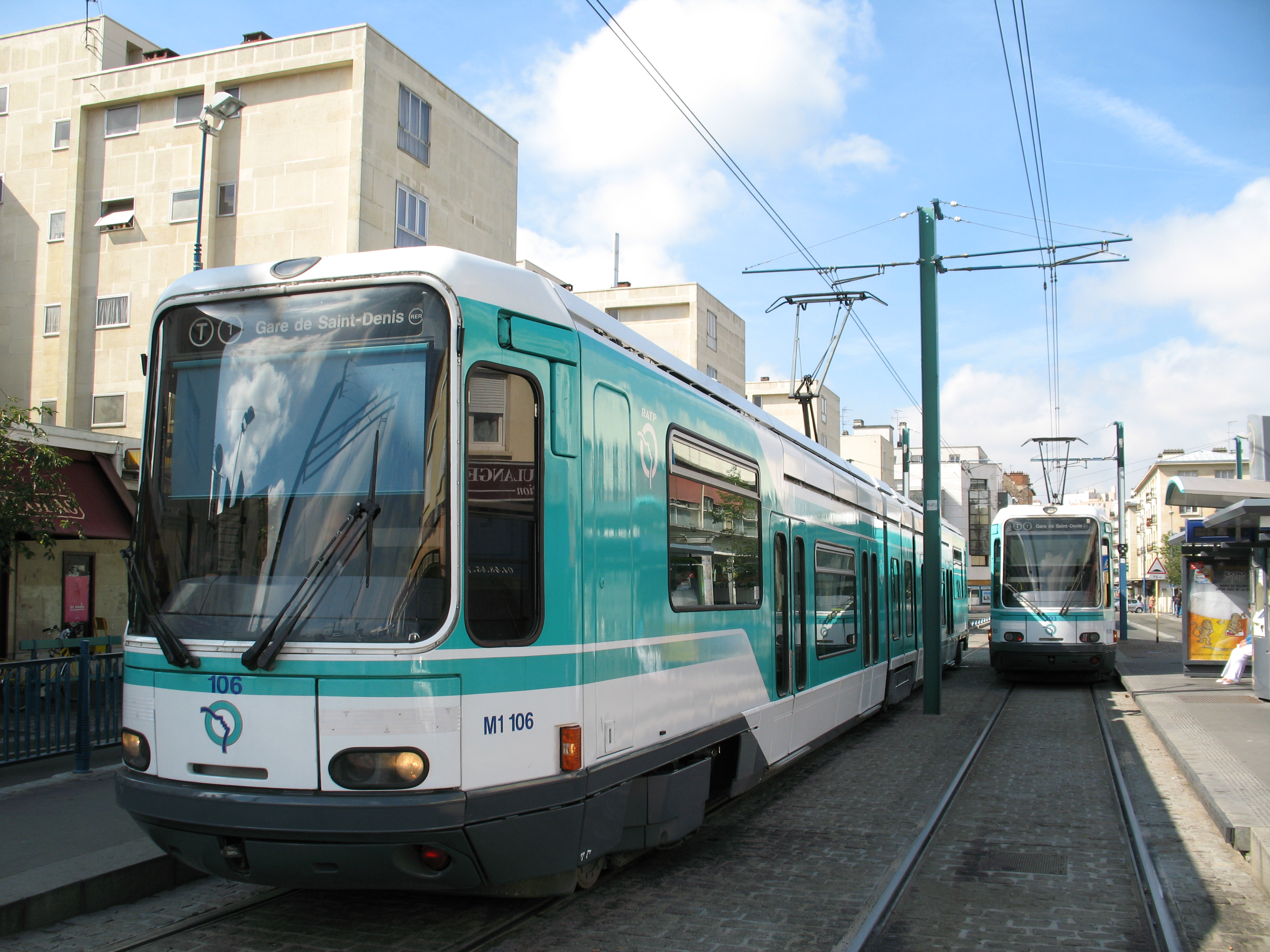
La ligne T1, une liaison tramway de banlieue à banlieue mise en service en 1992 puis prolongée en 2003.

Le surcoût est également dû pour 650 millions de francs à la réalisation de travaux complémentaires dans le secteur de Paris-Est (rehaussement des quais des futures gares desservies par Eole, mise à quatre voies anticipée de la gare de Magenta et prolongement des impasses de sécurité de la gare d'Haussmann - Saint-Lazare), pour 450 millions de francs à la crise immobilière affectant le coût des achats fonciers liés au projet, pour 100 millions de francs à la mise au point d'un système d'évacuation des déblais évitant la circulation de camions en surface, ainsi que pour 100 millions de francs à l'affaissement de terrain de la rue Papillon.
Cet important surcoût a poussé le gouvernement puis le STIF à se tourner vers des projets moins coûteux comme le tramway pour assurer, par exemple, les liaisons de banlieue à banlieue. Le concept de desserte radiale Paris - banlieue est également reproché à ce projet ainsi qu'à Meteor, puisqu'ils ne prennent pas en compte les nouveaux besoins de déplacements de banlieue à banlieue. En 1986, les experts n'avaient pas prévu l'ampleur de ces nouveaux besoins, qui s'expliquent en partie par le départ de nombreuses entreprises vers la périphérie.
La ligne qui devait initialement relier l'est à l'ouest de Paris, est limitée à Haussmann - Saint-Lazare et le prolongement à l'ouest est alors ajourné en raison du budget très lourd prévisible, le STIF s'orientant depuis, comme indiqué précédemment, vers des projets de tramway en banlieue moins coûteux et vers la rénovation du matériel roulant francilien.
La nouvelle ligne RER doit remplir cinq fonctions principales :
- contribuer à l'aménagement de l'Île-de-France du XXIe siècle[44] ;
- améliorer les liaisons entre la banlieue Est et le centre de Paris, notamment le quartier Opéra – Saint-Lazare qui compte de nombreux bureaux ;
- établir dans Paris une liaison rapide entre ce quartier des affaires et les gares du Nord et de l'Est, terminus des TGV Nord, Eurostar, Thalys, ainsi que vers le TGV Est et, dans l'avenir, la liaison CDG Express, le parcours entre les deux gares souterraines ne nécessitant que trois minutes pour 2458 m(PK 1+969 Ouest à PK 0+489 Est ;
- permettre des correspondances plus aisées entre l'est et l'ouest de l'Île-de-France (correspondance à Haussmann – Saint-Lazare avec la banlieue Ouest) ;
- soulager le RER A saturé aux heures de pointe, tout en étant une alternative à celui-ci à Haussmann – Auber, à Val de Fontenay, dans la ville nouvelle de Marne-la-Vallée et, lorsque le prolongement à l'ouest sera réalisé, au quartier d'affaires de La Défense.

Le 14 juillet 1999, la ligne E du réseau express régional est mise en service entre la nouvelle gare souterraine parisienne d'Haussmann - Saint-Lazare et la gare de Chelles - Gournay, située en banlieue Est-parisienne, via entre autres, la nouvelle gare parisienne de Magenta, également souterraine. Eole doit permettre aux voyageurs de gagner au moins un quart d'heure sur leur trajet quotidien. Sa mise en service permet le remplacement des RIB et des VB 2N, sur les relations préexistantes. Dans l'attente de la mise en service de la branche Villiers-sur-Marne, la fréquence de la ligne est particulière, ayant jusqu'à six trains par heure, en heure de pointe. Il y a quatre trains par heure, en heure creuse.
Le 30 août 1999, la ligne atteint la gare de Villiers-sur-Marne - Le Plessis-Trévise,,, à la suite de la mise en service de la seconde branche de la ligne depuis Noisy-le-Sec. Les missions Villiers, désormais intégrées au RER E, et les missions Tournan, auparavant associées, sont systématiquement dissociées, afin d'établir une distinction claire en termes d’image et de qualité de service entre le RER (desservi par des trains modernes) et la « banlieue classique » (desservie par rames tractées traditionnelles). Dès lors, sur la relation Haussmann – Chelles, il y a un train toutes les sept à huit minutes en heure de pointe (entre 7 h 30 et 8 h 45 au départ de Chelles - Gournay et entre 17 h 0 et 18 h 30 au départ d'Haussmann - Saint-Lazare) et un train tous les quarts d'heure, en heures creuses. Sur la relation Haussmann – Villiers, il y a en heures de pointe comme en heures creuses, un train tous les quarts d'heure. Lors des heures de pointe, des circulations entre les gares de Magenta et d'Haussmann - Saint-Lazare complètent la desserte qui compte ainsi, sur le tronçon central, douze trains par heure dans chaque sens (soit un train toutes les cinq minutes environ).

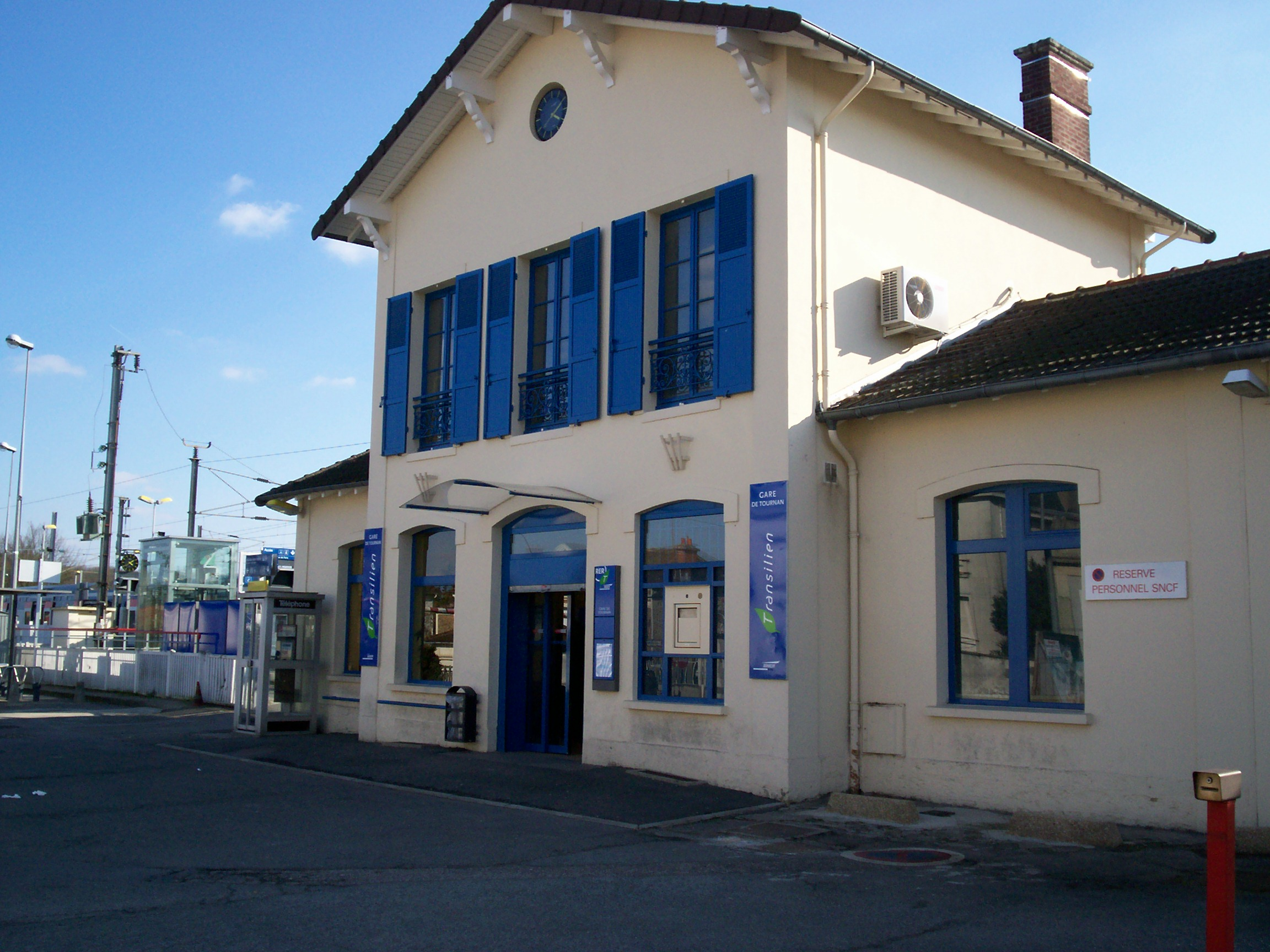
Le bâtiment voyageurs de la gare de Tournan, en mars 2006.

Le 18 mai 2000, le contrat de plan État-région Île-de-France prend en compte le prolongement de la ligne de Villiers-sur-Marne à Tournan.
Le 14 février 2002, l'avant-projet du prolongement de la ligne de Villiers-sur-Marne à Tournan est approuvé par le conseil d'administration du STIF. Cette opération doit permettre d'améliorer la desserte en prévoyant d'y ajouter celle de Tournan-en-Brie. Ce projet vient en remplacement du projet de branche vers Le Plant-Champigny. Initialement prévue pour 1998 puis pour « courant 2000 », le prolongement à Tournan est désormais fixé pour décembre 2003.
Le 14 décembre 2003, la ligne est prolongée de Villiers-sur-Marne - Le Plessis-Trévise à Tournan. Désormais, les voyageurs bénéficient d'un temps de parcours moyen de 46 minutes entre ce nouveau terminus et Haussmann - Saint-Lazare, avec, comme conséquence, un gain de temps voisin de dix minutes pour les voyageurs se rendant au cœur de Paris. Pour ceux qui ne dépassent pas le quartier de Magenta, le parcours est également raccourci d'environ cinq minutes. Grâce à la déviation par Magenta et à l'arrivée dans le quartier Saint-Lazare, le prolongement permet d'offrir beaucoup plus de possibilités d'accès et de correspondances qu'à l'époque où les trains avaient pour terminus la gare de l'Est.

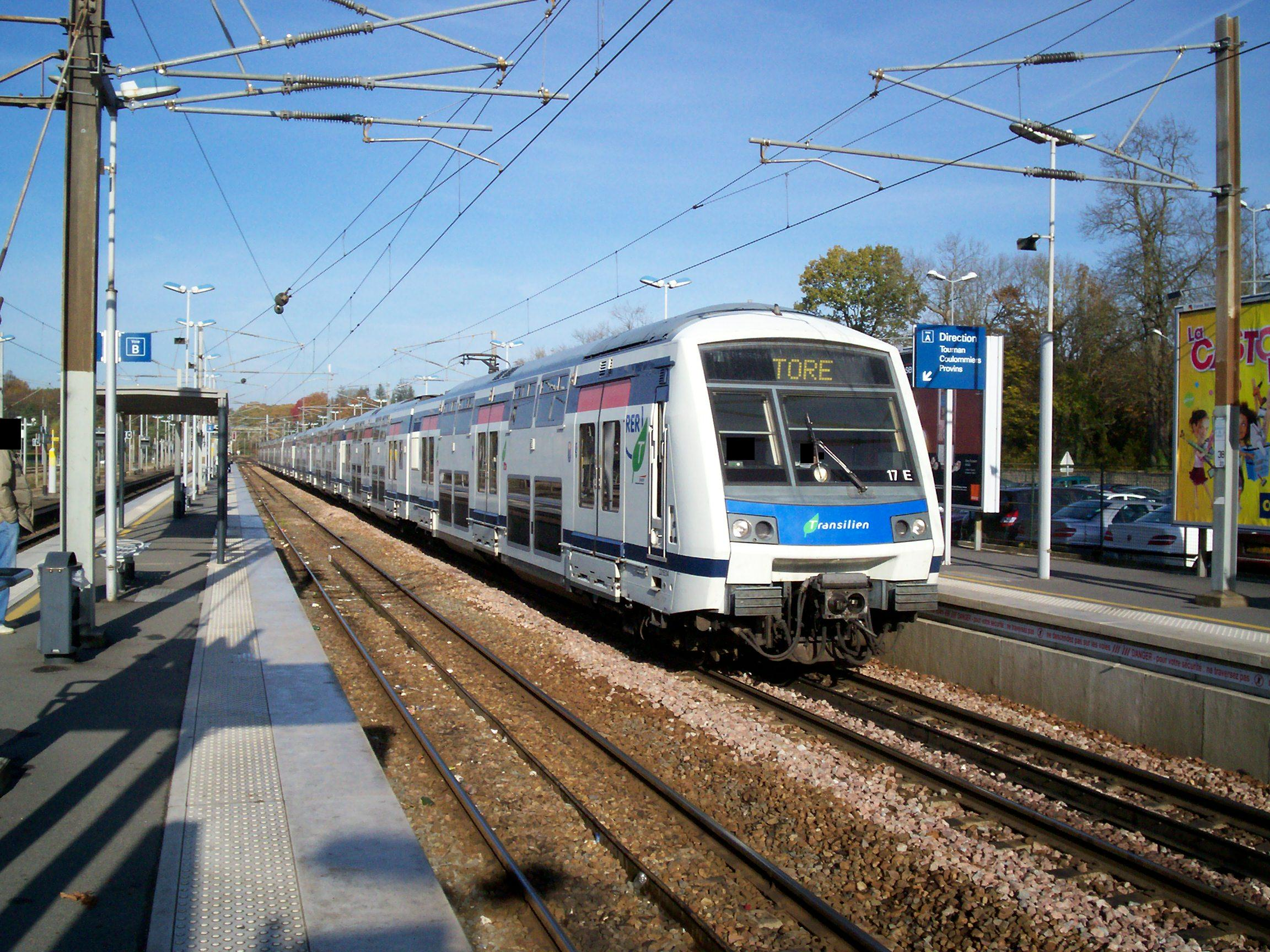
Une rame Z 22500 assurant l'ancienne mission TORE, en gare de Gretz-Armainvilliers, en octobre 2007.

En pratique, les nouveaux trains pour Tournan desservent les gares d'Haussmann - Saint-Lazare, Magenta, Noisy-le-Sec en heures creuses, Val de Fontenay et toutes les gares de Villiers-sur-Marne à Tournan (Les Yvris-Noisy-le-Grand, Émerainville - Pontault-Combault, Roissy-en-Brie, Ozoir-la-Ferrière, Gretz-Armainvilliers). En heure de pointe, la fréquence est de quatre trains par heure. Tôt le matin (avant 6 heures) et en heure creuse de journée, les trains desservent en plus la gare de Noisy-le-Sec avec deux trains par heure. La mission pour Villiers-sur-Marne est restée inchangée, en continuant de desservir toutes les gares d'Haussmann - Saint-Lazare à Villiers-sur-Marne. Tard le soir, après 22 heures, les trains assurent un parcours omnibus d'Haussmann - Saint-Lazare à Tournan, avec la même fréquence de deux trains par heure. Concrètement, une mission terminus Villiers sur deux est prolongée jusqu'à Tournan, comme cela était le cas jusqu'à l'avènement du RER E. Cette organisation correspond mieux à la fréquentation en soirée, et doit réduire la sensation d'isolement qui inquiète certains voyageurs.
Cette nouvelle exploitation a ainsi permis la création de quatre trains aux heures de pointe, portant la fréquence de 12 à 16 trains par heure dans le tunnel parisien Haussmann – Magenta, une meilleure desserte de la gare de Noisy-le-Sec aux heures creuses, avec dix trains par heure au lieu de huit auparavant ainsi qu'une meilleure desserte des gares de Villiers-sur-Marne et du Val de Fontenay aux heures de pointe, avec six à huit trains par heure au lieu de quatre auparavant, permettant aussi de contribuer au soulagement de la ligne A du RER dans l'Est parisien, tout en offrant une autre possibilité pour l'accès à cette zone.

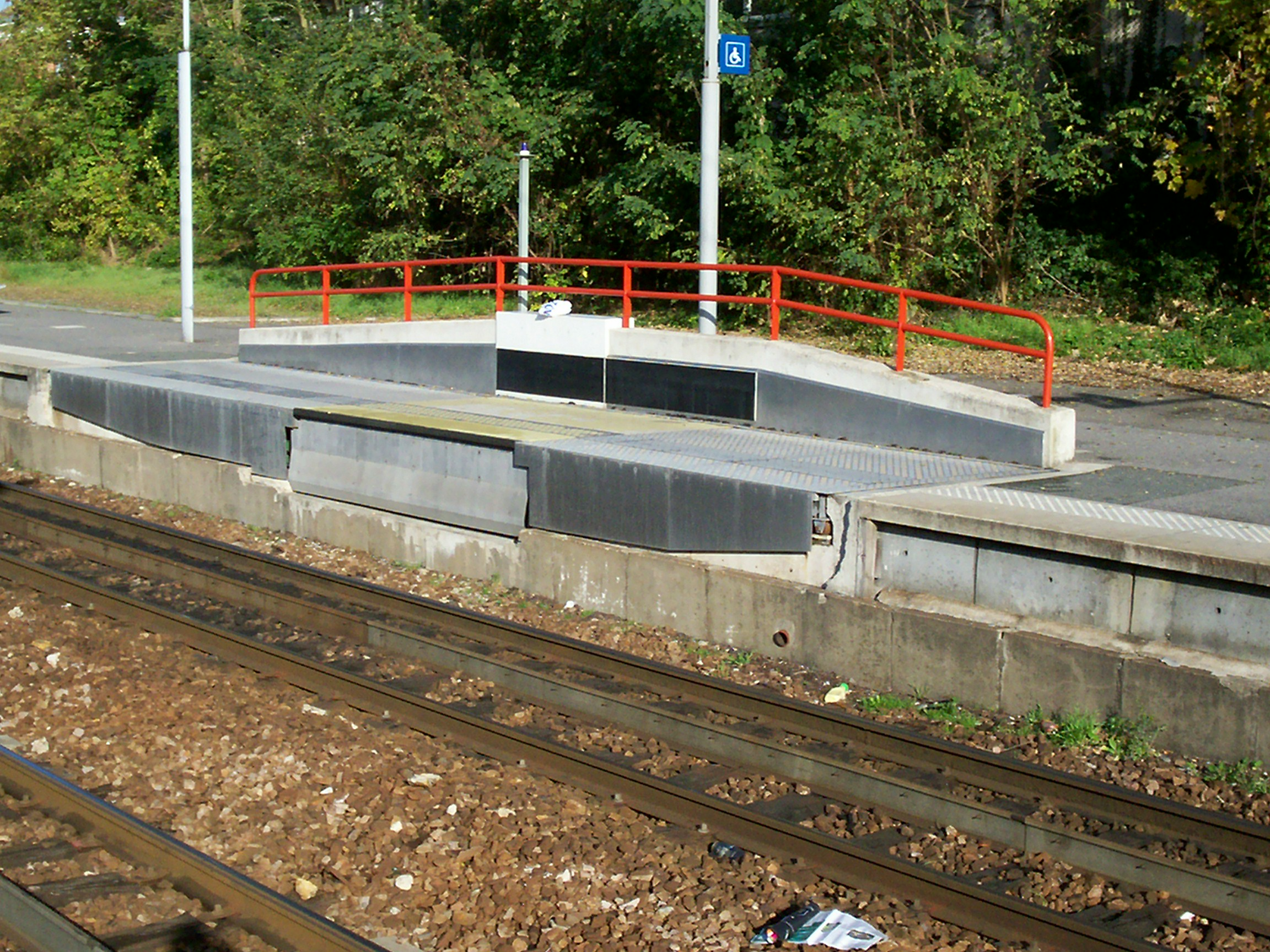
La plate-forme d'accès PMR, en gare de Tournan, en octobre 2007.

Le prolongement a également permis de remplacer les VB 2N et les RIB par les MI 2N, automotrices assurant déjà l'ensemble des dessertes de la ligne E et apportant davantage de confort. Le prolongement nécessitant l'utilisation de la totalité des rames MI 2N commandées, les cinq rames détachées, en banlieue Saint-Lazare sur les missions Paris – Nanterre-Université – Maisons-Laffitte, ont été rapatriées.
Pour accompagner l'arrivée d'Eole, la hauteur des quais de toutes les gares concernées par le prolongement du RER E à Tournan-en-Brie (Les Yvris-Noisy-le-Grand, Émerainville - Pontault-Combault, Roissy-en-Brie, Ozoir-la-Ferrière, Gretz-Armainvilliers) a été portée de 0,55 à 0,92 mètre, afin de faciliter l'accès aux rames. Ils ont également été munis de bandes d'éveil. En gare de Villiers-sur-Marne - Le Plessis-Trévise, le quai 1 a également été rehaussé. De plus, en complément des travaux liés au prolongement de la ligne, les gares d'Émerainville - Pontault-Combault et de Tournan ont été équipées, à la demande du STIF, afin de faciliter l'accès des personnes à mobilité réduite aux quais (CAB particuliers, ascenseurs), pour un montant de 3,6 millions d'euros. Ainsi, en gare de Tournan, une plateforme d'accès destinée à réduire la lacune verticale et horizontale entre le quai et la rame MI 2N a été installée. Enfin, des écrans de télé-affichage de type Infogare ont été installés sur tous les quais des gares concernées par le prolongement, afin d'annoncer en temps réel les six prochains trains de desserte, et de fournir des informations à caractère conjoncturel. Ils sont assistés par un système de sonorisation et d’assistance vidéo des quais.
Pour permettre l'arrivée d'Eole, dans les postes du Perreux, de Villiers et de Noisy-le-Sec, les installations de traction électrique touchées par le prolongement, ont été adaptés aux caractéristiques des rames MI 2N, rames pouvant consommer jusqu'à deux fois plus de courant que le matériel classique, afin de rendre possible une exploitation beaucoup plus souple, notamment en cas d'incidents nécessitant la mise hors tension de la caténaire. De plus, la fiabilisation des installations de sécurité du parcours (signaux, aiguilles) a été renforcée pour favoriser une meilleure régularité du trafic.

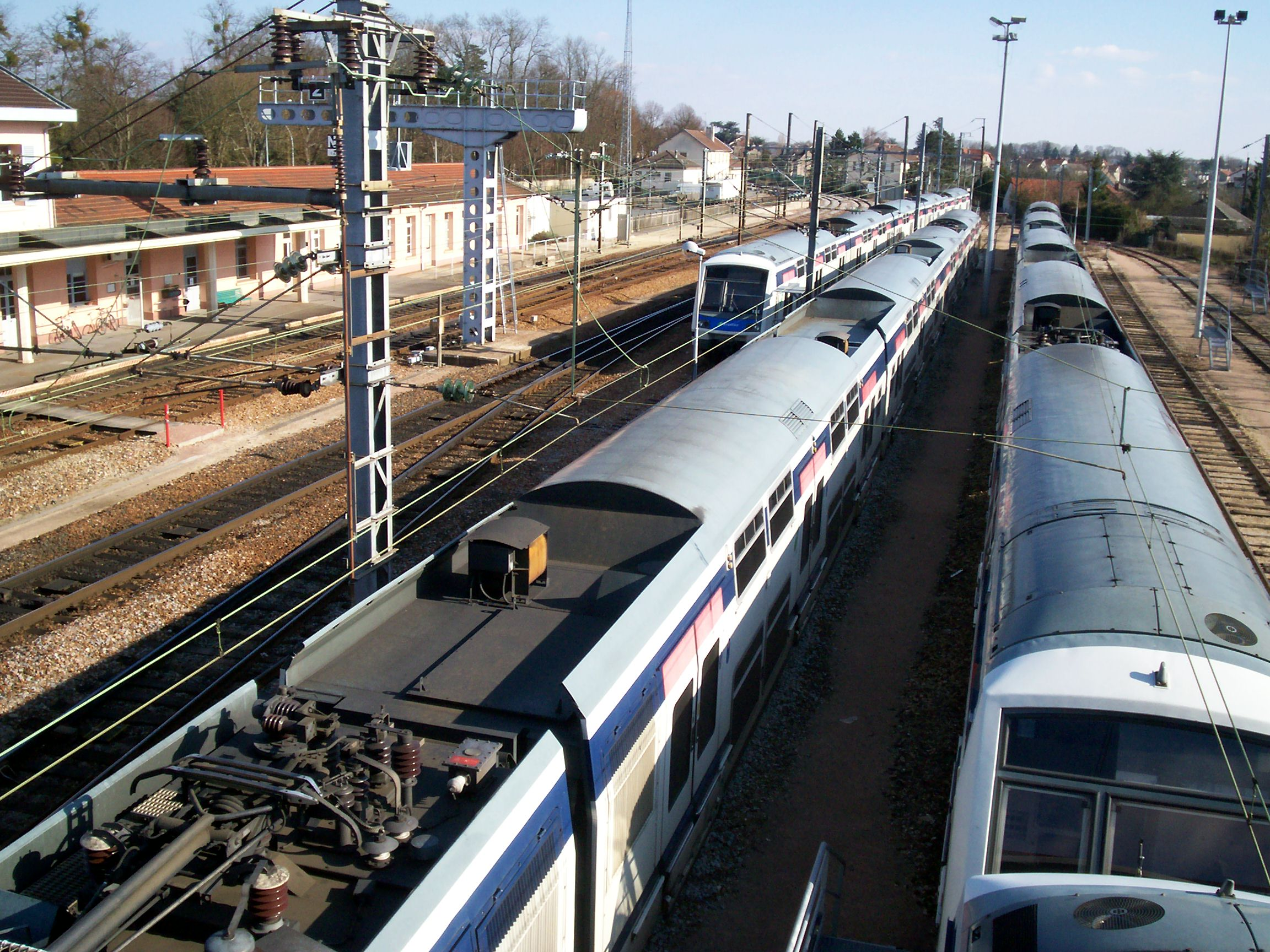
Le site de garage de Gretz-Armainvilliers, en mars 2006.

Enfin, le site de garage de la gare de Gretz-Armainvilliers, jusqu'alors affecté aux VB 2N, a été réaménagé afin de permettre le garage ainsi que le nettoyage de dix éléments MI 2N de cinq voitures, répartis sur les cinq voies que compte le site, dans l'attente de la création d'un faisceau de voies spécialement adapté à la réception de ces éléments. En effet, des passerelles d'accès aux rames ont été créées et un éclairage plus intense a été mis en place, afin de rendre toute intervention plus aisée et surtout plus délicates certaines volontés malsaines.
Le 31 mars 2004, la ligne E est la première ligne RER à recevoir la certification « NF Services » (des lignes RER), venant récompenser selon Thierry Mignauw, directeur de Transilien SNCF, la mobilisation de tous les cheminots. Délivrée par Afnor Certification, organisme certificateur indépendant chargé de contrôler ces critères, elle est gage de qualité. Sa délivrance s'est appuyée sur 22 critères classés selon quatre catégories : les services en gare, à bord des trains, en gare et à bord des trains, et à distance.
La même démarche de certification a été engagée également pour les lignes A et B du RER, par Transilien SNCF avec la RATP, et dès l'année suivante, le 12 mai 2005, la ligne A reçoit à son tour la certification. La direction de Transilien envisage également, à moyen terme, d'engager une démarche de certification sur la ligne Paris-Saint-Lazare – Saint-Cloud – Versailles-Rive-Droite / Saint-Nom-la-Bretèche, actuelle ligne L du Transilien.
En juillet 2006, l'Établissement public pour l'aménagement de la région de la Défense (EPAD) relance le projet d'extension de la ligne à l'ouest de Paris. En effet, il propose la construction d'un tunnel direct pour le RER E entre Haussmann - Saint-Lazare et La Défense devant contribuer à faire disparaître plusieurs points noirs du réseau de transport régional.
Par rapport au projet initial, le RER E deviendrait plus attractif pour les voyageurs de Seine-et-Marne qui passent par la gare du Val de Fontenay, là où ils auraient le choix entre le RER E et le RER A pour se rendre à La Défense. Pour les voyageurs transitant par la gare du Nord, le RER E deviendrait aussi plus attractif, pour se rendre à la Défense, contribuant à délester le RER B (qui circule dans un tunnel saturé entre la gare du Nord et Châtelet - Les Halles), le RER A et le pôle d'échanges de Châtelet - Les Halles.
Le projet dans son ensemble reçut les faveurs de l'opération Seine-Aval (pour le secteur de Mantes-la-Jolie-Seine-Aval) et fait, semble-t-il, l'unanimité auprès de la région Île-de-France et des conseils généraux des Yvelines et des Hauts-de-Seine, justifiant le lancement des études préliminaires.

### Davantage de trains

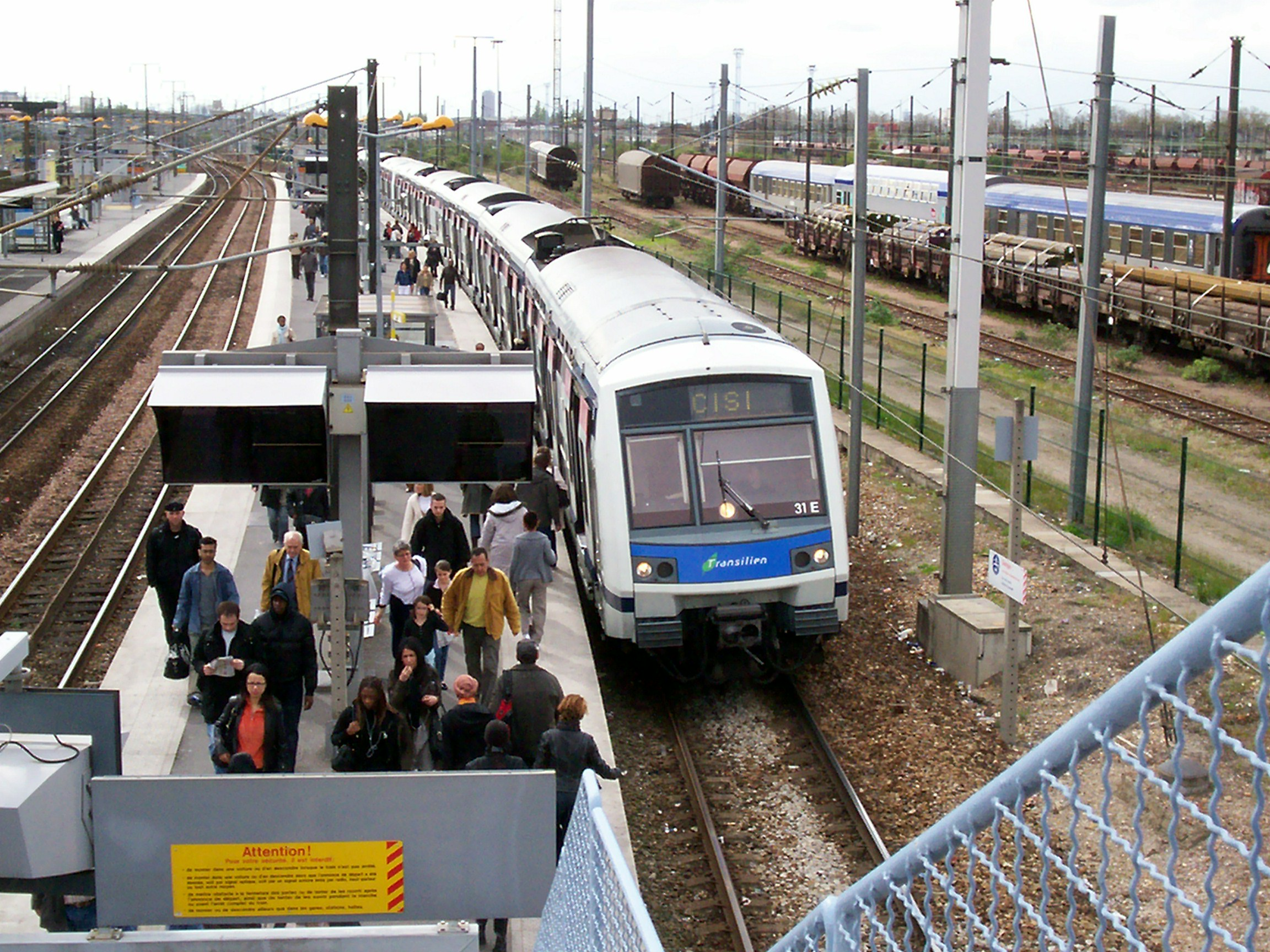
Une rame Z 22500 assurant la mission CISI en gare de Noisy-le-Sec, quelques mois avant le premier renforcement (avril 2008).

Entre le lundi 15 décembre 2008 et le vendredi 11 décembre 2009, les trains reliant Haussmann - Saint-Lazare à Chelles - Gournay s'arrêtent à Pantin : neuf, en contre-pointe de matinée et treize, en contre-pointe de soirée, occasionnant un allongement du temps de parcours de deux minutes en moyenne (27 contre 25 minutes jusque-là). La contre-pointe est l'heure de pointe du matin et du soir, dans le sens opposé à la pointe.
Cette desserte, assurée du lundi au vendredi, entre 6 h 55 et 9 h 10 au départ d'Haussmann et entre 17 h 3 et 19 h 18 au départ de Chelles, doit permettre une meilleure desserte de la gare. En effet, malgré sa situation géographique en première couronne de l'Île-de-France, la gare de Pantin était l'une des gares ayant un niveau de desserte parmi les plus faibles par rapport aux autres gares situées dans cette même zone (quatre trains par heure, dans chaque sens de circulation), malgré une progression de la fréquentation (c'est-à-dire, du nombre de voyageurs montants en gare), de plus de 56 % entre 2000 et 2005, passant ainsi de 4 431 à 6 910. En effet, la gare de Pantin était jusque-là uniquement desservie par les trains de la ligne en provenance et en direction de Villiers en journée et de Tournan, en plus, en soirée, à raison de quatre trains par heure, dans chaque sens de circulation, quels que soient le jour et la période de la journée.

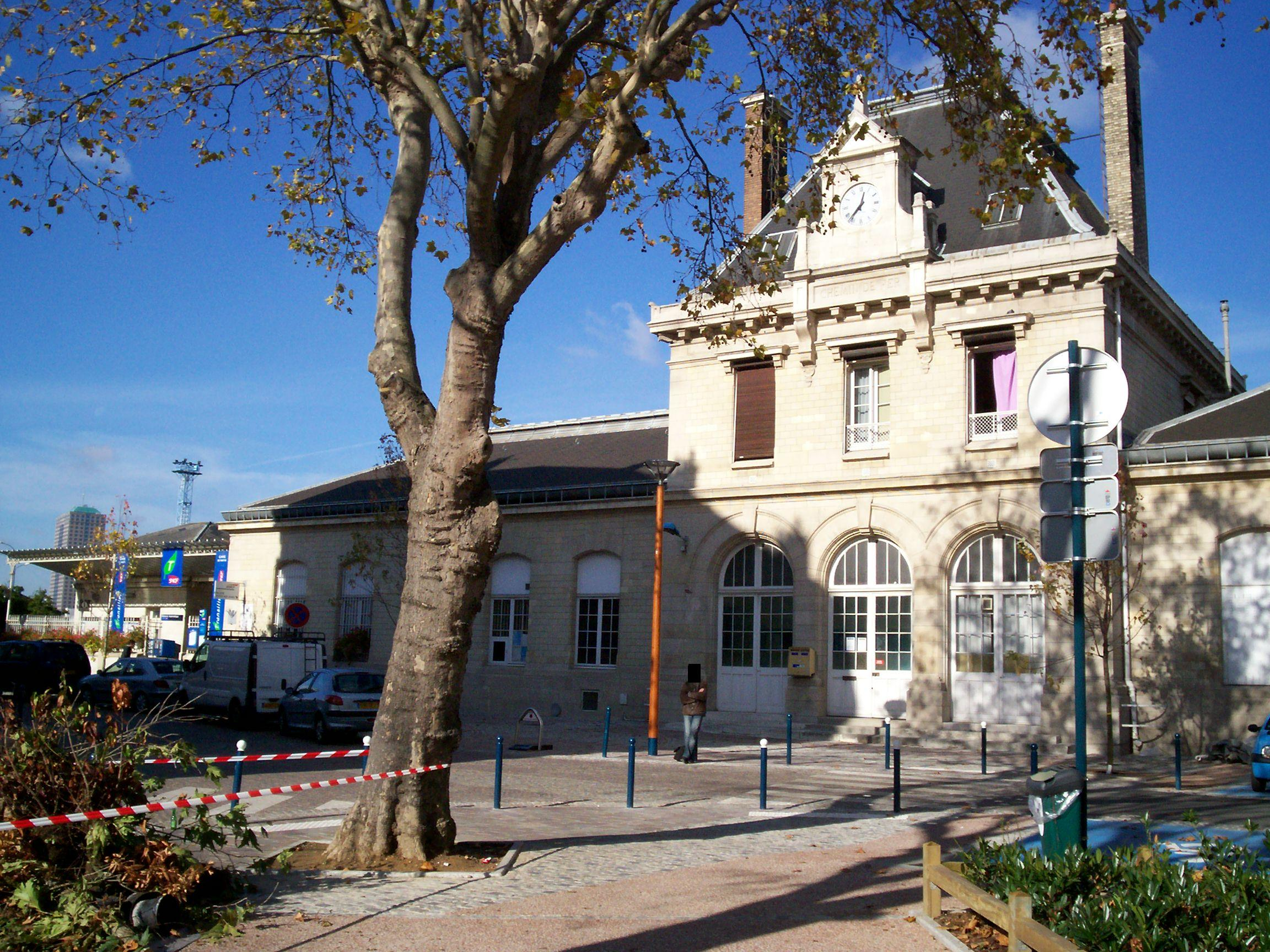
La gare de Pantin, en octobre 2007.

Cette amélioration de la desserte est indispensable pour le développement urbain de la zone de la gare et l'implantation de nouvelles entreprises qui représentent, tous deux, une opportunité pour la ligne d'accroître sa fréquentation en offrant une liaison rapide et fréquente entre le centre de Paris (gares d'Haussmann - Saint-Lazare et de Magenta) et la gare de Pantin, qui permet la desserte de deux zones d'activités : le centre d'activités de l'Ourcq et la ZAC de l'Ourcq.
Depuis le dimanche 13 décembre 2009, l'offre de transport de la ligne E a évolué sur la branche Chelles - Gournay, dix ans après sa mise en service. En effet, tous les trains de la branche desservent la gare de Pantin, devenant de ce fait, omnibus sur la totalité du parcours, alors qu'initialement, il était prévu de créer des arrêts dans le sens de la pointe. La gare de Pantin bénéficie ainsi d'une nette amélioration de sa desserte, au prix d'un allongement généralisé du temps de parcours total compris entre une et trois minutes environ, avec l'arrêt de douze trains par heure dans le sens de la pointe, en heure de pointe, et de huit trains par heure dans le sens inverse ainsi qu'en heures creuses, contre quatre auparavant. Cette évolution vient clore le processus enclenché l'année précédente par l'arrêt des trains en contre-pointe.

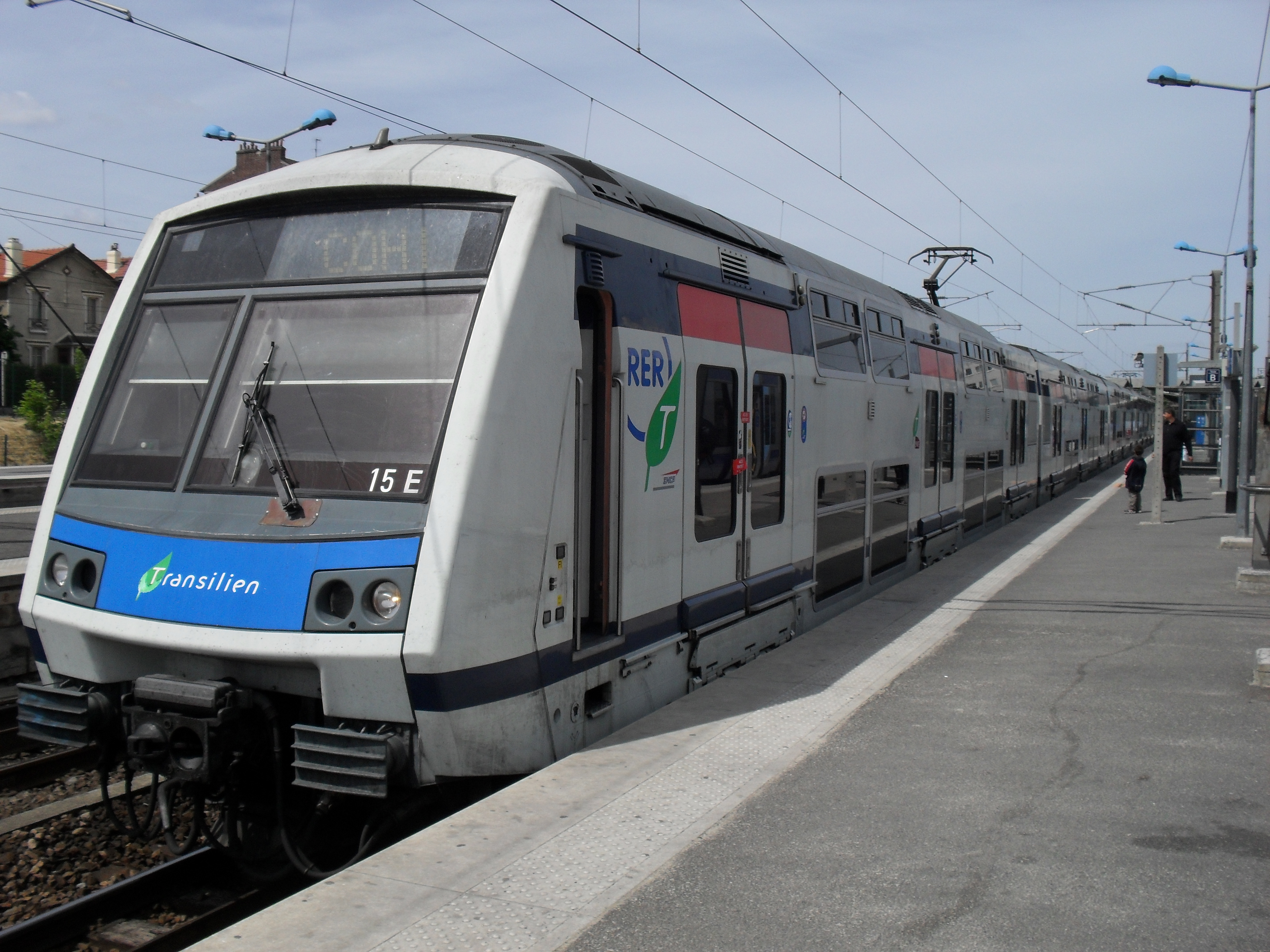
Une rame Z 22500 assurant l'ancienne mission COHI en gare de Bondy, plus d'un an après l'« omnibusation » de la branche Chelles (mai 2011).

De plus, pour faire face à l'évolution des besoins de la clientèle, la desserte de la branche Chelles - Gournay a été renforcée grâce à la création au départ de Paris intra-muros de deux trains (l'un en flanc de pointe de soirée en semaine, l'autre en extrême soirée afin de prolonger tous les jours le service jusqu'à une heure du matin au départ d'Haussmann - Saint-Lazare), la création en semaine au départ de Chelles - Gournay d'un train en fin de pointe de matinée à destination d'Haussmann - Saint-Lazare et l'intégration dans le RER E, toujours en semaine, d'une mission terminant auparavant à la gare de l'Est, en flanc de pointe de matinée. Ce train a désormais pour terminus Haussmann - Saint-Lazare.
Le 20 mai 2010, Transilien SNCF présente à la presse le premier mur végétal dépolluant en espace clos, à la gare de Magenta. Réalisé par l’entreprise lyonnaise Canevaflor, entreprise spécialisée dans le domaine, ce mur végétal permet de dépolluer l'atmosphère grâce à un système performant de pompes. Celui-ci piège à la fois les poussières et les particules gazeuses diverses avant que les micro-organismes des plantes les dégradent. Le mur permet également de lutter contre l'assèchement de l'air par le biais de l'évapotranspiration des plantes.
La gare de Magenta a été choisie en raison de la présence de murs peu encombrés et ayant un volume important. Il est situé sous la verrière du pôle « Alsace » de la gare, afin de profiter de la lumière naturelle, nécessaire à la croissance des plantes. Ce dispositif est expérimental et doit faire la preuve de son efficacité. À cette fin, des mesures de qualité de l'air ont été réalisées avant son installation et doivent être comparées à de nouvelles mesures programmées un an plus tard.

### Service annuel 2016

#### Nouvelle gare Rosa-Parks

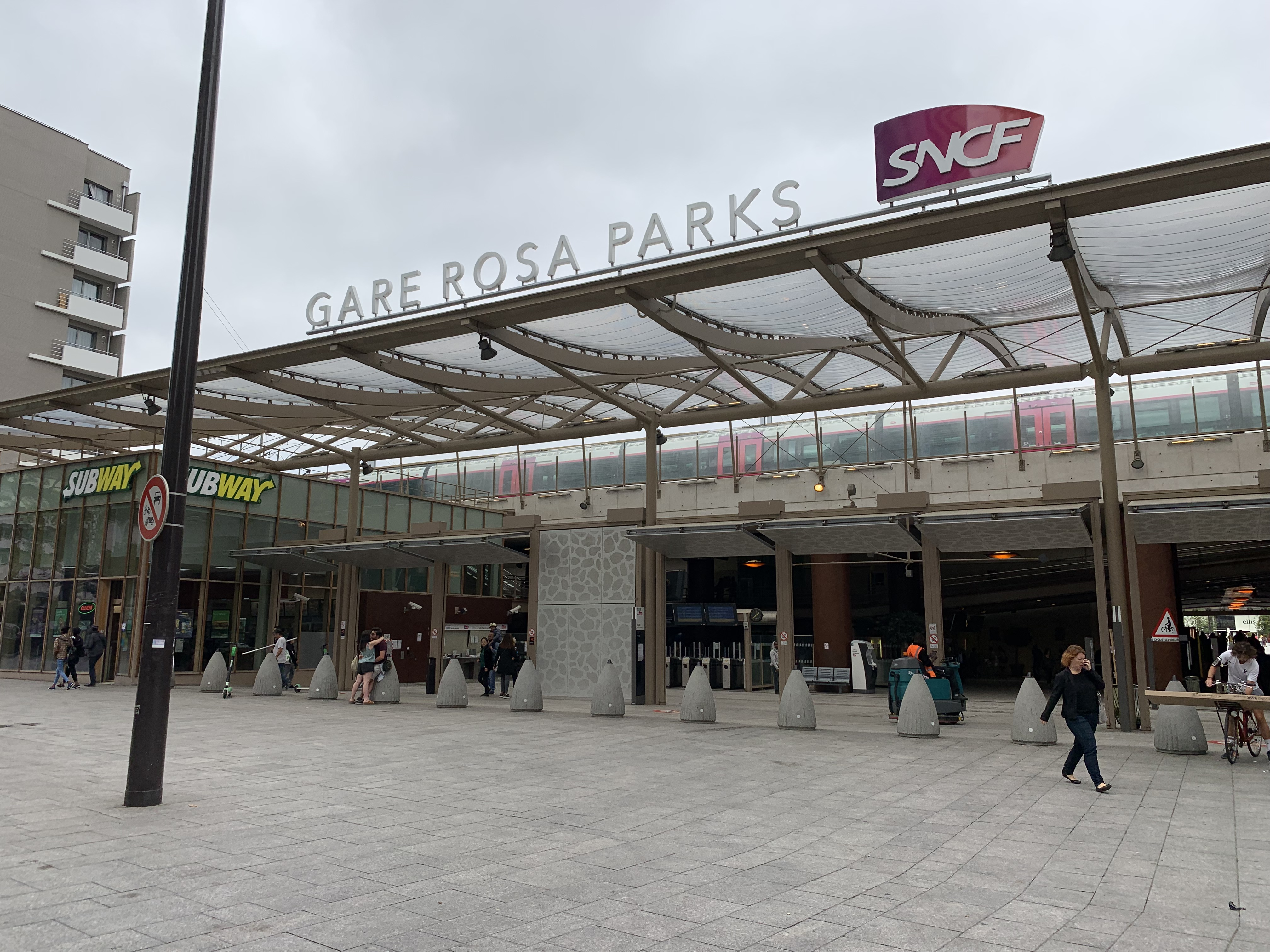
La gare Rosa-Parks, en 2019.

Le dimanche 13 décembre 2015, une nouvelle gare est ouverte au public, entre les gares de Magenta et de Pantin, dans le 19e arrondissement de Paris, à l'angle des rues de Crimée et Gaston-Tessier : la gare Rosa-Parks, anciennement appelée Évangile. Elle permet de desservir le quartier de la Porte d'Aubervilliers, en substitution de la gare initialement prévue à La Villette - Aubervilliers,.
La création du pôle intermodal de Rosa-Parks s'inscrit dans un vaste programme de création ou de rénovation de pôles d'échanges avec pour objectif de favoriser les déplacements en transport en commun de banlieue à banlieue et de faciliter l'accès aux différents modes de transports. En effet, il constitue un véritable point de maillage entre le RER E et le T3b. Cette opération s'inscrit dans le projet urbain Paris Nord-Est, afin de constituer un vrai quartier autour du futur pôle en continuité avec les quartiers existants.
La nouvelle gare, qui se situe à trois minutes de Magenta et à sept minutes d'Haussmann - Saint-Lazare, devrait accueillir 68 200 voyageurs chaque jour. L'opération est inscrite au contrat de projets État – région Île-de-France 2007-2013. Le coût de réalisation des infrastructures de l'ensemble du projet s'élève à 130 millions d'euros aux conditions économiques de 2008, répartis entre la région Île-de-France (51,24 %), la Ville de Paris (25,68 %), l'État (22,66 %) et RFF (0,42 %). L'optimisation du tracé et le passage à une gare disposant de deux voies encadrant un quai central, ont permis de réduire les coûts initialement estimés. De plus, l'acquisition de nouvelles rames pour faire face aux arrêts supplémentaires est estimée à 50 millions d'euros.
En termes d'exploitation, dans l'attente du prolongement de la ligne à l'ouest, tous les trains de la ligne marquent l'arrêt dans cette gare, soit 16 trains par heure dans le sens de la pointe (en direction de Paris le matin, et en direction de la banlieue le soir) et 12 dans l'autre sens (en direction de la banlieue le matin, et en direction de Paris le soir).

#### Nouvelles dessertes et nouveau matériel roulant

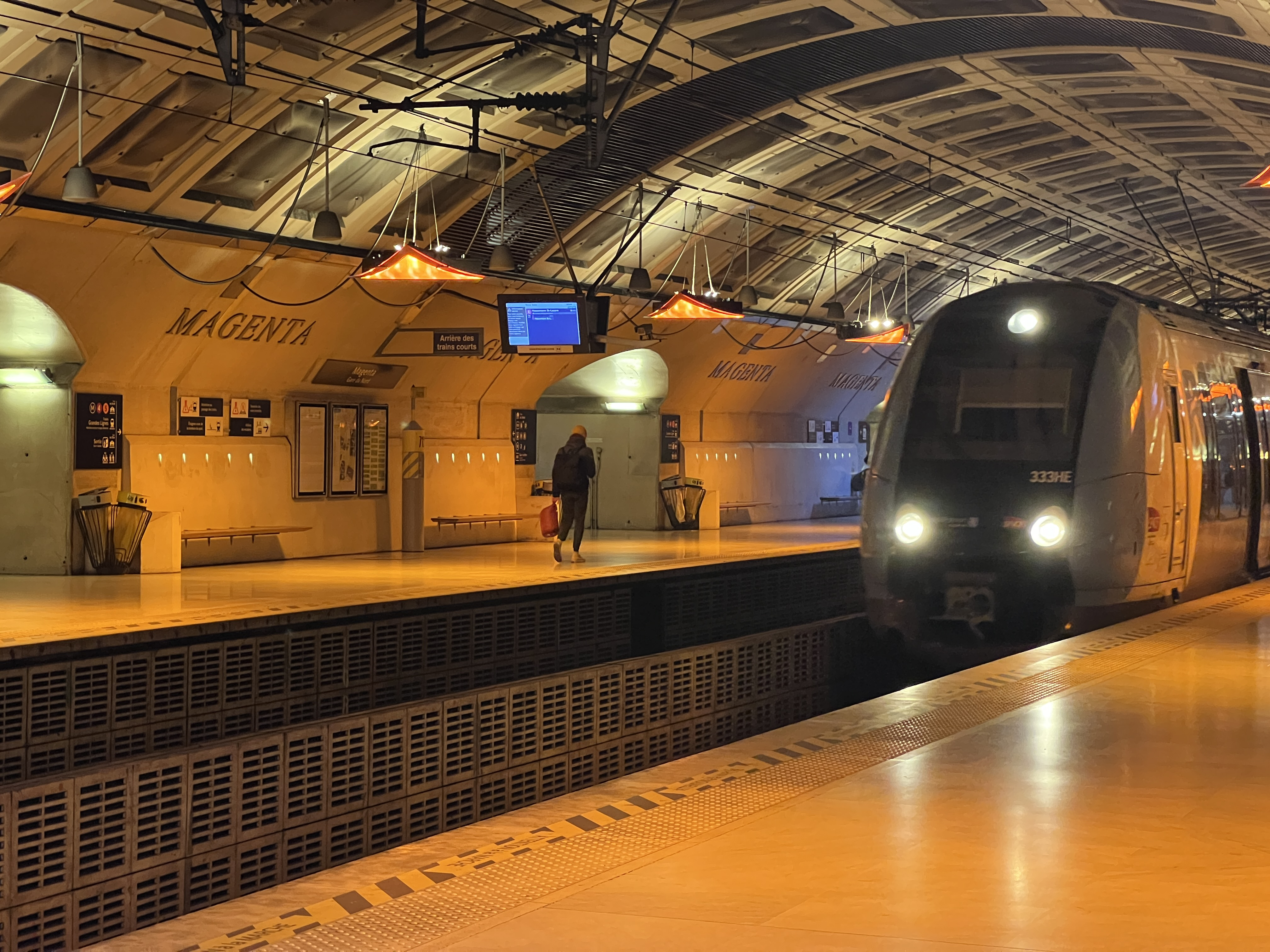
Une rame de type Francilien (Z 50000) en gare de Magenta, en 2024.

La desserte de la nouvelle gare est assurée par l'ensemble des trains de la ligne E, entraînant un allongement des temps de parcours sur l'ensemble de ces trains, de l'ordre de 3 minutes pour les trains pour Villiers, 3 à 4 minutes selon le sens pour les trains pour Chelles et de 4 minutes pour les trains pour Tournan.
Le service annuel SNCF 2016 entraîne d'autres évolutions du plan de transport : les trains Haussmann – Tournan desservent désormais la gare de Pantin dans les deux sens aux heures creuses. Des trains supplémentaires sont créés : un train dans le sens Tournan – Haussmann (départ 8 h 38) et un dans le sens contraire (19 h 28) et trois reliant Haussmann à Chelles (départs 17 h 32, 19 h 2 et 19 h 32). Les deux trains de la ligne P du Transilien, qui reliaient le matin Chelles à Paris-Est avec desserte de tous les gares du parcours à l'exception de celle de Pantin, ont été transformés en trains de la ligne E prolongés jusqu'à Haussmann. Ces nouveaux trains desservent désormais toutes les gares du parcours.
En termes d'information voyageurs, la dénomination de certains trains a évolué : les trains reliant Haussmann à Villiers-sur-Marne auparavant dénommés HOTA (vers Haussmann) et VOHA (vers Villiers) sont respectivement devenus HOVE et VOHE. Les trains directs Magenta – Val de Fontenay, circulant en heures de pointe, en plus de désormais desservir Rosa-Parks, ont changé de nom : HIVA (vers Haussmann) et TIVA (vers Tournan) sont respectivement devenus HUVA et TUVA.
Ce nouveau service annuel a enfin conduit à la mise en circulation sur la ligne, de huit rames de type Francilien (Z 50000), rames à un seul niveau, en complément des rames à deux niveaux, principalement entre Haussmann et Villiers-sur-Marne. Ces nouvelles rames doivent permettre d'offrir davantage de trains longs aux heures de pointe, d'après la SNCF. L'accès à ce nouveau matériel roulant génère un dénivelé uniquement depuis les quais des gares d'Haussmann et de Magenta. Depuis les autres gares, l'accès se fait de plain-pied contrairement aux rames à deux niveaux qui présentent la situation inverse : accès de plain-pied à Haussmann et Magenta, dénivelé dans les autres gares.

### Prolongement à l'ouest

#### Prolongement à Nanterre et exploitation en navettes

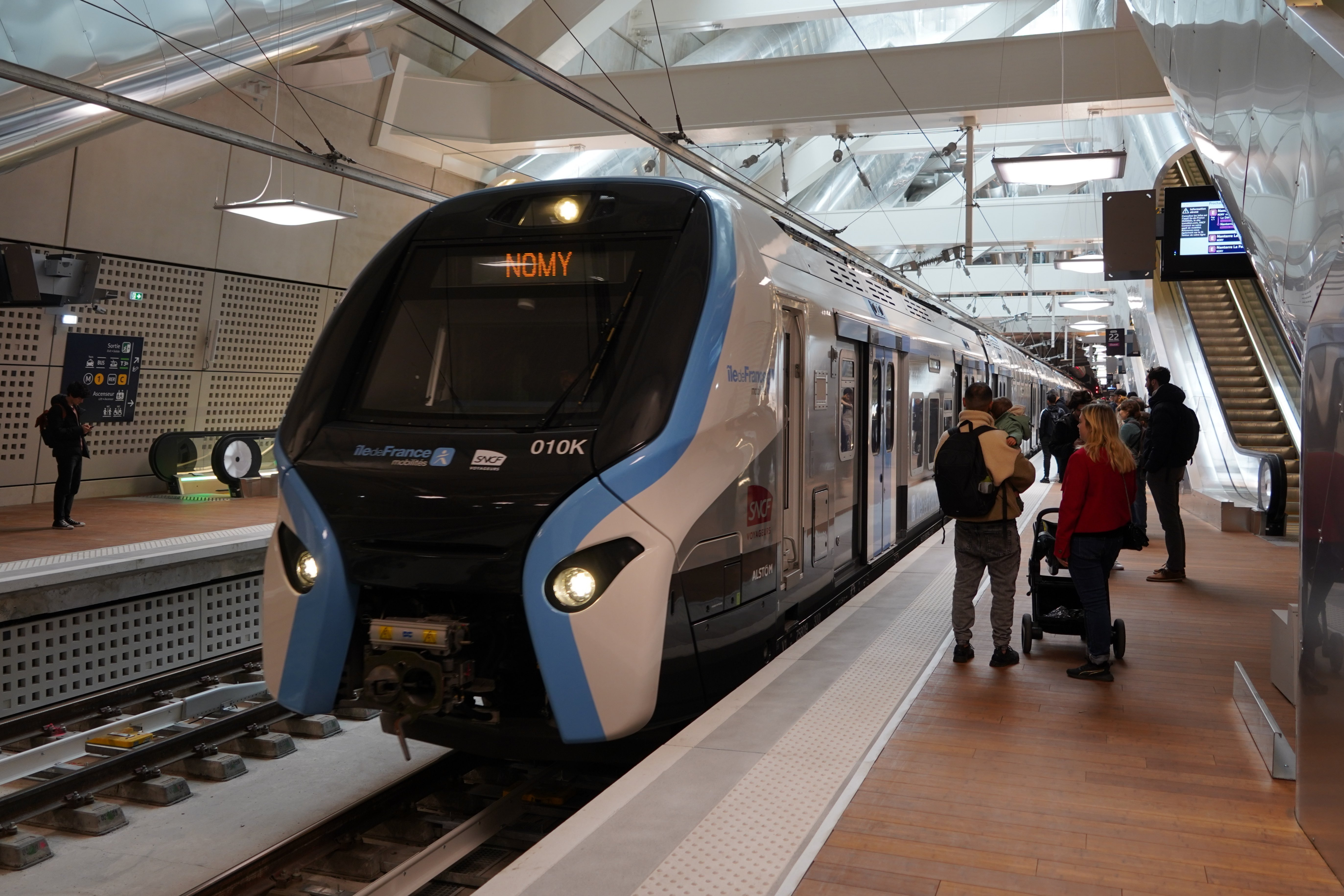
Une navette NOMY en direction de Nanterre-La Folie, en gare de Neuilly - Porte Maillot, en mai 2024.

Le lundi 6 mai 2024, la ligne est prolongée à l'ouest d'Haussmann - Saint-Lazare, en direction de Nanterre-La Folie, desservant au passage les nouvelles gares de Neuilly - Porte Maillot - Palais des Congrès et de La Défense - Grande Arche,.
Cependant, faute de matériel roulant RER NG suffisant[Interprétation personnelle ?], le prolongement était desservi par des navettes ferroviaires, entre Magenta et Nanterre-La Folie, circulant toutes les quinze minutes (missions NOMY en direction de Nanterre et MONY en direction de Magenta), entre 10 h et 16 h, du lundi au vendredi (sauf fêtes) et entre 10 h et 20 h les samedis, dimanches et fêtes. Un changement de train est nécessaire en gare de Magenta ou d'Haussmann - Saint-Lazare pour rallier Nanterre-La Folie.
Il s'agit de la première phase du projet consistant à prolonger la ligne RER, de la gare d'Haussmann - Saint-Lazare à la gare de Mantes-la-Jolie, en passant par le quartier d'affaires de La Défense. Pour ce faire, la ligne emprunte un nouveau tunnel de huit kilomètres environ, entre Haussmann - Saint-Lazare et La Défense, desservant au passage trois nouvelles gares. La première gare est située à la Porte Maillot en souterrain, appelée Neuilly - Porte Maillot, entre le terre-plein central de l'avenue de la Grande-Armée et le palais des congrès de Paris. La seconde nouvelle gare, est située dans le quartier d'affaires de La Défense, sous le Centre des nouvelles industries et technologies (Cnit). Et la troisième et dernière gare nouvelle, en surface, à Nanterre, dessert le quartier des Groues, appelée Nanterre-La Folie.

Nouvelles gares
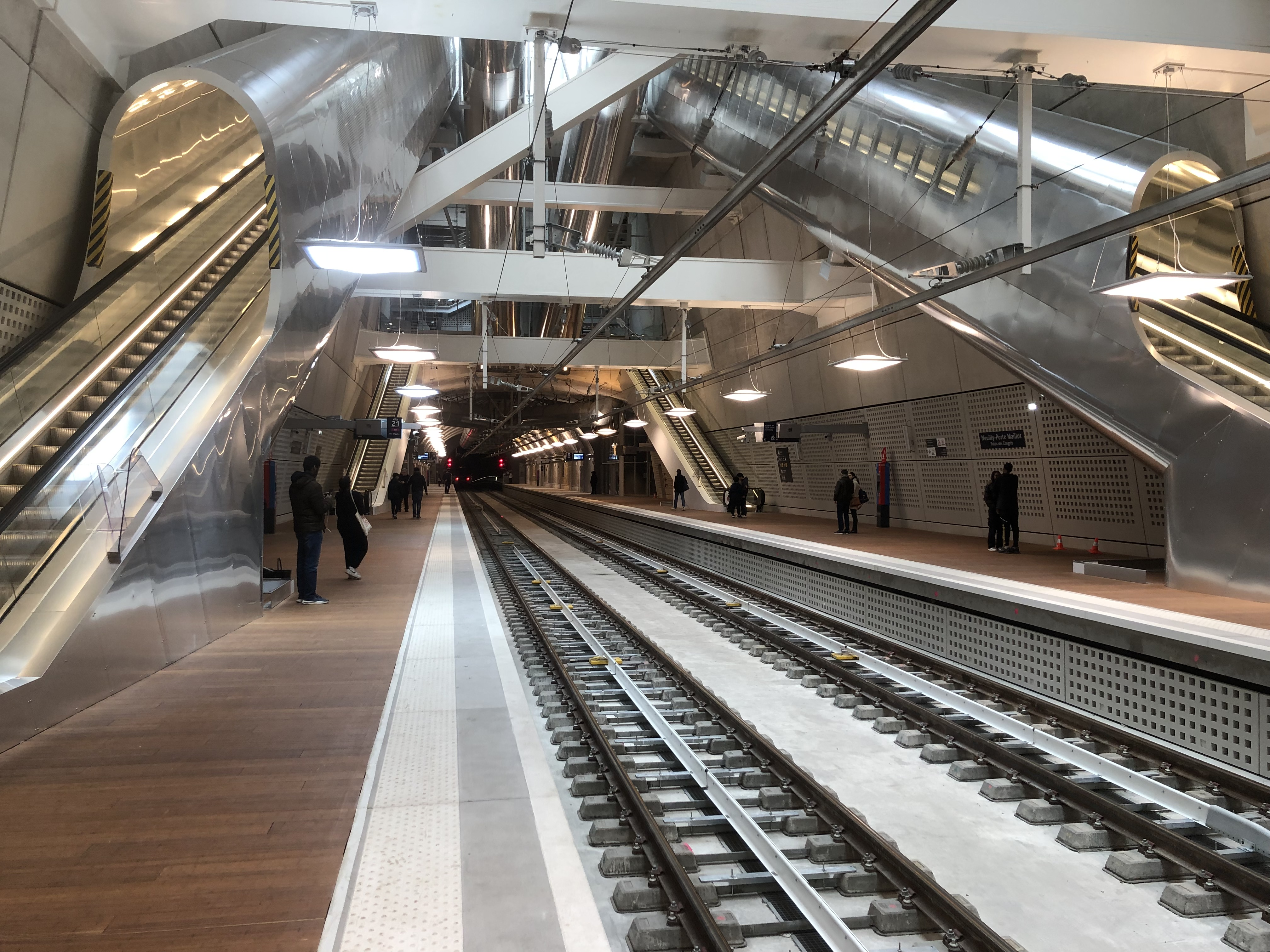
La gare de Neuilly - Porte Maillot, en mai 2024.
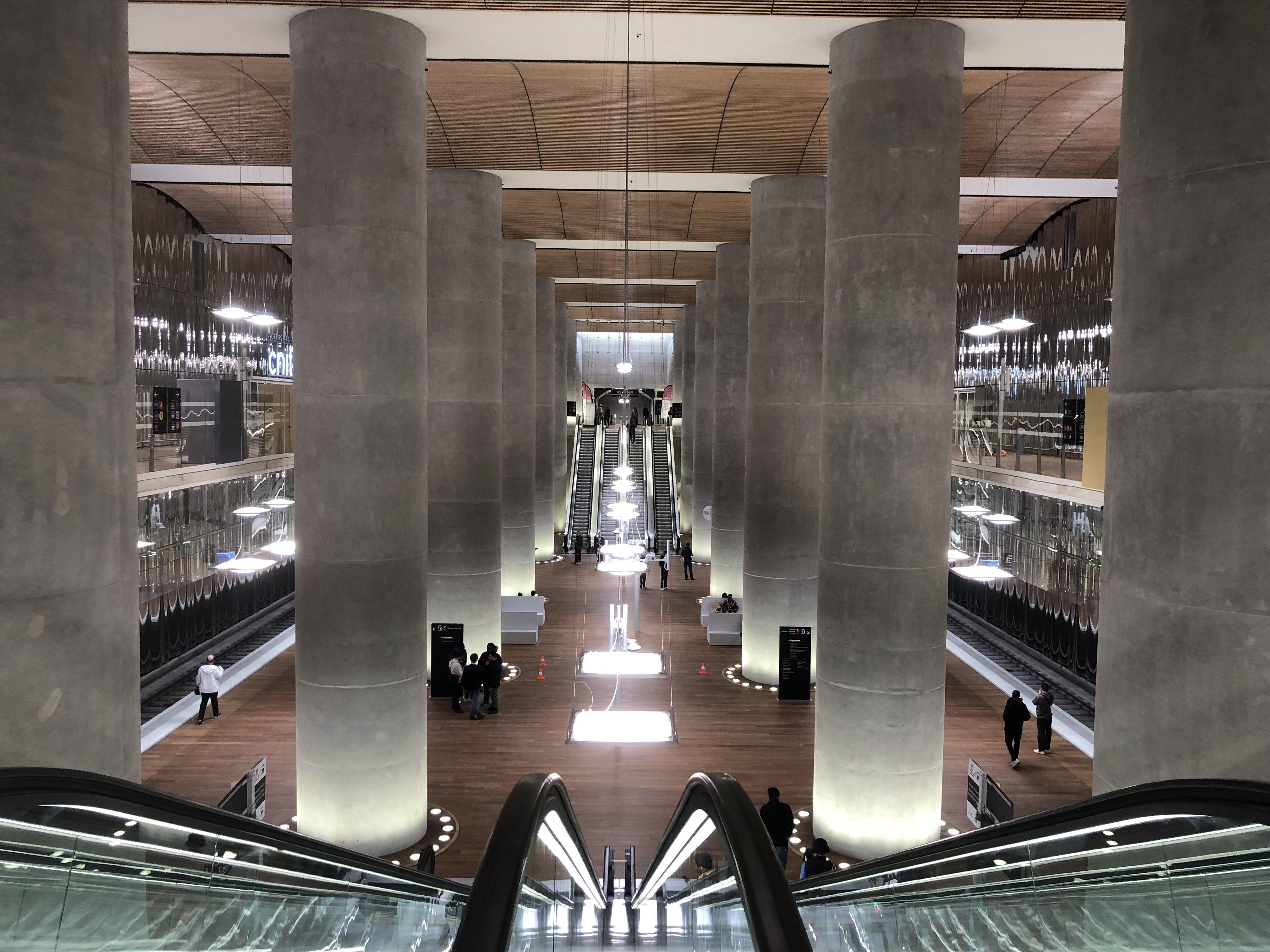
La gare de La Défense, en mai 2024.
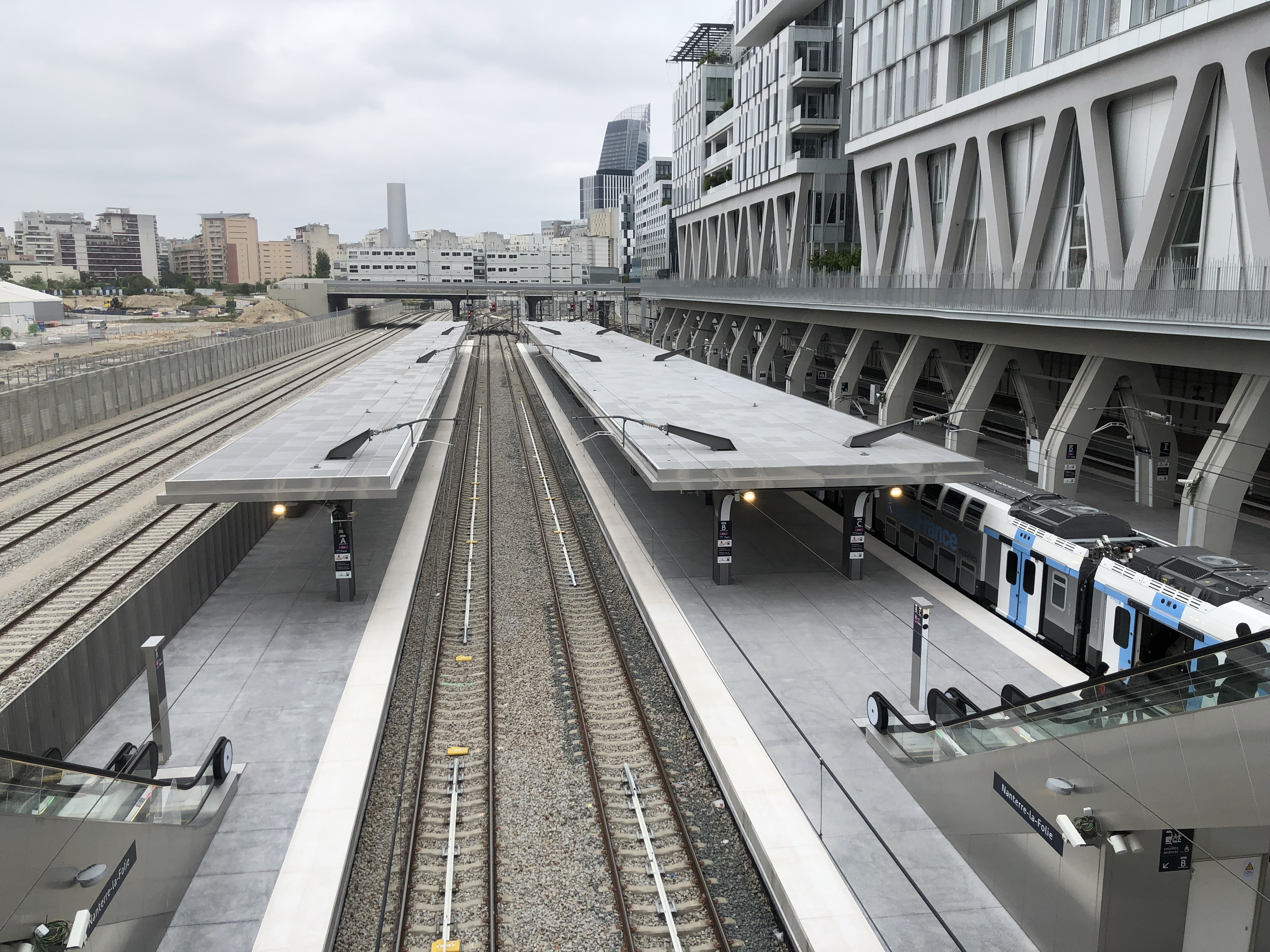
La gare de Nanterre-La Folie, en mai 2024.

#### Service annuel 2025

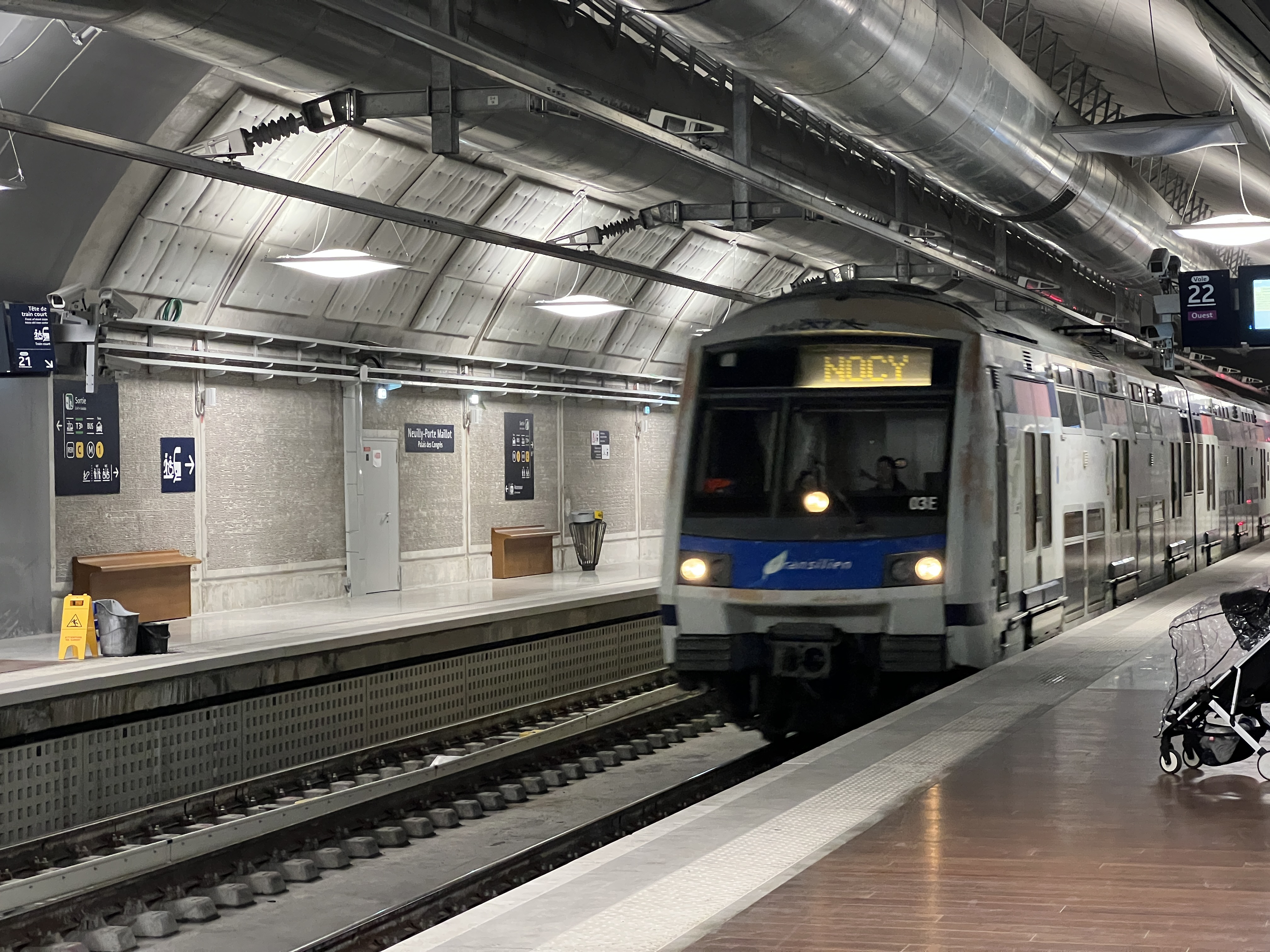
Un train NOCY en provenance de Chelles - Gournay et en direction de Nanterre-La Folie, en gare de Neuilly - Porte Maillot, en décembre 2024.

Depuis le dimanche 15 décembre 2024, le prolongement est pleinement opérationnel jusqu'à Nanterre-La Folie. Toutes les circulations auparavant terminus/origine Haussmann - Saint-Lazare, sont prolongées jusqu'à Nanterre-La Folie, nouveau terminus occidental de la ligne. Trente-quatre rames Z 58000 ont été livrées, permettant d'assurer une fréquence jusqu'à seize trains par heure (aux heures de pointe) de et vers Nanterre-La Folie, sans changer de train. La gare d'Haussmann - Saint-Lazare est devenue à l'occasion une gare de passage. Le trajet de Magenta à Nanterre se fait en quatorze ou quinze minutes selon le sens, dont dix entre Haussmann - Saint-Lazare et Nanterre-La Folie.
Le service annuel SNCF 2025 entraîne d'autres évolutions du plan de transport : les trains Haussmann – Tournan desservent désormais les gares de Pantin et Noisy-le-Sec en contre-pointe, c'est-à-dire durant les heures de pointe en direction de Tournan le matin (codés TANU), et de Nanterre le soir (codés NATU).
En termes d'information voyageurs, du fait du prolongement de toutes les circulations, la dénomination de tous les trains change : 
- Les trains reliant Haussmann à Chelles - Gournay, auparavant dénommés HOCI (vers Haussmann) et COHI (vers Chelles), sont respectivement devenus NOCY (vers Nanterre) et CONY (vers Chelles) ;
- Les trains reliant Haussmann à Villiers-sur-Marne, auparavant dénommés HOVE (vers Haussmann) et VOHE (vers Villiers), sont respectivement devenus NOVY (vers Nanterre) et VONY (vers Villiers) ;
- Les trains directs Rosa-Parks – Val de Fontenay, circulant en heures de pointe, prolongés à Nanterre, ont changé de nom : HUVA (vers Haussmann) et TUVA (vers Tournan) sont respectivement devenus NUTU (vers Nanterre) et TINU (vers Tournan) ;
- Les trains en heures creuses, HAVA (vers Haussmann) et TAVA (vers Tournan), sont respectivement devenus NATU (vers Nanterre) et TANU (vers Tournan) ;
- Les trains omnibus de fin de soirée, HOTA (vers Haussmann) et TOHA (vers Tournan), sont respectivement devenus NOTU (vers Nanterre) et TONU (vers Tournan).

Avec le prolongement de toutes les circulations, le prolongement du RER E à l'ouest doit faciliter les déplacements quotidiens en Île-de-France, et accroître les capacités de transport vers les pôles d'emploi parisiens, en particulier celui de La Défense. Il doit aussi permettre le renforcement du maillage des réseaux ferrés franciliens, et rendre les trajets des usagers plus directs, rapides et plus fiables. Il doit contribuer au délestage du RER A et par conséquent, au soulagement de la gare de Châtelet - Les Halles et du tronçon Gare du Nord – Châtelet - Les Halles des lignes RER B et RER D,.

## Infrastructure

Logo du RER E pour Île-de-France Mobilités.

### Ligne
En sortant du tunnel parisien côté est, la ligne E emprunte les voies :

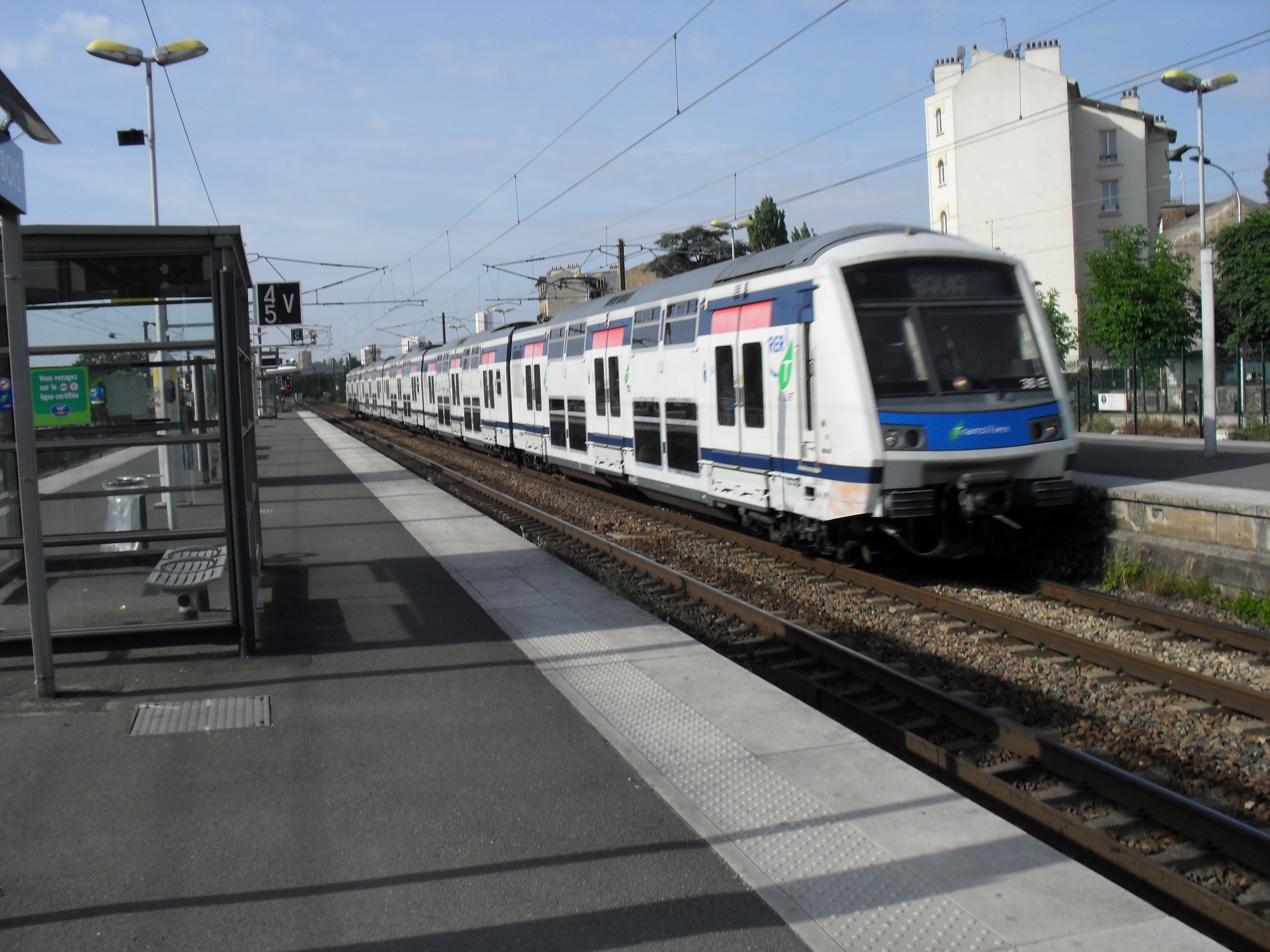
Une rame Z 22500 assurant la mission en provenance de Tournan (HAVA), passant sans s'arrêter en gare de Rosny-sous-Bois, en mai 2011.

- affectées à la ligne RER depuis 1999, depuis la sortie du tunnel jusqu'au saut-de-mouton de Pantin : en situation normale, tous les trains de la ligne circulent sur les deux voies affectées au trafic Eole, jusqu'au saut-de-mouton de Pantin qui les dirige vers les voies de la ligne Paris – Strasbourg pour ceux se rendant à Chelles - Gournay et de la ligne Paris – Mulhouse pour ceux se rendant à Villiers-sur-Marne et Tournan ;
- de la ligne Paris – Strasbourg, ouverte de 1849 à 1852, du saut-de-mouton de Pantin à Chelles - Gournay : la ligne ferroviaire étant à quatre voies, les trains de la ligne circulent sur les voies de desserte locales, situées de part et d'autre des voies principales empruntées par les trains de la ligne P allant à Meaux, Château-Thierry et La Ferté-Milon, les TGV, les TER Grand Est… En heure de pointe matinale, les trains de la ligne P reliant Chelles - Gournay à Paris-Est empruntent les mêmes voies que celles des trains de la ligne RER ;

- de la ligne Paris – Mulhouse, ouverte de 1848 à 1858, du saut-de-mouton de Pantin à Gretz-Armainvilliers : jusqu'à Nogent - Le Perreux, la section étant également à quatre voies, les trains omnibus terminus Villiers-sur-Marne et Tournan la nuit, circulent sur les voies de desserte locale, situées de part et d'autre des voies principales empruntées par les trains de la ligne P allant à Coulommiers et Provins, les TER… En journée, les trains RER E semi-directs pour Tournan empruntent les voies principales, après la gare de Noisy-le-Sec, passant ainsi sans s'arrêter dans la plupart des gares desservies par les missions omnibus et leur permettant de doubler ces dernières. Après Nogent - Le Perreux, la ligne de Mulhouse passant de quatre à deux voies, toutes les circulations qu'elles soient RER ou non empruntent les mêmes voies, source de saturation. Néanmoins la ligne repasse temporairement à quatre voies, entre les gares d'Émerainville - Pontault-Combault et de Roissy-en-Brie.

À partir de Gretz-Armainvilliers, la ligne E emprunte les voies de la ligne de Gretz-Armainvilliers à Sézanne, ouverte de 1853 à 1885, de Gretz-Armainvilliers à Tournan. Sur la courte section empruntée par le RER E, la ligne est à deux voies. Les trains Eole et ceux de la Transilien P allant à Coulommiers, empruntent les mêmes voies.

### Sortie du tunnel parisien côté ouest
La ligne sort du tunnel entre les gares de la Défense et de Nanterre-La Folie, afin de desservir cette dernière située donc à l'air libre.

### Sortie du tunnel parisien côté est

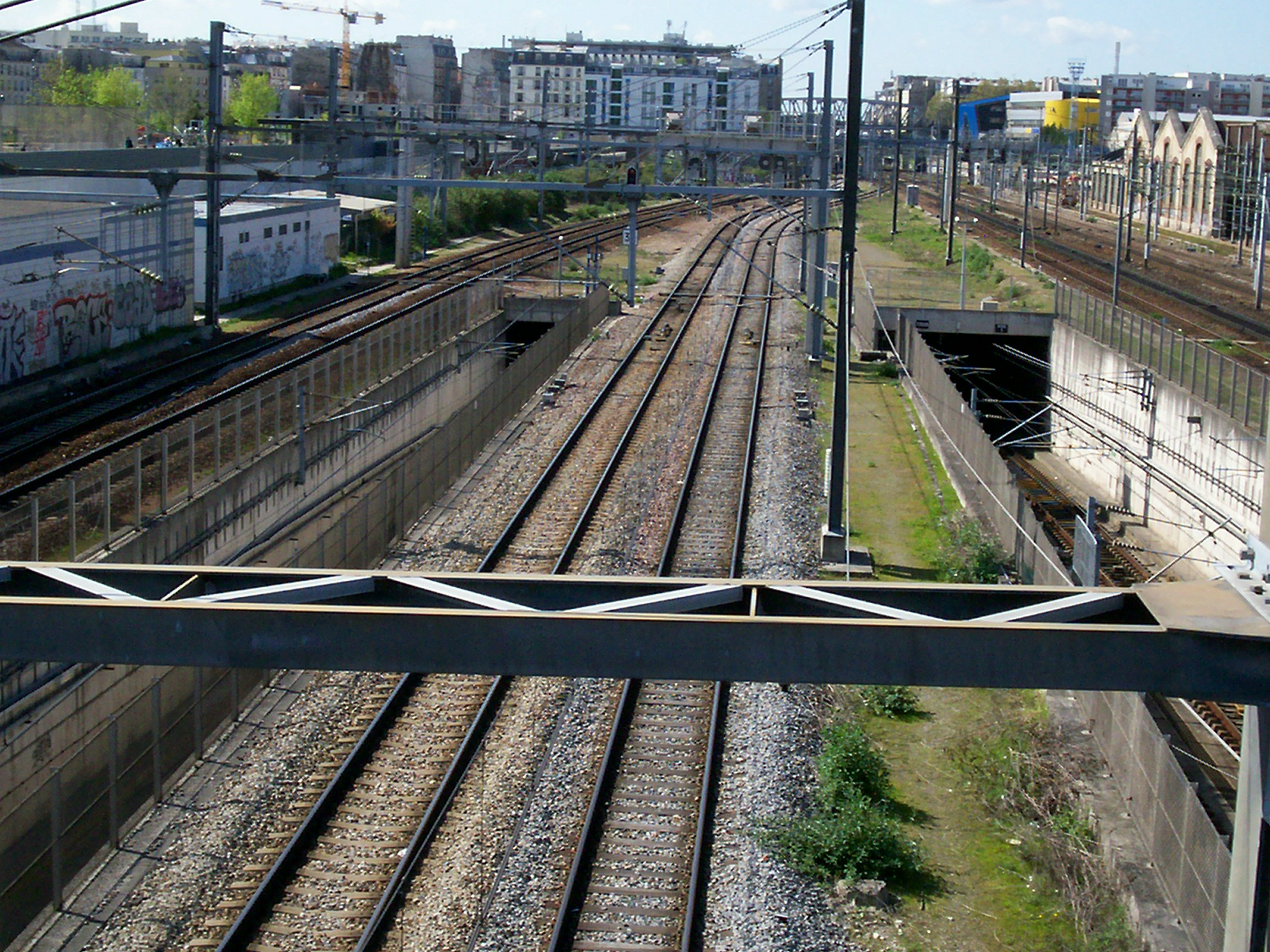
Les voies d'accès au tunnel parisien vues en direction d'Haussmann. Ils se situent de part et d'autre des deux voies en premier plan (avril 2008).

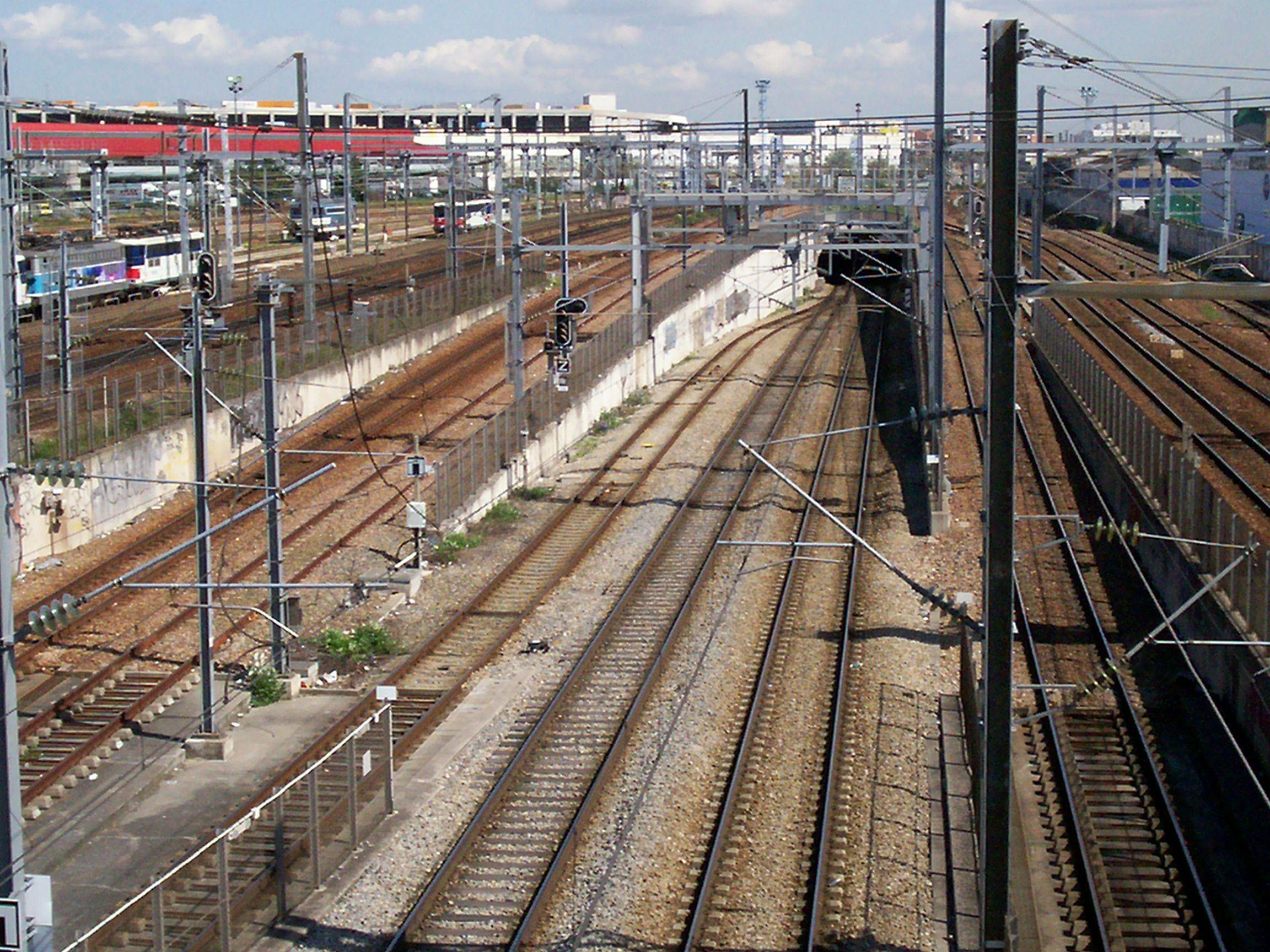
Les voies d'accès au tunnel parisien vues en direction de la banlieue (avril 2008).

Cette sortie est composée de trois voies, en rampe de 28 ‰, du nord-ouest au sud-est :
- la voie 1, utilisée habituellement par les trains sortant du tunnel et se dirigeant vers la banlieue (Chelles, Villiers et Tournan) ;
- la voie « tiroir » située à côté de la voie 1, servant au retournement des navettes Nanterre - Magenta, mais également pour l'accès aux voies lentes que des trains du Transilien Paris-Est utilisent aussi. Ces dernières permettent également d'accéder au garage de Noisy-le-Sec où se situe l'atelier de maintenance des rames de la ligne ;
- enfin la voie 2, située au sud des voies lentes de Paris-Est, utilisée pour les trains en provenance de la banlieue et entrant dans le tunnel.

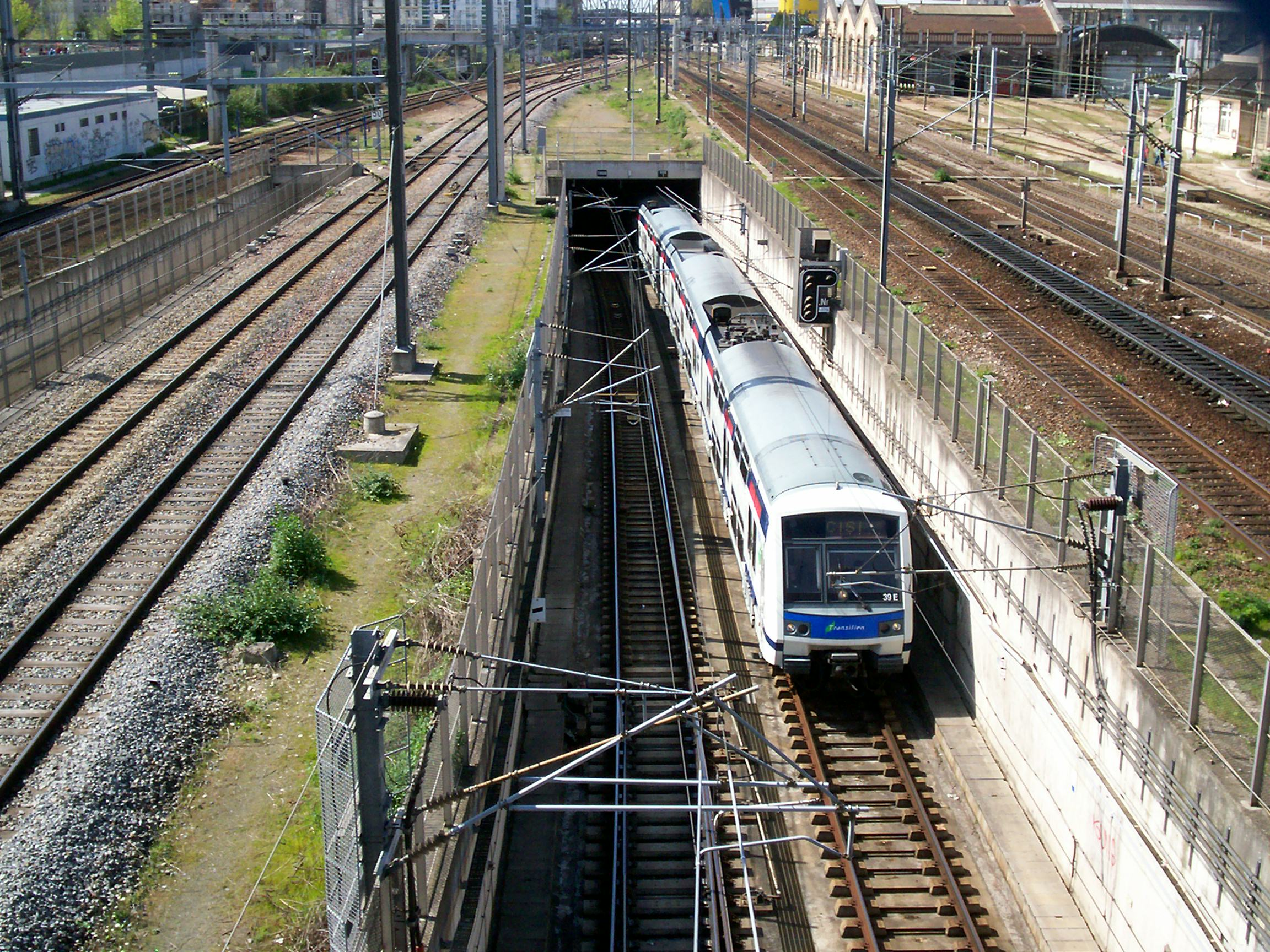
Une rame Z 22500, sort du tunnel parisien voie 1, en avril 2008. À l'extrême gauche, la trémie de la voie 2 permet d'accéder au tunnel.
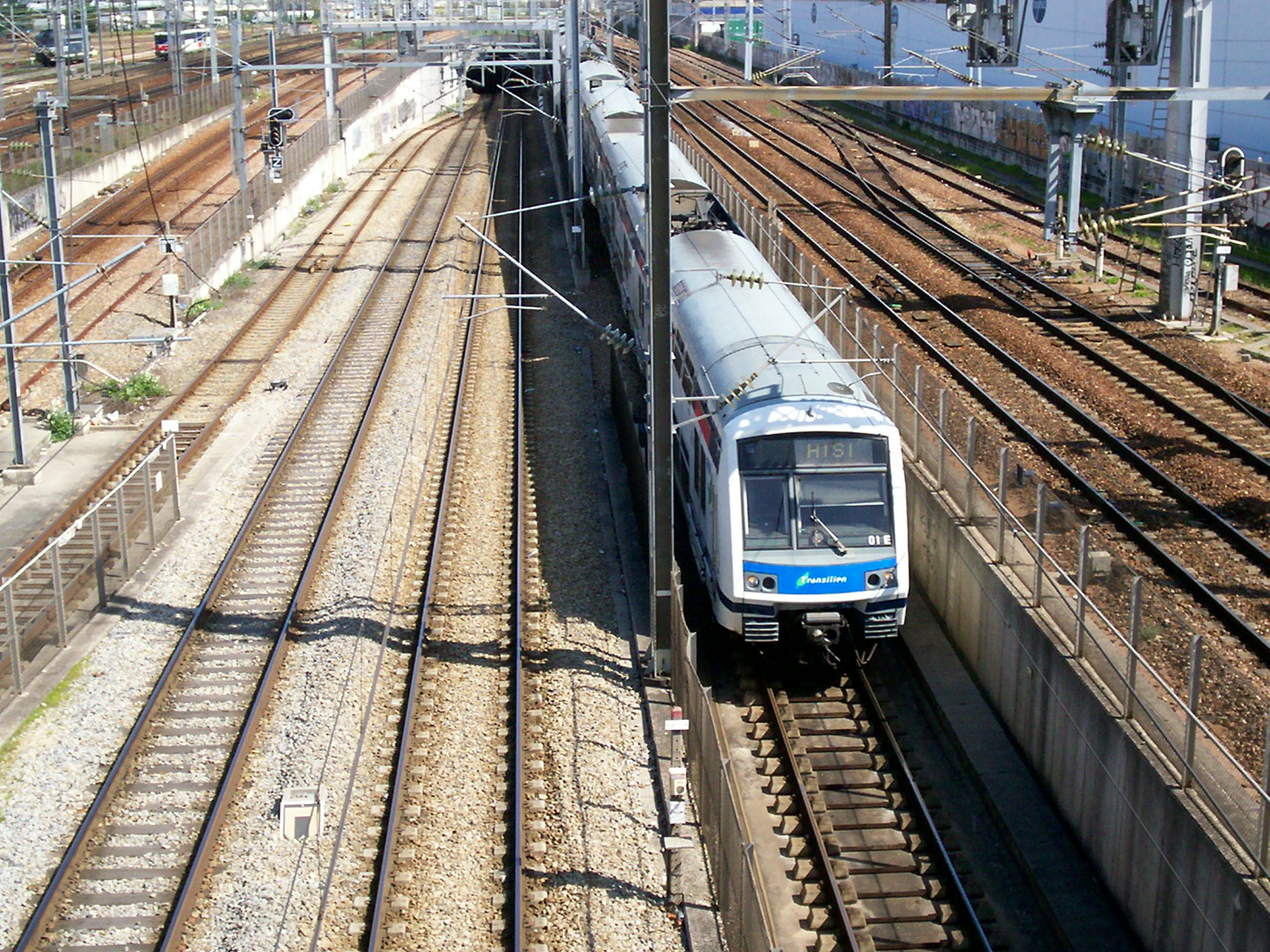
Une autre rame Z 22500 entre dans le tunnel voie 2, en avril 2008. De gauche à droite, on trouve la voie 1, la voie « tiroir », la voie raccordant la voie « tiroir » aux voies lentes et enfin les deux voies lentes.

### Terminus réguliers

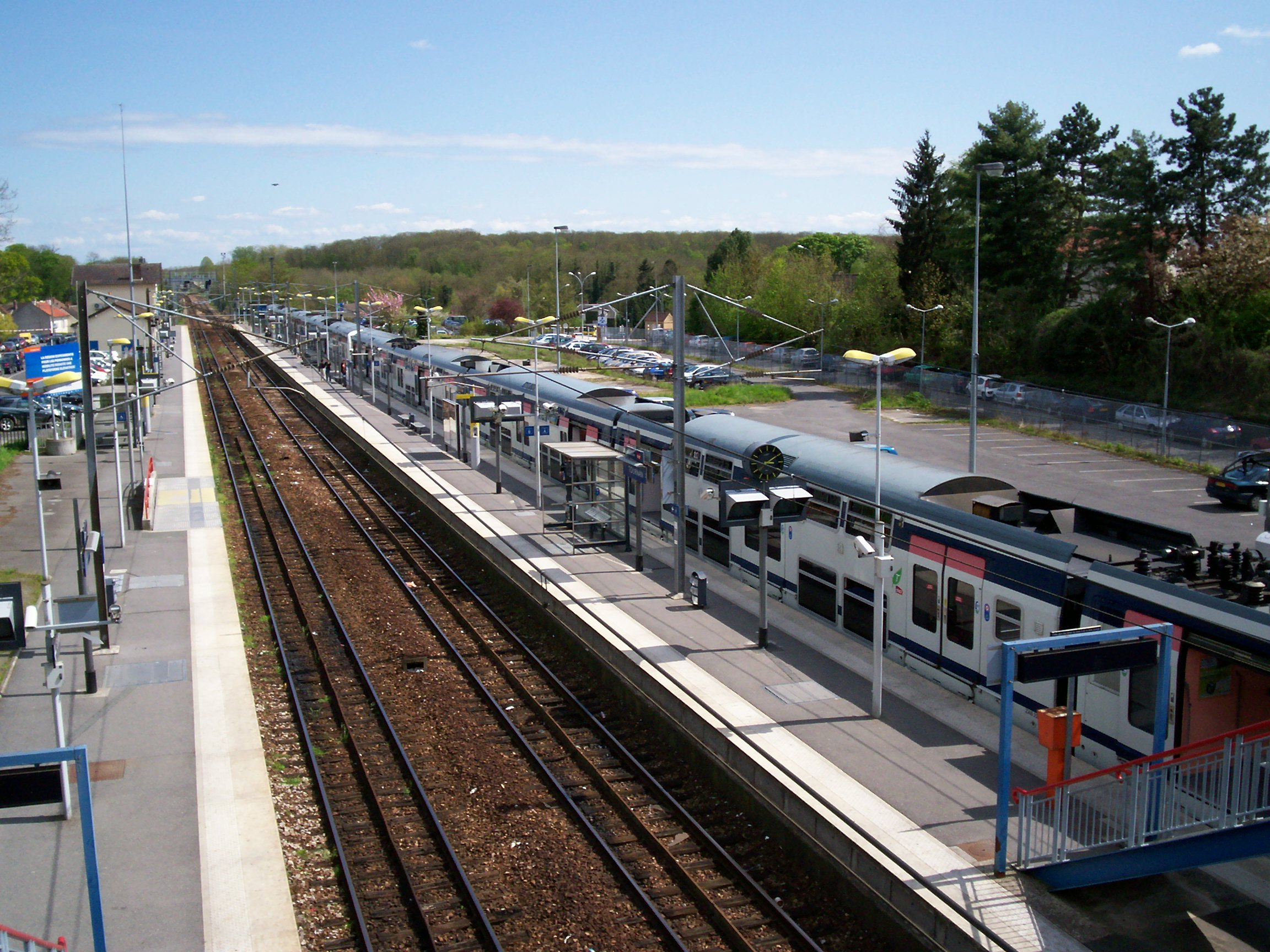
La gare de Tournan, en avril 2008.

La ligne E du RER compte cinq terminus réguliers depuis le 15 décembre 2024 :
- Nanterre-La Folie : Il constitue le nouveau terminus occidental de la totalité des trains de la ligne, en remplacement d'Haussmann - Saint-Lazare. Il est constitué de six voies et de quatre quais, deux latéraux qui encadrent deux quais centraux. Il dispose de tiroirs de retournement dans son prolongement, contribuant à la robustesse de la ligne ;
- Magenta : Il constitue la gare origine/terminus en contre-pointe de certains trains allant à/venant de Nanterre. Il est constitué de quatre voies encadrant deux quais latéraux ;
- Chelles - Gournay : Il constitue le terminus commercial de la branche, le retournement des rames s'effectuant soit à quai en gare de Vaires - Torcy, soit dans le site de remisage de Vaires faisceau V ;
- Villiers-sur-Marne - Le Plessis-Trévise : Il constitue le terminus partiel de la branche des trains desservant toutes les gares depuis Haussmann - Saint-Lazare. La gare est équipée de trois voies dont une permettant le retournement de ces missions. De par sa configuration, il ne peut permettre le retournement de plus de quatre trains par heure ;
- Tournan : Il constitue le véritable terminus de la branche. La gare a la même configuration que celle de Villiers-sur-Marne - Le Plessis-Trévise. En cas de présence d'un train pour Coulommiers, les rames de la ligne peuvent être accueillies sur la voie située la plus au sud de la gare, de manière à permettre aux voyageurs d'effectuer, si besoin est, une correspondance quai à quai entre les trains.

### Sites de remisage

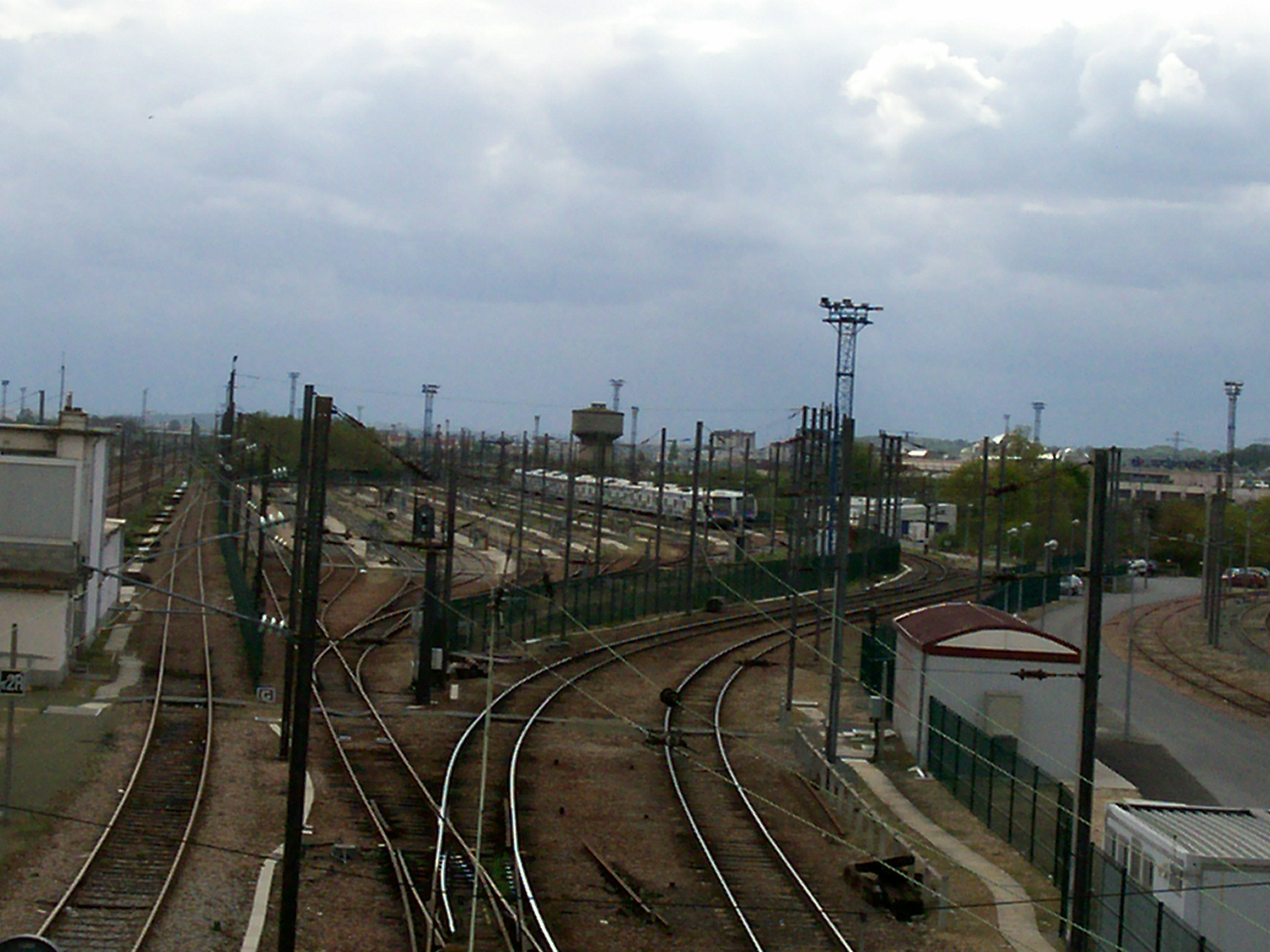
Le site de remisage de Vaires-Triage lors des heures de pointe, en avril 2008.

La ligne E dispose de plusieurs sites de garages, pour le stockage des trains de la ligne surtout assuré en fin de pointe et de service :
- à Nanterre : mis en service dans le cadre du prolongement, situé dans l'arrière-gare de Nanterre-La Folie ;
- à Noisy-le-Sec : site de maintenance, il accueille aussi une partie des rames de la ligne P du Transilien et la totalité des rames des lignes T4 et T11 du tramway ;
- à Pantin : répartis en plusieurs sites situés entre Rosa-Parks (exclus) et Noisy-le-Sec (exclus), ils permettent le remisage de nombreuses rames de la ligne ;
- à Vaires-sur-Marne : Vaires-Triage constitue le terminus technique de la branche Chelles - Gournay. En effet, il permet le retournement des missions ayant pour terminus Chelles - Gournay. Il permet également le remisage d'une partie des rames de la ligne. Il se situe, au nord des voies de la ligne Paris – Strasbourg et du TGV Est, à proximité de la gare de Vaires - Torcy, non desservie par la ligne ;
- à Gretz-Armainvilliers : il jouxte la gare du même nom et permet le remisage d'un maximum de dix rames Z 22500, réparties sur les cinq voies qu'il possède. Réaménagé à l'occasion du prolongement de la ligne à Tournan, il permet également la réalisation des opérations de nettoyage des rames[32].

### Centre de commandement unifié
Le 5 février 2022, un centre de commandement unifié du RER E a été mis en service en gare de Pantin. Il comporte une commande centralisée du réseau de Paris-Est, les équipes du central sous-station et les équipes des services informatiques et télécoms.

### Tension d'alimentation
La ligne E est entièrement électrifiée, comme le réseau Est, en 25 000 volts monophasé. Elle est la première ligne électrifiée à cette tension en tunnel sous Paris, toutes les autres lignes de RER étant électrifiées intra-muros en 1 500 volts continu et le métro urbain en 750 volts continu.
Cette disposition a nécessité :
- l'implantation de sections de séparation de phases sur 10 voies rapides (plus 2 autres lors du prolongement futur vers La Défense et les garages de Nanterre) ;
- un diamètre des tunnels d'un mètre en plus ;
- des difficultés de réglage de la caténaire au droit des quais de plus d'un mètre par rapport au plan de roulement.

### Tracé du tronçon central et vitesses limites
La vitesse limite en tunnel à Paris intra-muros est ou était de 60 km/h entre Haussmann - Saint-Lazare et Magenta inclus. Si le tunnel est techniquement adapté à 90 km/h en voie directe (60 km/h en contre-sens et sur les voies déviées en gare), une limite plus basse a été mise en œuvre afin d'assurer un débit optimal à la ligne. En effet, les trains doivent effectuer un rebroussement à Haussmann - Saint-Lazare, la gare étant en impasse, ce qui contraint à compter le temps de retournement d'une rame. Des rames roulant à plus de 60 km/h ne permettraient plus de dégager à temps l'une des quatre voies à quai compte tenu des temps d'occupation de la gare. La vitesse n'a pu être relevée qu'une fois le prolongement de la ligne vers Nanterre-La Folie mis en service.
Le tunnel reliant Haussmann - Saint-Lazare à Nanterre-La Folie, a été dimensionné pour une vitesse limite de 120 km/h. Cependant, en raison des contraintes de tracé dans le secteur de la Défense afin de pouvoir passer sous le Cnit, la ligne est tracée en courbes de 230 mètres de rayon minimal ce qui engendre une limitation à 90 km/h dès le passage sous la Seine puis 60 km/h entre le point kilométrique 9, peu avant la gare de la Défense, et la gare de Nanterre-La Folie.

## Liste des gares
La ligne E dessert au total 25 gares dont quatre dans Paris intra-muros.
|  |   |   |   |  | Gare                                       | Zone | Communes                               | Correspondances |
|  | - | - | - |  | ------------------------------------------ | ---- | -------------------------------------- | --- |
|  |   | ■ |   |  | Nanterre-La Folie                          | 3    | Nanterre                               | (Nanterre-Préfecture, par la voie publique) |
|  |   | • |   |  | La Défense Grande Arche                    | 3    | Puteaux                                | (M) · (1) · (RER) · (A) · Transilien · Ligne L du Transilien · Ligne U du Transilien · (T) · (2) |
|  |   | • |   |  | Neuilly - Porte Maillot Palais des Congrès | 1    | Paris 17e                              | (Porte Maillot) |
|  |   | • |   |  | Haussmann Gare Saint-Lazare                | 1    | Paris 9e                               | (Saint-Lazare) (Havre - Caumartin) (Auber) (Paris-Saint-Lazare) TER Normandie (Paris-Saint-Lazare) |
|  |   | • |   |  | Magenta Gare du Nord                       | 1    | Paris 10e                              | (Gare du Nord) (La Chapelle, à distance) (Gare de l'Est, par la voie publique) (Paris-Gare du Nord) (Paris-Nord) (Paris-Est, par la voie publique) Grandes lignes (Paris-Nord et, par la voie publique, Paris-Est) |
|  |   | • |   |  | Rosa-Parks                                 | 1    | Paris 19e                              | (T) · (3b) |
|  |   | • |   |  | Pantin                                     | 2    | Pantin                                 | (Ella Fitzgerald, par la voie publique) |
|  |   | • |   |  | Noisy-le-Sec                               | 3    | Noisy-le-Sec                           | (T) · (1) |
|  |   |   | • |  | Bondy                                      | 3    | Bondy                                  | (T) · (4) |
|  |   |   | • |  | Le Raincy - Villemomble - Montfermeil      | 4    | Le Raincy, Villemomble                 | |
|  |   |   | • |  | Gagny                                      | 4    | Gagny, Villemomble                     | |
|  |   |   | • |  | Le Chénay-Gagny                            | 4    | Gagny                                  | |
|  |   |   | ■ |  | Chelles - Gournay                          | 4    | Chelles                                | Transilien · Ligne P du Transilien |
|  | • |   |   |  | Rosny-Bois-Perrier                         | 3    | Rosny-sous-Bois                        | (M) · (11) |
|  | • |   |   |  | Rosny-sous-Bois                            | 3    | Rosny-sous-Bois                        | |
|  | • |   |   |  | Val de Fontenay                            | 3    | Fontenay-sous-Bois                     | (RER) · (A) |
|  | • |   |   |  | Nogent - Le Perreux                        | 3    | Nogent-sur-Marne, Le Perreux-sur-Marne | |
|  | • |   |   |  | Les Boullereaux-Champigny                  | 3    | Champigny-sur-Marne                    | |
|  | • |   |   |  | Villiers-sur-Marne - Le Plessis-Trévise    | 4    | Villiers-sur-Marne                     | |
|  | • |   |   |  | Les Yvris-Noisy-le-Grand                   | 4    | Noisy-le-Grand                         | |
|  | • |   |   |  | Émerainville - Pontault-Combault           | 5    | Émerainville, Pontault-Combault        | |
|  | • |   |   |  | Roissy-en-Brie                             | 5    | Roissy-en-Brie                         | |
|  | • |   |   |  | Ozoir-la-Ferrière                          | 5    | Ozoir-la-Ferrière                      | |
|  | • |   |   |  | Gretz-Armainvilliers                       | 5    | Gretz-Armainvilliers                   | |
|  | ■ |   |   |  | Tournan                                    | 5    | Tournan-en-Brie                        | Transilien · Ligne P du Transilien |

(Les gares en gras servent de départ ou de terminus à certaines missions.)

### Intermodalité
Le RER E est et sera en correspondance avec plusieurs autres lignes de transport (métro, RER, tramway, Transilien et TER-TGV). Les lignes de métro 1, 2, 3, 4, 5, 7, 8, 9, 11, 12, 13 et 14 sont accessibles directement ou indirectement aux gares de Rosny-Bois-Perrier, d'Haussmann - Saint-Lazare, de Magenta, de Neuilly - Porte Maillot et de La Défense. Concernant les lignes de RER, elle les croise à La Défense, au pôle Auber-Haussmann et à Val de Fontenay (ligne A), au pôle Magenta - Gare du Nord (lignes B et D), et à Neuilly - Porte Maillot (ligne C). Le tramway est disponible aux gares de Noisy-le-Sec (ligne 1), de la Défense (ligne 2), de Neuilly - Porte Maillot, de Rosa Parks, de Pantin (ligne 3b) et de Bondy (ligne 4). Le RER E est en correspondance avec les lignes H et K du Transilien à la gare du Nord (via Magenta), la ligne J à Saint-Lazare, la ligne L à Saint-Lazare et la Défense, la ligne P aux gares de l'Est, de Chelles - Gournay et de Tournan, et la ligne U à La Défense. Au terme du prolongement vers Mantes-la-Jolie, elle sera également en correspondance avec la ligne A à Houilles - Carrières-sur-Seine et Poissy, la ligne J à Mantes-la-Jolie, la ligne L à Houilles - Carrières, et la ligne N à Épône - Mézières et Mantes-la-Jolie. Enfin, les lignes TER et TGV sont accessibles dans les trois grandes gares parisiennes desservies par le RER E.

## Exploitation

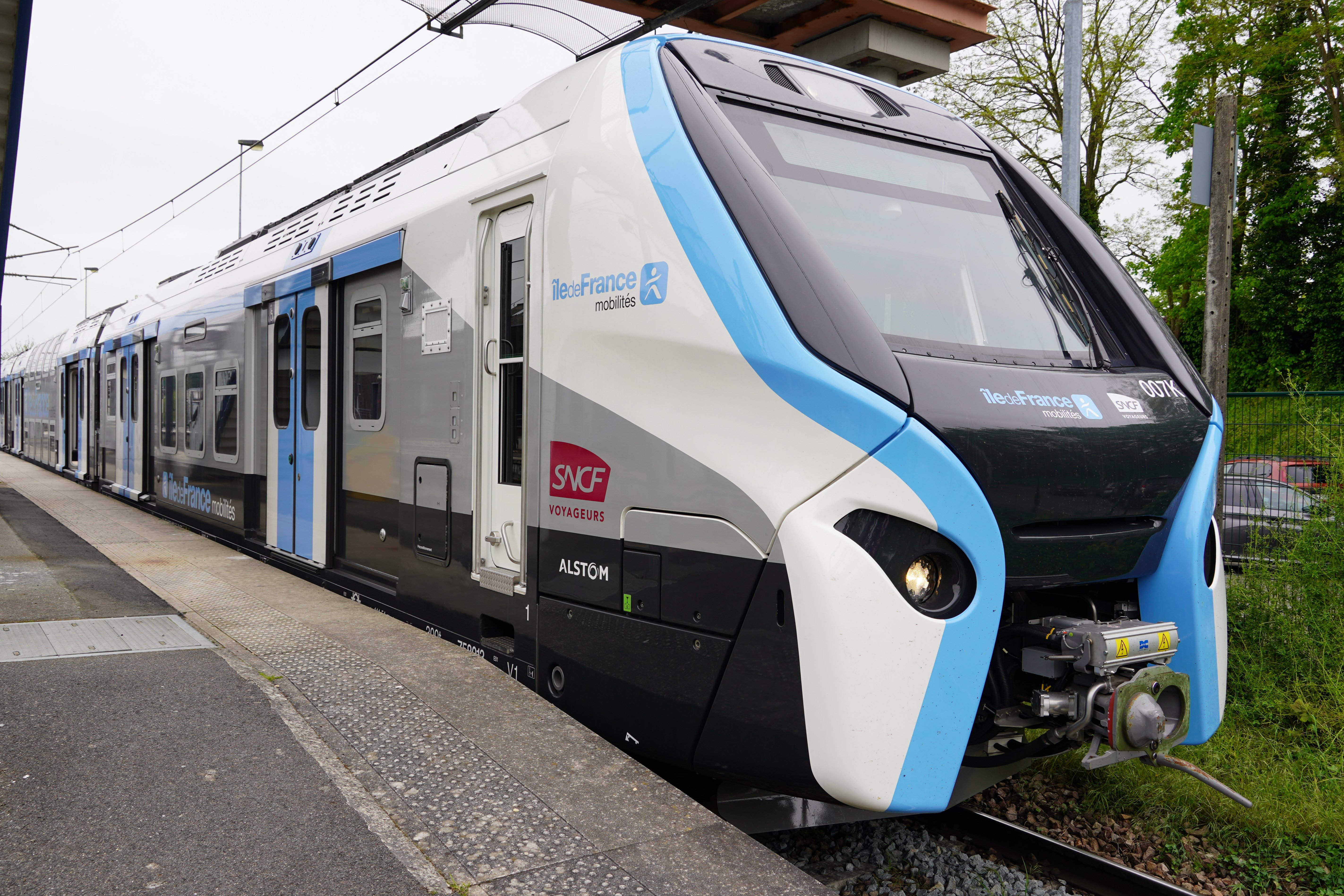
Une rame Z 58000 en gare de Tournan, en mai 2024.

La ligne E est une ligne entièrement exploitée par la SNCF, qui fonctionne de 5 h à 1 h du matin, à l'aide de rames de type Z 22500, Z 50000 et Z 58000 (RER NG).
Depuis le 31 mars 2004, la ligne bénéficie de la certification « NF Services ». Gage de qualité, elle s'appuie sur 22 critères classés selon quatre catégories : les services en gare, à bord des trains, en gare et à bord des trains, et à distance. Elle a été délivrée par Afnor Certification, organisme certificateur indépendant chargé de contrôler ces critères.
Exceptionnellement, le service peut devenir continu, c'est-à-dire effectué 24 h/24, à l'occasion d'évènements importants comme la Fête de la musique et la nuit du Nouvel An. À cette occasion, le service nocturne, intitulé « Service Grande Nuit », est assuré à raison d'un train par heure, au départ de la gare de l'Est (les gares de Nanterre-La Folie, La Défense, Neuilly - Porte Maillot, Haussmann - Saint-Lazare et Magenta n'étant pas ouvertes) pour Meaux via Chelles - Gournay, et de gare de l'Est pour Tournan. Tous les trains desservent alors toutes les gares du parcours.

### Noms des missions

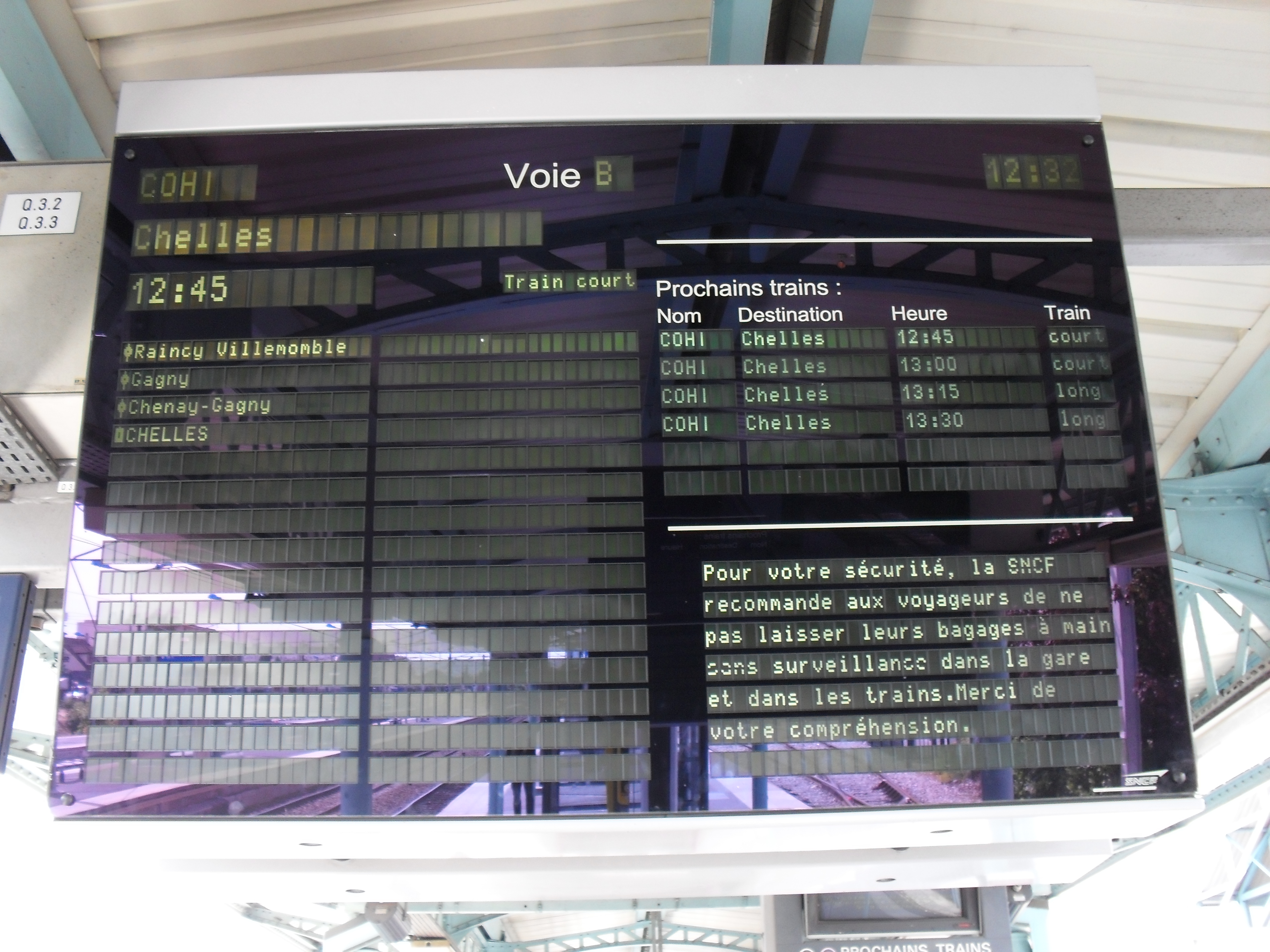
Écran Infogare en place depuis la mise en service d'Eole, en gare de Bondy, en mai 2011.

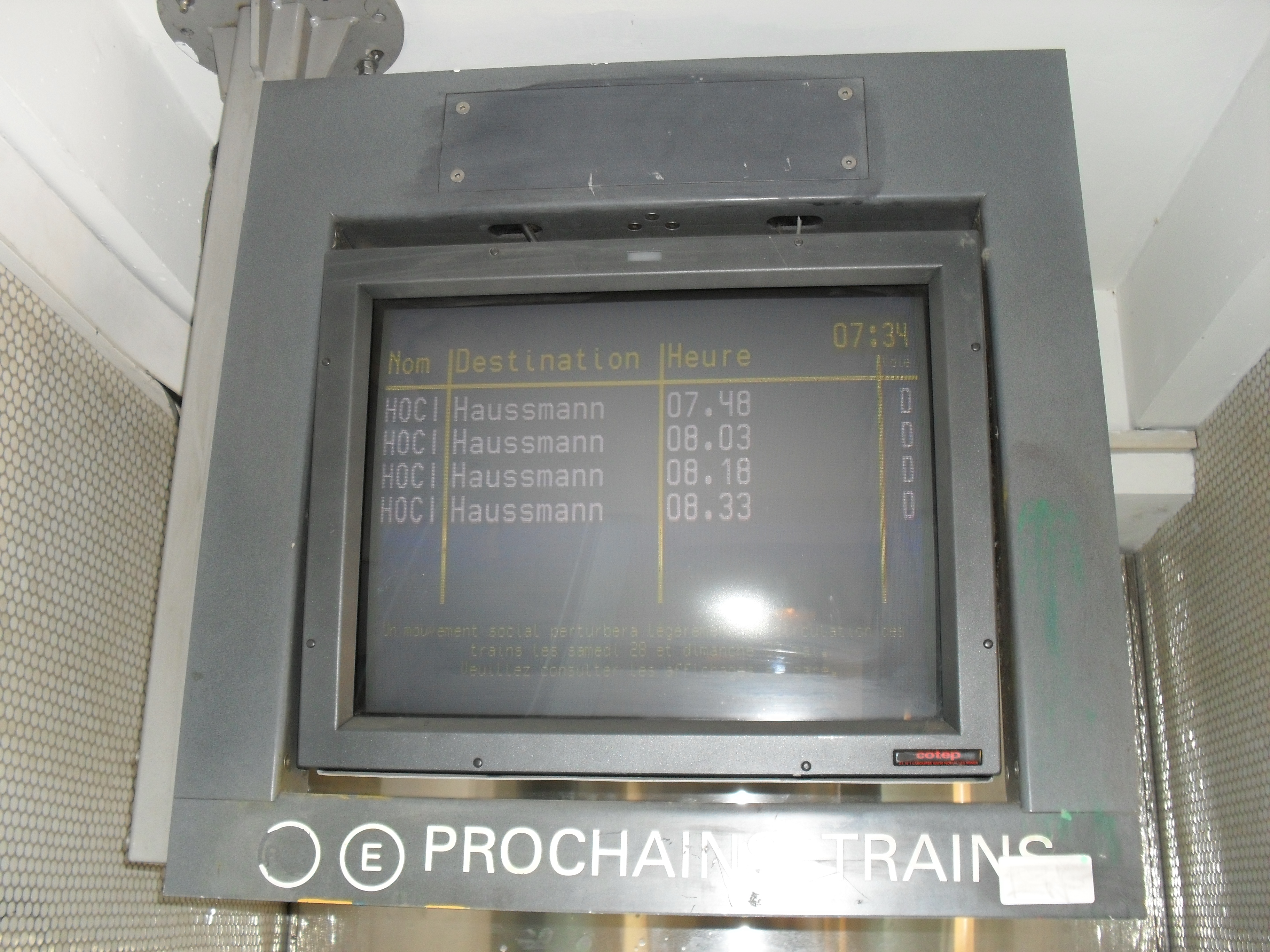
Écran Infogare mis en place plus récemment, en gare du Chénay-Gagny, en mai 2011.

Les codes missions de la ligne E du RER sont composés de quatre lettres. Depuis le 15 décembre 2024, chaque lettre a une signification, entraînant une refonte complète de l'ancien système.
La première lettre renseigne sur la destination finale du train :
- B : Roissy-en-Brie ;
- C : Chelles - Gournay ;
- D : Nogent - Le Perreux ;
- E : Émerainville - Pontault-Combault ;
- G : Gretz-Armainvilliers ;
- H : Haussmann - Saint-Lazare ;
- K : Pantin ;
- M : Magenta ;
- N : Nanterre-La Folie ;
- P : Paris-Est ;
- R : Le Raincy - Villemomble - Montfermeil ;
- S : Noisy-le-Sec ;
- T : Tournan ;
- V : Villiers-sur-Marne - Le Plessis-Trévise.

La deuxième lettre renseigne sur le type de desserte après la gare Rosa-Parks (ou de Paris-Est). Après la gare Rosa-Parks (ou de Paris-Est), certains trains sont omnibus, d'autres font des sauts de puces… Pour répertorier les différents cas, quatre voyelles sont utilisées :
- A : dessert Pantin, Noisy-le-Sec, Val de Fontenay et toutes les gares à partir de Villiers-sur-Marne ;
- O : (pour Omnibus) dessert toutes les gares du parcours au-delà ;
- I/U : dessert Val de Fontenay puis toutes les gares à partir de Villiers-sur-Marne.

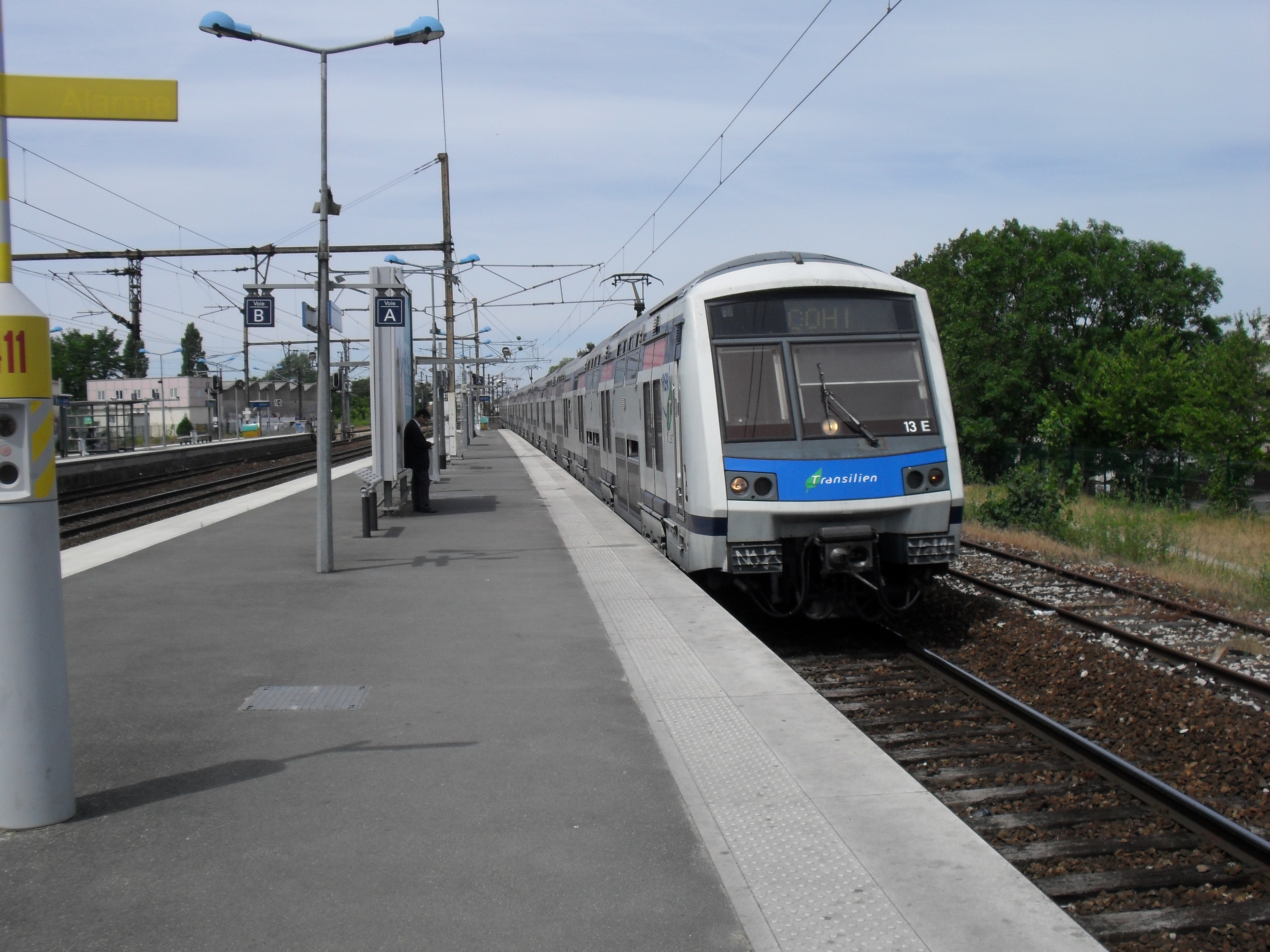
Une rame Z 22500 assurant l'ancienne mission COHI en gare de Gagny, en mai 2011.

La troisième lettre précise la provenance du train. La ligne E du RER assure différents types de desserte. Les lettres codes des gares terminus réguliers sont utilisées pour mettre en évidence la gare de départ de chaque train et pour préciser la gare à partir de laquelle la desserte commerciale est assurée.
- C : trains provenant de Chelles - Gournay ;
- M : trains provenant de Magenta ;
- N : trains provenant de Nanterre-La Folie ;
- P : trains provenant de Paris-Est ;
- T : trains provenant de Tournan comme d'Émerainville - Pontault-Combault ou de Gretz-Armainvilliers ;
- V : trains provenant de Villiers-sur-Marne - Le Plessis-Trévise.

La dernière lettre précise le tronçon desservi. La ligne E du RER emprunte plusieurs branches. Deux voyelles sont utilisées pour différencier les branches empruntées par les trains.
- U : trains circulant entre Nanterre-La Folie et Tournan ;
- Y : trains circulant entre Nanterre-La Folie, Magenta, Chelles - Gournay et Villiers-sur-Marne.

| Destinations                            | Codes Missions (circulations régulières seulement) |
| --------------------------------------- | -------------------------------------------------- |
| Chelles - Gournay                       | CONY                                               |
| Nanterre-La Folie                       | NATU, NOCY, NOMY, NOTU, NOVY, NUTU                 |
| Magenta                                 | MONY                                               |
| Tournan                                 | TANU, TINU, TONU                                   |
| Villiers-sur-Marne - Le Plessis-Trévise | VONY                                               |

### Plan de transport de la ligne

#### En situation normale

##### Heures de pointe

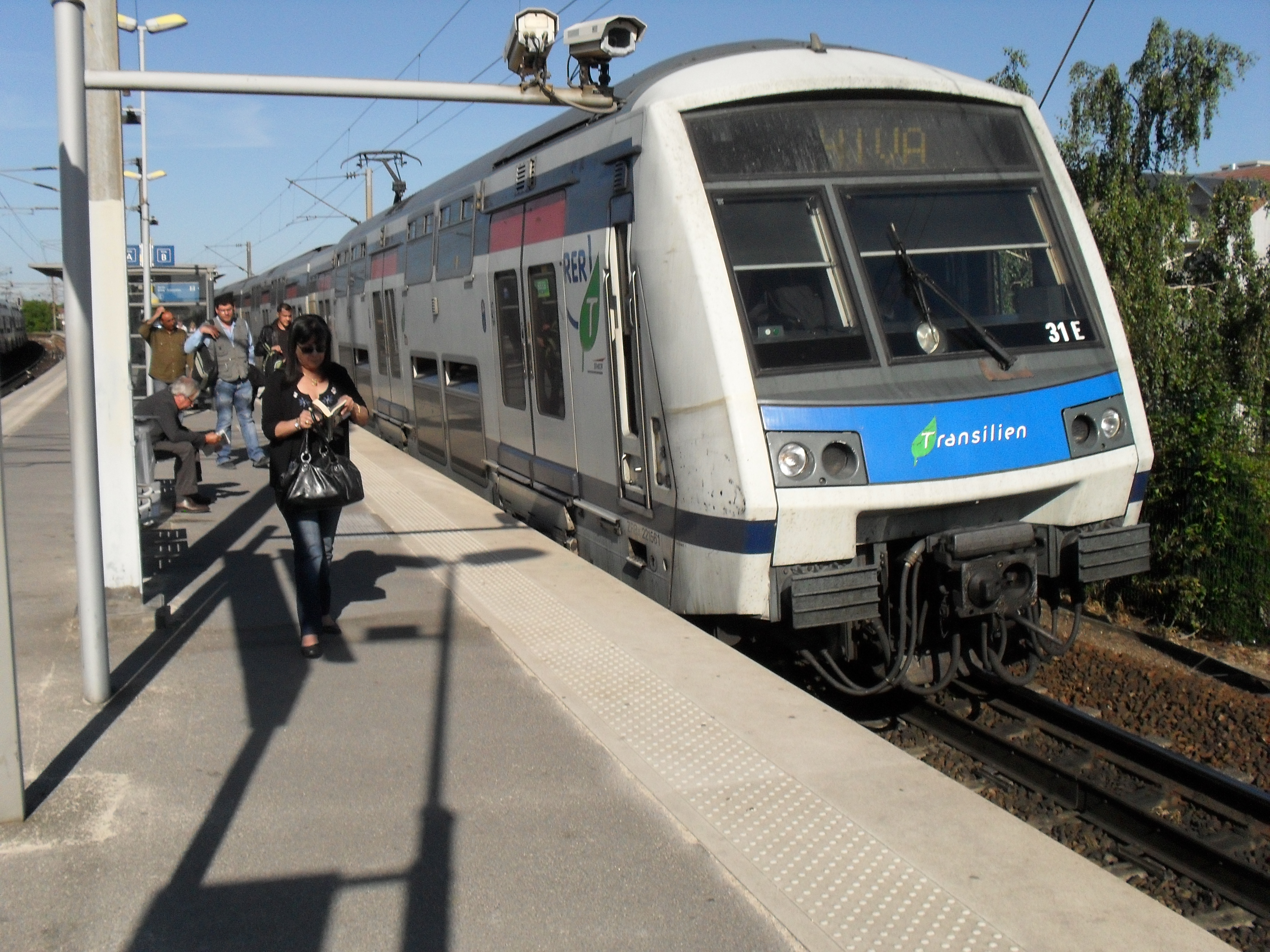
Une rame Z 22500 assurant l'ancienne mission HIVA en direction d'Haussmann - Saint-Lazare, en gare de Villiers-sur-Marne - Le Plessis-Trévise, en mai 2011.

Pendant les heures de pointe, la grille horaire de la ligne prévoit 16 trains par heure sur le tronc commun, soit un train toutes les 3 à 4 minutes dans les deux sens,,,.

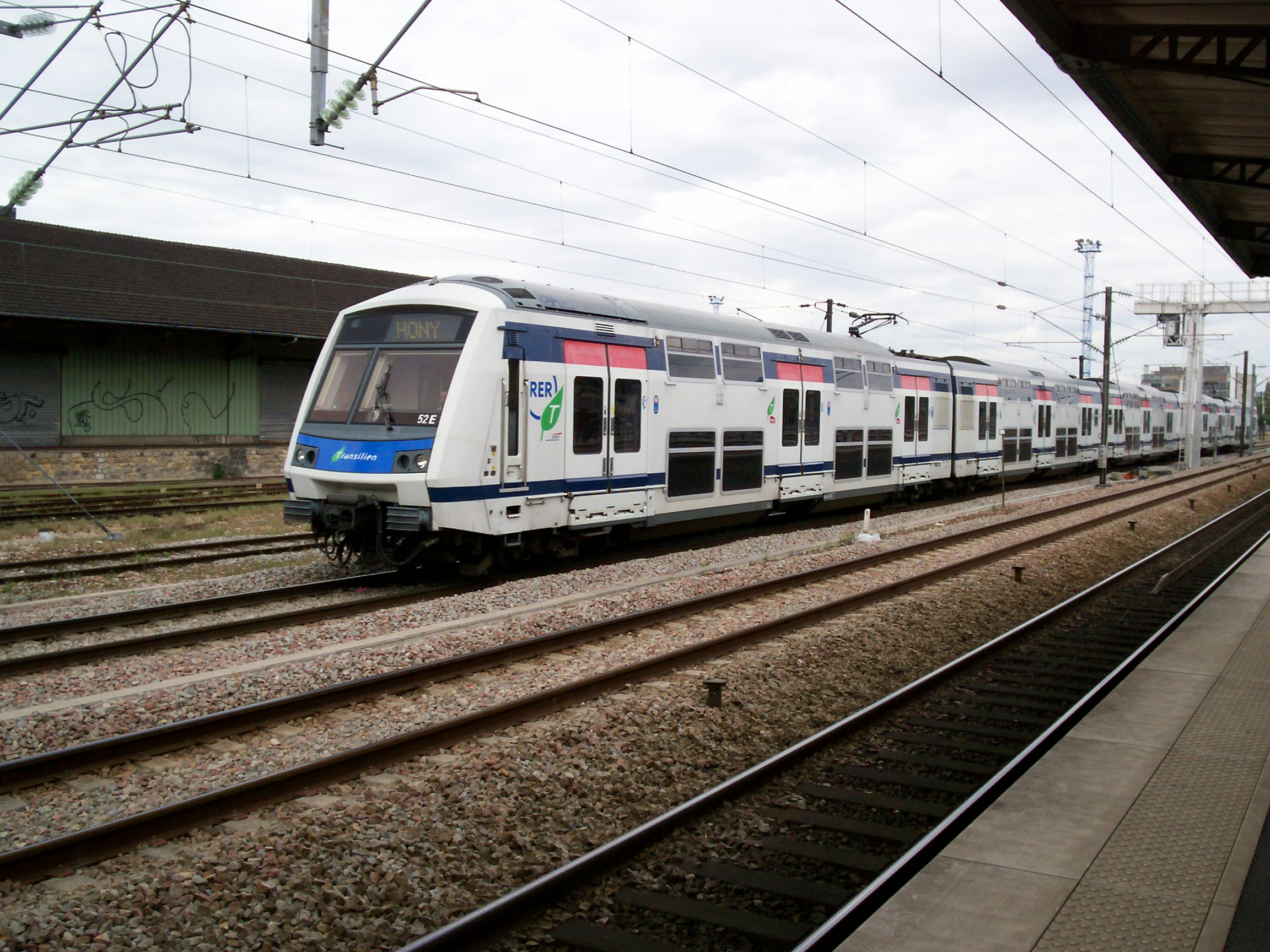
Une rame Z 22500 en provenance des ateliers, allant assurer au départ de Magenta, l'ancienne mission HONY en direction d'Haussmann - Saint-Lazare, en avril 2008.

Dans le sens de la pointe, l'offre de transport comprend :
- un aller (le soir) ou un retour (le matin) Nanterre-La Folie – Chelles - Gournay, toutes les 7 à 8 minutes, omnibus sur la totalité du parcours (code NOCY vers Nanterre, code CONY vers Chelles) ;
- un aller (le soir) ou un retour (le matin) Nanterre-La Folie – Villiers-sur-Marne, tous les quarts d'heure, omnibus sur la totalité du parcours (code NOVY vers Nanterre, code VONY vers Villiers) ;
- un aller (le soir) ou un retour (le matin) Nanterre-La Folie – Tournan, tous les quarts d'heure. Ces trains desservent toutes les gares de Nanterre-La Folie à Rosa-Parks, Val de Fontenay, puis toutes les gares de Villiers-sur-Marne à Tournan (code NUTU vers Nanterre, code TINU vers Tournan).

En contre-pointe, l'offre de transport comprend :
- un aller (le matin) ou un retour (le soir) Nanterre-La Folie – Chelles - Gournay, tous les quarts d'heure, omnibus sur la totalité du parcours (code NOCY vers Nanterre, code CONY vers Chelles) ;
- un aller (le matin) ou un retour (le soir) Nanterre-La Folie – Villiers-sur-Marne, tous les quarts d'heure, omnibus sur la totalité du parcours (code NOVY vers Nanterre, code VONY vers Villiers) ;
- un aller (le matin) ou un retour (le soir) Nanterre-La Folie – Tournan, toutes les demi-heures, en desservant toutes les gares de Nanterre-La Folie à Noisy-le-Sec, Val de Fontenay puis toutes les gares de Villiers-sur-Marne à Tournan (code NATU vers Nanterre, code TANU vers Tournan) ;
- quelques allers (le matin) ou quelques retours (le soir) Nanterre-La Folie – Magenta, omnibus sur la totalité du parcours (code NOMY vers Nanterre, code MONY vers Magenta).

##### Heures creuses

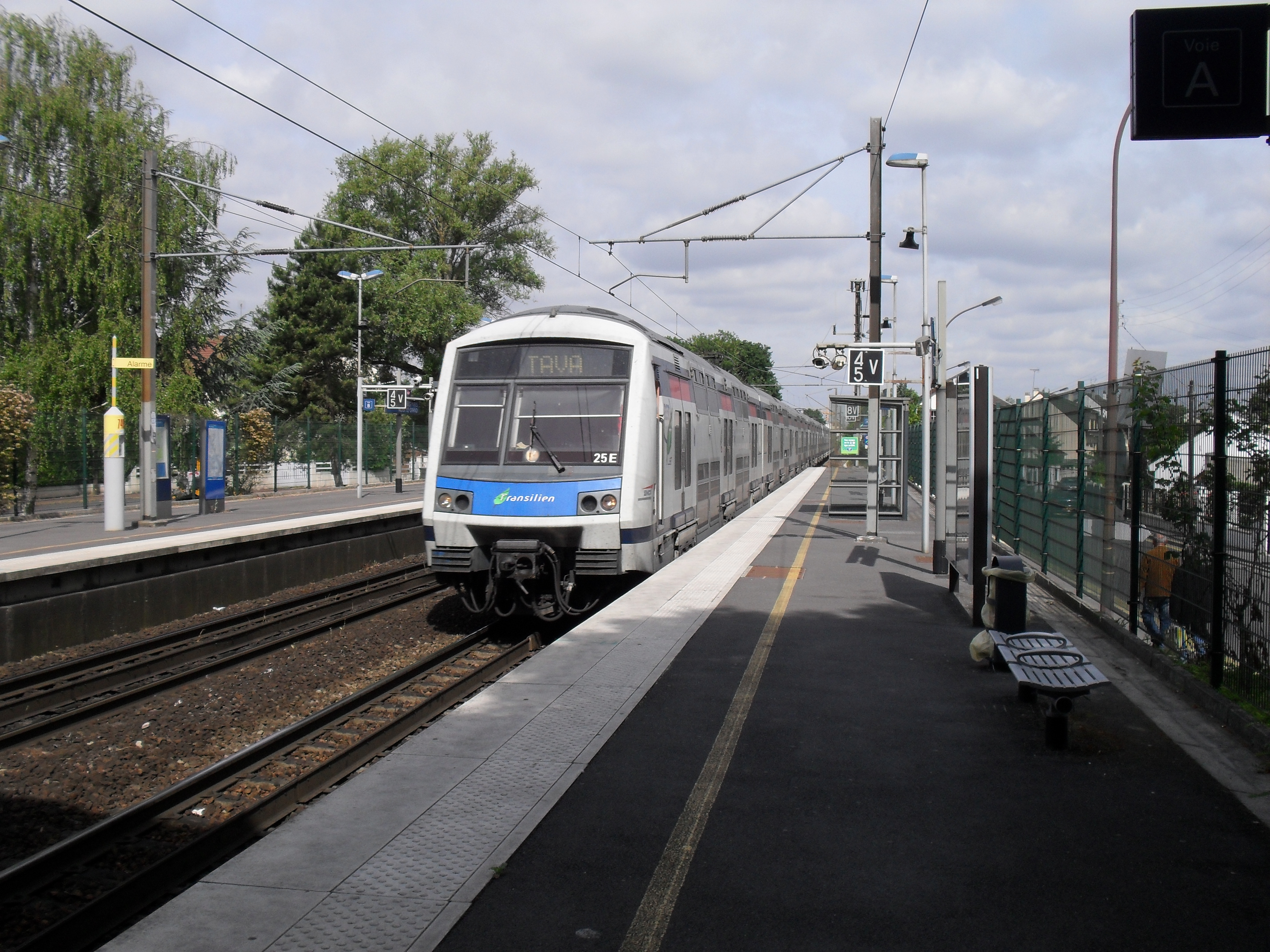
Une rame Z 22500 assurant l'ancienne mission TAVA, entrant en gare des Yvris-Noisy-le-Grand, en mai 2011.

Pendant les heures creuses, la grille horaire de la ligne prévoit 10 trains par heure sur le tronc commun, soit un train toutes les 6 minutes en moyenne dans les deux sens,,.
Du lundi au vendredi, entre la pointe de matinée et la pointe de soirée, l'offre de transport comprend :
- un aller-retour Nanterre-La Folie – Chelles - Gournay, tous les quarts d'heure, omnibus sur la totalité du parcours (code NOCY vers Nanterre, code CONY vers Chelles) ;
- un aller-retour Nanterre-La Folie – Villiers-sur-Marne, tous les quarts d'heure, omnibus sur la totalité du parcours (code NOVY vers Nanterre, code VONY vers Villiers) ;
- un aller-retour Nanterre-La Folie – Tournan, toutes les demi-heures, en desservant toutes les gares de Nanterre-La Folie à Noisy-le-Sec, Val de Fontenay puis toutes les gares de Villiers-sur-Marne à Tournan (code NATU vers Nanterre, code TANU vers Tournan).

Les samedis, dimanches et fêtes, ce plan de transport est généralisé à l'ensemble de la journée, c'est-à-dire du début de service à 22 h.

##### Soirée
Tous les soirs, après 21 h 55 (horaire à Nanterre), la grille horaire de la ligne prévoit désormais 8 trains par heure sur le tronc commun, soit un train toutes les 7 à 8 minutes dans les deux sens :
- un aller-retour Nanterre-La Folie – Chelles - Gournay, tous les quarts d'heure, omnibus sur la totalité du parcours (code NOCY vers Nanterre, code CONY vers Chelles) ;
- un aller-retour Nanterre-La Folie – Villiers-sur-Marne, tous les demi-heures, omnibus sur la totalité du parcours (code NOVY vers Nanterre, code VONY vers Villiers) ;
- un aller-retour Nanterre-La Folie – Tournan, toutes les demi-heures, omnibus sur la totalité du parcours (code NOTU vers Nanterre, code TONU vers Tournan)[79].

#### En situation perturbée

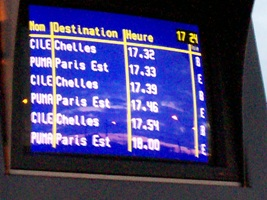
Écran Infogare, en gare de Bondy, reflétant le mouvement social de novembre 2007. À cette occasion, les trains partaient et aboutissaient à la gare de l'Est.

Une situation dite « perturbée » est une situation qui modifie le plan de transport. Elle peut être programmée, permettant par exemple des opérations de maintenance de la voie, ou inopinée, à la suite de divers incidents d'exploitation.
Pour y faire face, la SNCF met à profit les différents points de retournement qui sont à sa disposition, notamment en cas d'important retard de train. Par exemple, si le train devait se rendre à Haussmann - Saint-Lazare, il sera limité à Magenta afin d'éviter de perturber le plan d'occupation des voies de la gare d'Haussmann - Saint-Lazare. En effet, cette gare étant en cul-de-sac sans tiroir de retournement en arrière-gare, le moindre retard perturbe les circulations ; plus il est important, plus sa répercussion perturbera le trafic.
En cas de problèmes ou de travaux dans le secteur de Villiers-sur-Marne, la SNCF a tendance à écourter les missions à destination prévue initialement en gare de Villiers-sur-Marne - Le Plessis-Trévise à la gare de Nogent - Le Perreux, supprimant les arrêts en gare des Boullereaux-Champigny et de Villiers-sur-Marne. Cette modification de desserte est également appliquée en cas de retard trop important des missions en provenance de l'ouest, afin d'éviter de répercuter les perturbations sur le reste du trafic empruntant le viaduc de Nogent-sur-Marne.
En cas de problèmes ou de travaux à Haussmann - Saint-Lazare, elle a tendance à faire terminer une partie des missions en gare de Magenta et l'autre partie en gare de Paris-Est. Néanmoins, elle privilégiera les terminus réguliers comme Magenta (si réception sur les voies centrales) ou Villiers-sur-Marne (si réception sur la voie médiane) par exemple, qui sont conçus pour permettre des retournements ne perturbant pas le trafic. Ceci n'est pas le cas, par exemple, en gare de Nogent - Le Perreux, où les trains doivent nécessairement cisailler les voies du sens contraire, bloquant ainsi les autres circulations (Grandes Lignes, Transilien, Fret…) durant le temps de l'opération. Cette caractéristique encourage la SNCF à ne l'utiliser qu'en dernier recours, privilégiant la fluidité des circulations.
Dans le cas d'un mouvement social, un plan de transport spécifique est mis en place en fonction du nombre de conducteurs non grévistes. Ainsi, si le nombre de trains en circulation prévus est trop faible dans Paris, la SNCF fermera exceptionnellement, pour des raisons de sécurité, les gares d'Haussmann - Saint-Lazare et de Magenta. De ce fait, le terminus de l'ensemble des trains sera reporté en gare de Paris-Est. Les dessertes habituelles sont alors généralement maintenues mais avec des fréquences moins importantes.

### Temps de parcours moyens

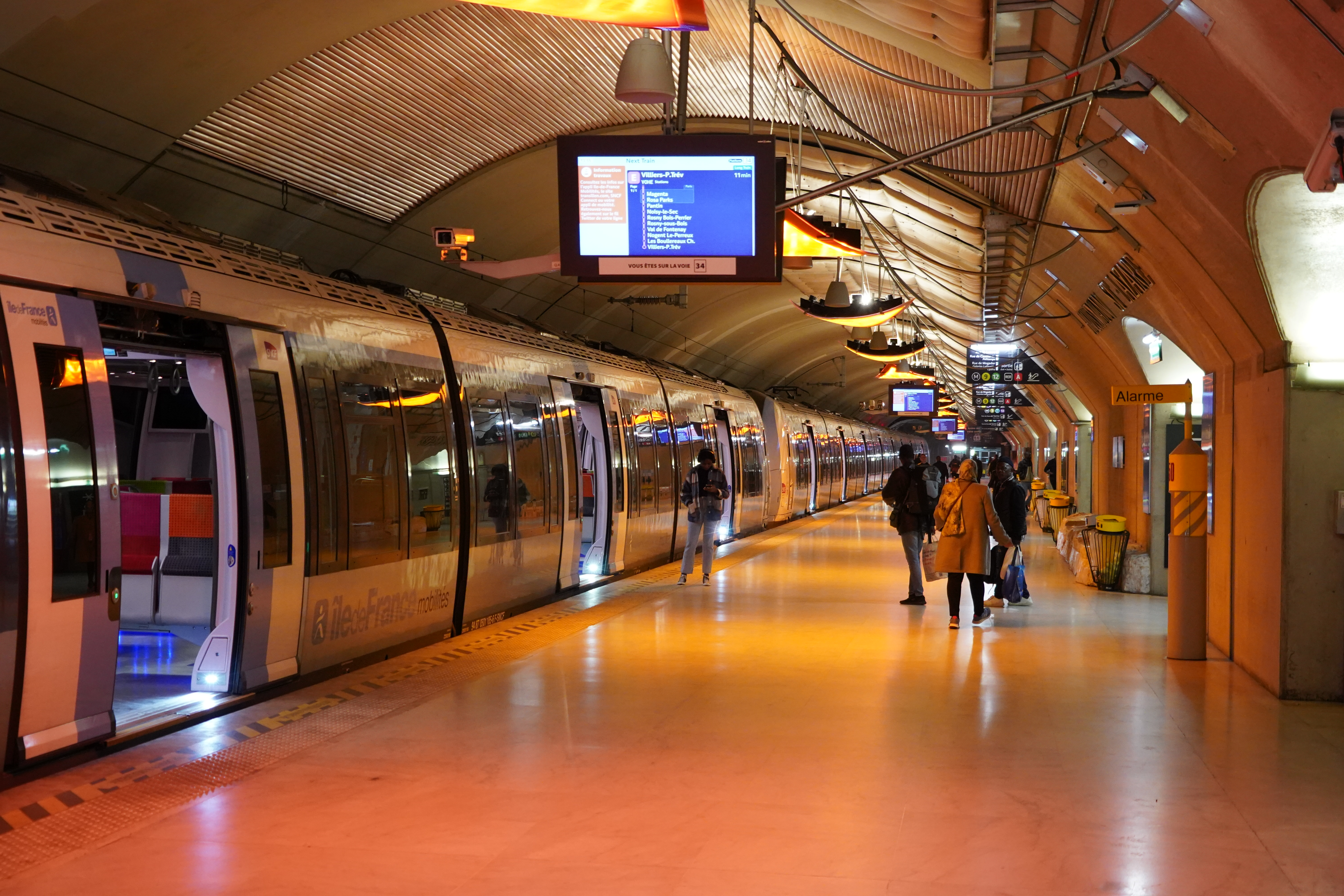
Une rame Z 50000 en gare d'Haussmann - Saint-Lazare, en mai 2024.

Les temps de parcours sont donnés à titre indicatif et varient selon les trains et leur sens de circulation (cf. horaires). Ils peuvent aussi évoluer en cas de retards dus à des évènements imprévus.
Sur la branche Chelles, en temps normal, tous les trains pour Chelles desservent toutes les gares du parcours. Ainsi Nanterre-La Folie est à 3 minutes de La Défense, 7 minutes de Neuilly - Porte Maillot, 10 de Haussmann, 14 de Magenta, 17 de Rosa-Parks, 21 de Pantin, 25 de Noisy-le-Sec, 28 de Bondy, 31 du Raincy, 33 de Gagny, 36 du Chenay et 39 minutes de Chelles. Ce temps de parcours peut atteindre 41 minutes dans le sens de la pointe aux heures de pointe.
Sur la branche Villiers / Tournan, en temps normal, tous les trains qui sont terminus Villiers desservent toutes les gares du parcours. Ainsi Nanterre-La Folie est à 3 minutes de La Défense, 7 minutes de Neuilly - Porte Maillot, 10 de Haussmann, 14 minutes de Magenta, 17 de Rosa-Parks, 20 de Pantin, 25 de Noisy-le-Sec, 28 de Rosny-Bois-Perrier, 31 de Rosny-sous-Bois, 34 du Val de Fontenay, 37 de Nogent - Le Perreux, 40 des Boullereaux et à 44 minutes de Villiers.
Quant aux trains qui ont pour terminus Tournan, il existe trois types de desserte, qui font varier le temps de parcours entre les deux terminus de 4 à 10 minutes environ, en moyenne. Ainsi :
- sans la desserte de Noisy-le-Sec, Nanterre-La Folie est à 3 minutes de La Défense, 7 minutes de Neuilly - Porte Maillot, 10 de Haussmann, 14 minutes de Magenta, 17 de Rosa-Parks, 27 du Val de Fontenay, 33 de Villiers, 37 des Yvris, 41 d'Émerainville, 44 de Roissy-en-Brie, 48 d'Ozoir, 52 de Gretz et 57 minutes de Tournan ;
- avec la desserte de Noisy-le-Sec, Nanterre-La Folie est à 3 minutes de La Défense, 7 minutes de Neuilly - Porte Maillot, 10 de Haussmann, 14 minutes de Magenta, 17 de Rosa-Parks, 20 de Pantin, 25 de Noisy-le-Sec, 31 du Val de Fontenay, 37 de Villiers, 40 des Yvris, 44 d'Émerainville, 47 de Roissy-en-Brie, 51 d'Ozoir, 55 de Gretz et 61 minutes de Tournan ;
- avec une desserte de toutes les gares du parcours, Nanterre-La Folie est, dans ce dernier cas, à 3 minutes de La Défense, 7 minutes de Neuilly - Porte Maillot, 10 de Haussmann, 14 minutes de Magenta, 17 de Rosa-Parks, 20 de Pantin, 25 de Noisy-le-Sec, 28 de Rosny-Bois-Perrier, 31 de Rosny-sous-Bois, 34 du Val de Fontenay, 37 de Nogent, 40 des Boullereaux, 43 de Villiers, 47 des Yvris, 51 d'Émerainville, 54 de Roissy-en-Brie, 58 d'Ozoir, 62 de Gretz et 67 minutes de Tournan.

### Information en temps réel

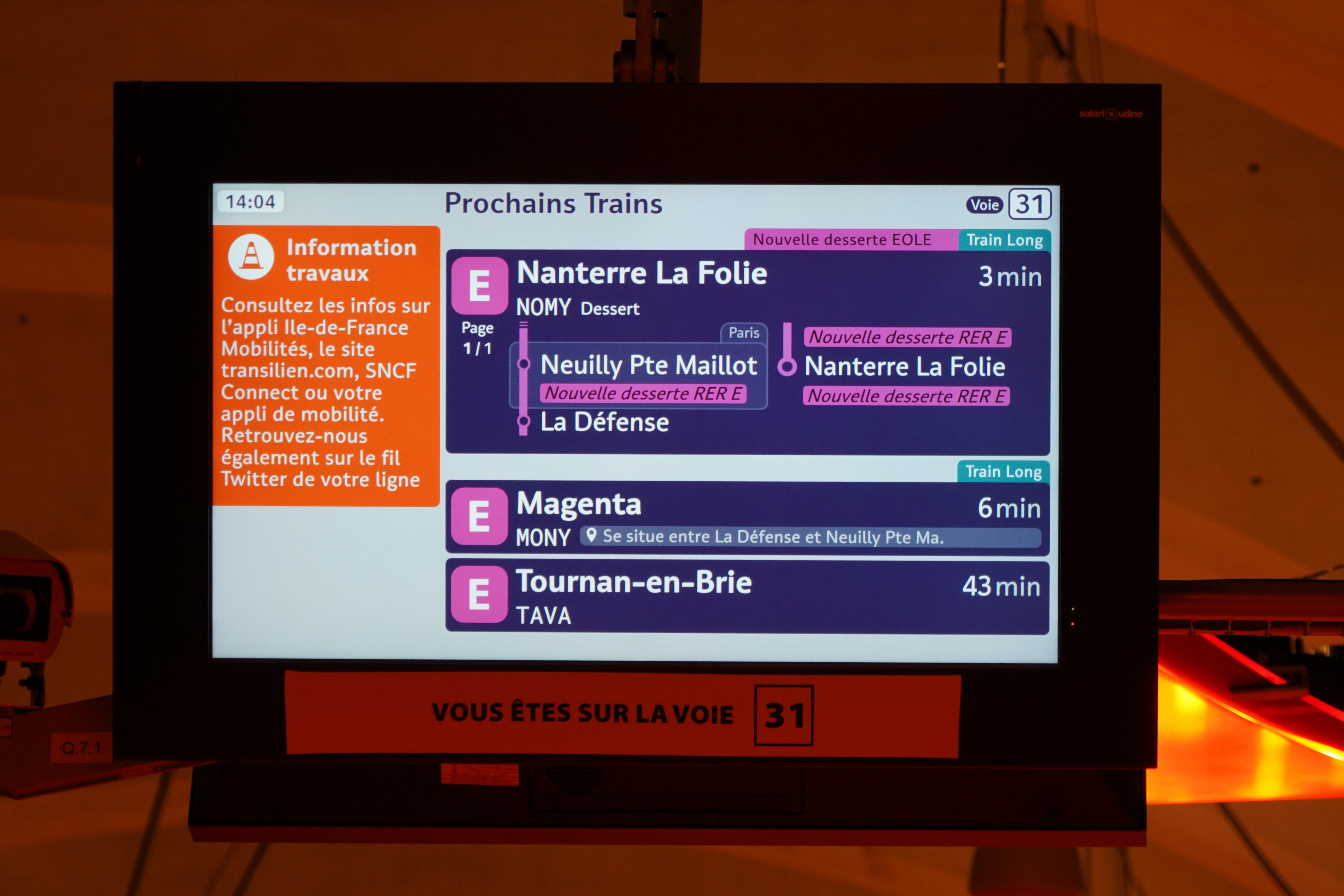
Écran d'informations IENA en Gare d'Haussmann - Saint-Lazare avec la nouvelle desserte à l'ouest du RER E, en mai 2024.

Toutes les gares de la ligne sont équipées d'écrans de téléaffichage de type IENA, installés sur tous les quais des gares concernées. Ils annoncent en temps réel, les six prochains trains desservant la gare et fournissent des informations à caractère conjoncturel. Ces écrans sont assistés par un système de sonorisation et d’assistance vidéo des quais. En effet, chaque gare est équipée d’un réseau de caméras pour la prise de vue des voies à quais.
L’information des voyageurs, la visualisation des images des gares des Yvris à Gretz sont réalisées depuis le point d'information banlieue (PIB) d’Émerainville, entité créée à cet effet tandis que le PIB de Tournan-en-Brie réalise l’information voyageurs et l’exploitation des images locales de sa gare.
À bord des trains, un système sonore d'information des voyageurs indique la desserte du train, au début du parcours principalement et aux gares importantes, les gares non desservies et permet également la diffusion d'information en cas de situation perturbée. De nouveaux écrans IENA de type LCD ont été installés en gares de Gagny et de Chelles - Gournay, à la suite des travaux de reconstruction ou de rénovation de ces gares, réalisés de 2006 à 2008.

### Matériel roulant

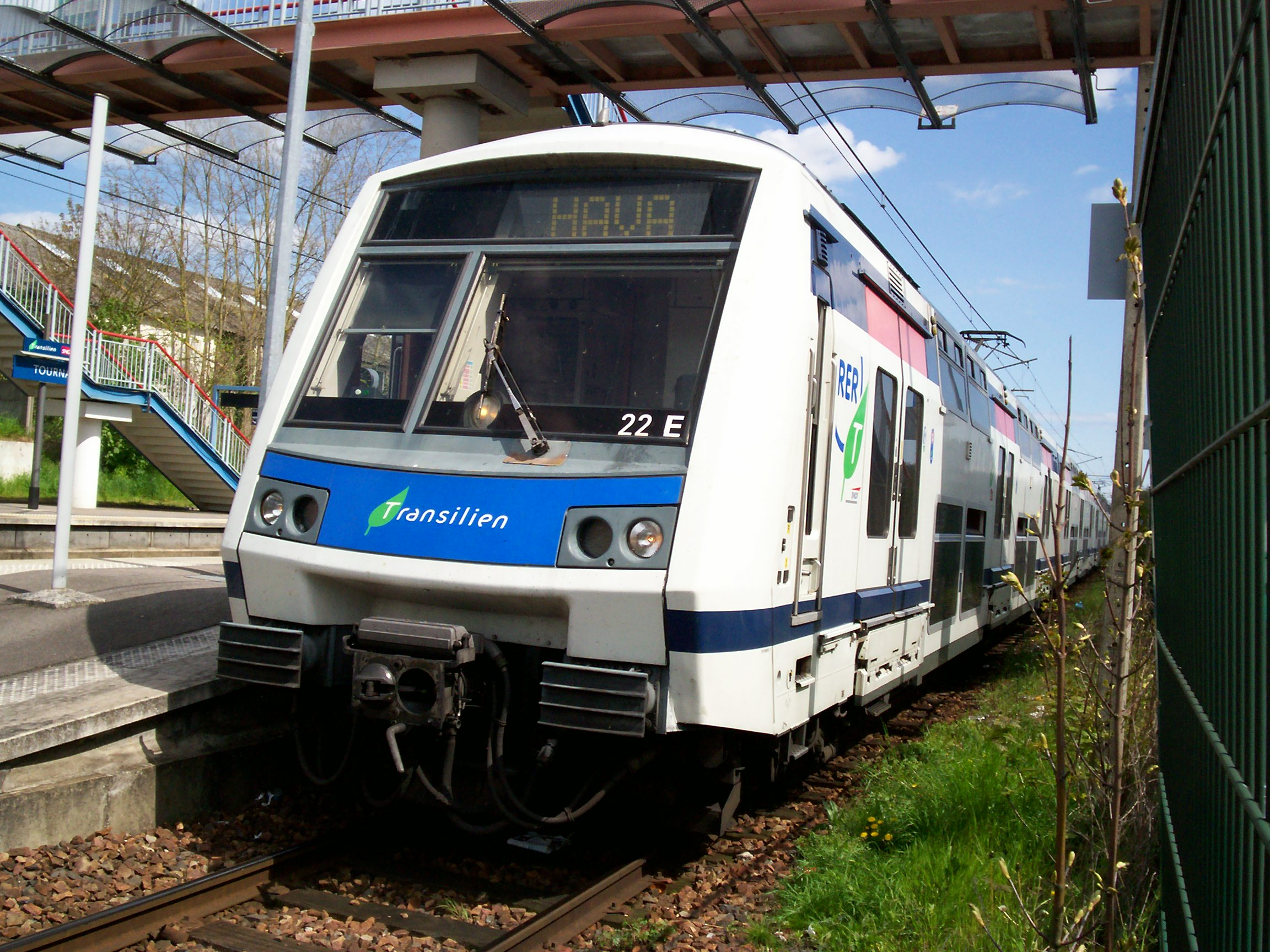
Une rame Z 22500 en gare origine de Tournan, en avril 2008.

En 1989, la SNCF et la RATP s'étant associées afin d'acquérir ensemble de nouvelles rames à deux étages, dans le but de réduire les risques industriels et de permettre une réduction des coûts d’achat du matériel par des économies d'échelle, la première anticipant l'achat de trains pour la future ligne Eole dont la construction venait d'être décidée et la seconde devant acheter des trains plus capacitaires afin de lutter dans la surcharge des trains. Ainsi, de leur collaboration avec le consortium GEC-Alsthom CIMT et à ANF-Industrie, naîtra le Matériel d'Interconnexion à 2 Niveaux (MI 2N).
En novembre 1992, la SNCF conclut un marché pour la livraison de 103 rames de type MI 2N spécifiques à la ligne Eole, dont 53 commandés ferme. Les 53 rames seront livrées entre le 10 mars 1996 et le 1er janvier 2000. Elles devaient permettre d’assurer les dessertes alors prévues à la mise en service d'Eole, c'est-à-dire celles issues de l'avant-projet de 1991 : Saint-Lazare – Chelles - Gournay / Villiers-sur-Marne / Le Plant-Champigny.

Sélection de vues de l'intérieur d'une rame Z 22500
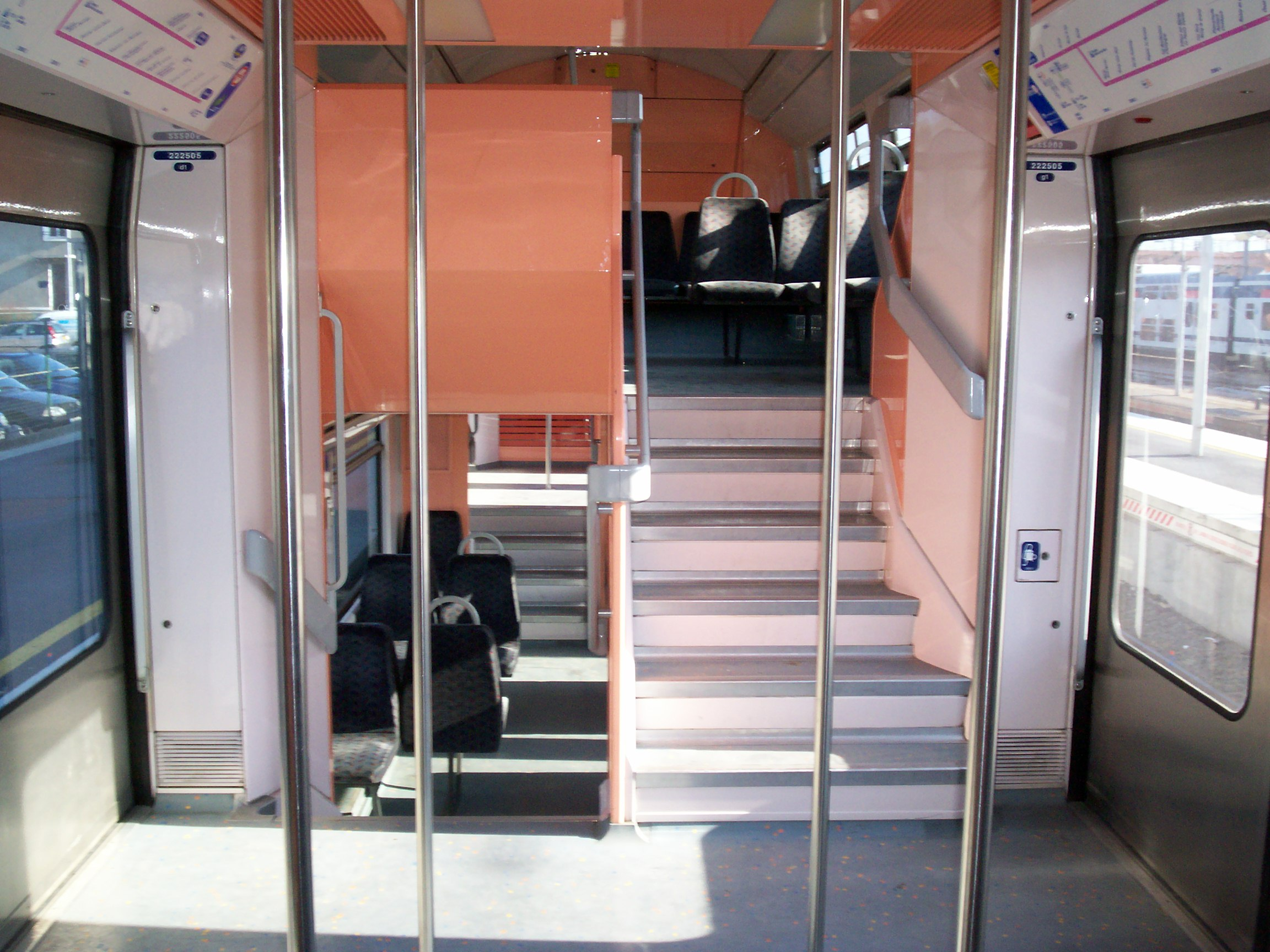
Vue des deux niveaux depuis une plate-forme d'extrémité.
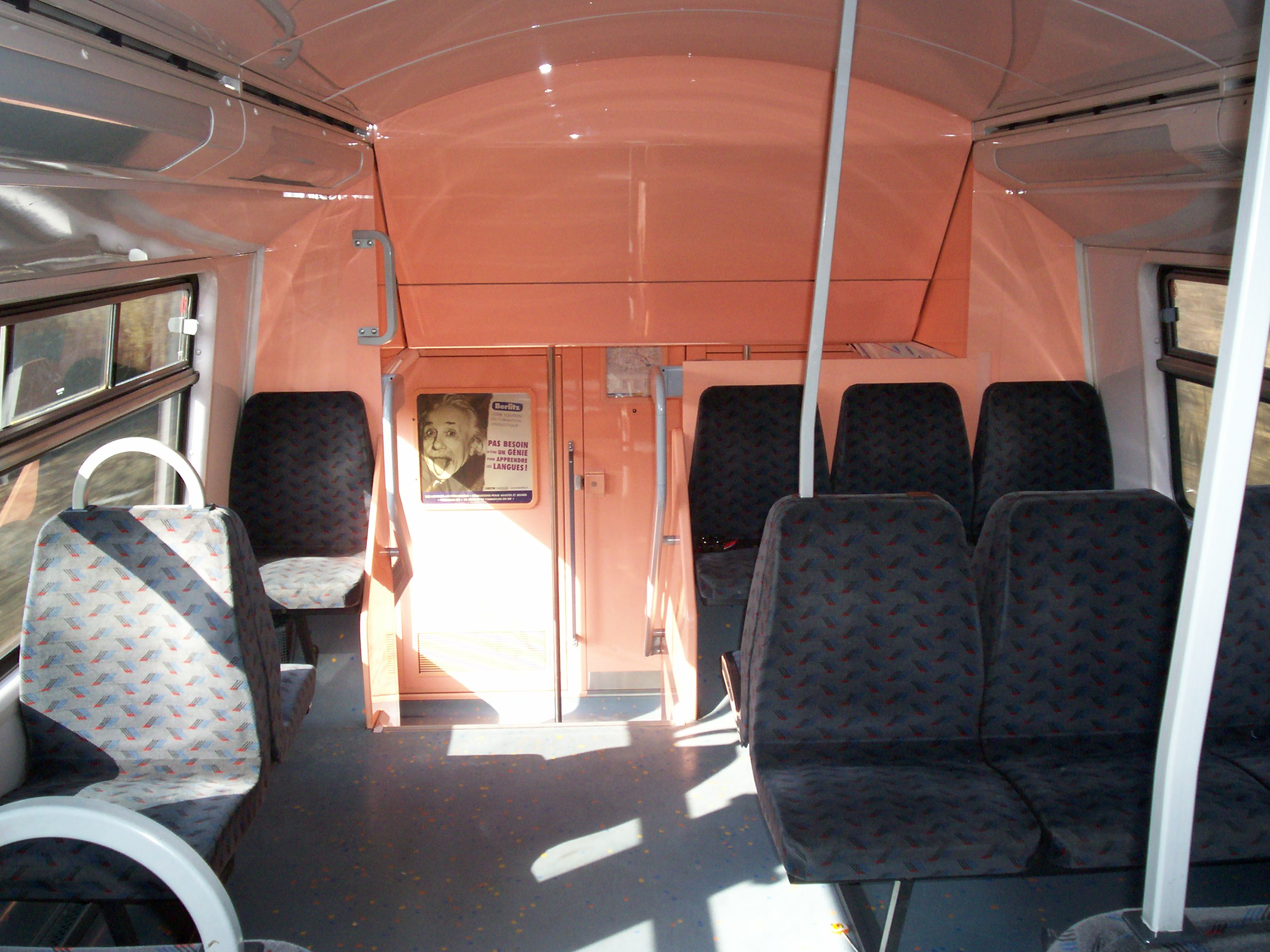
Second étage d'une voiture.
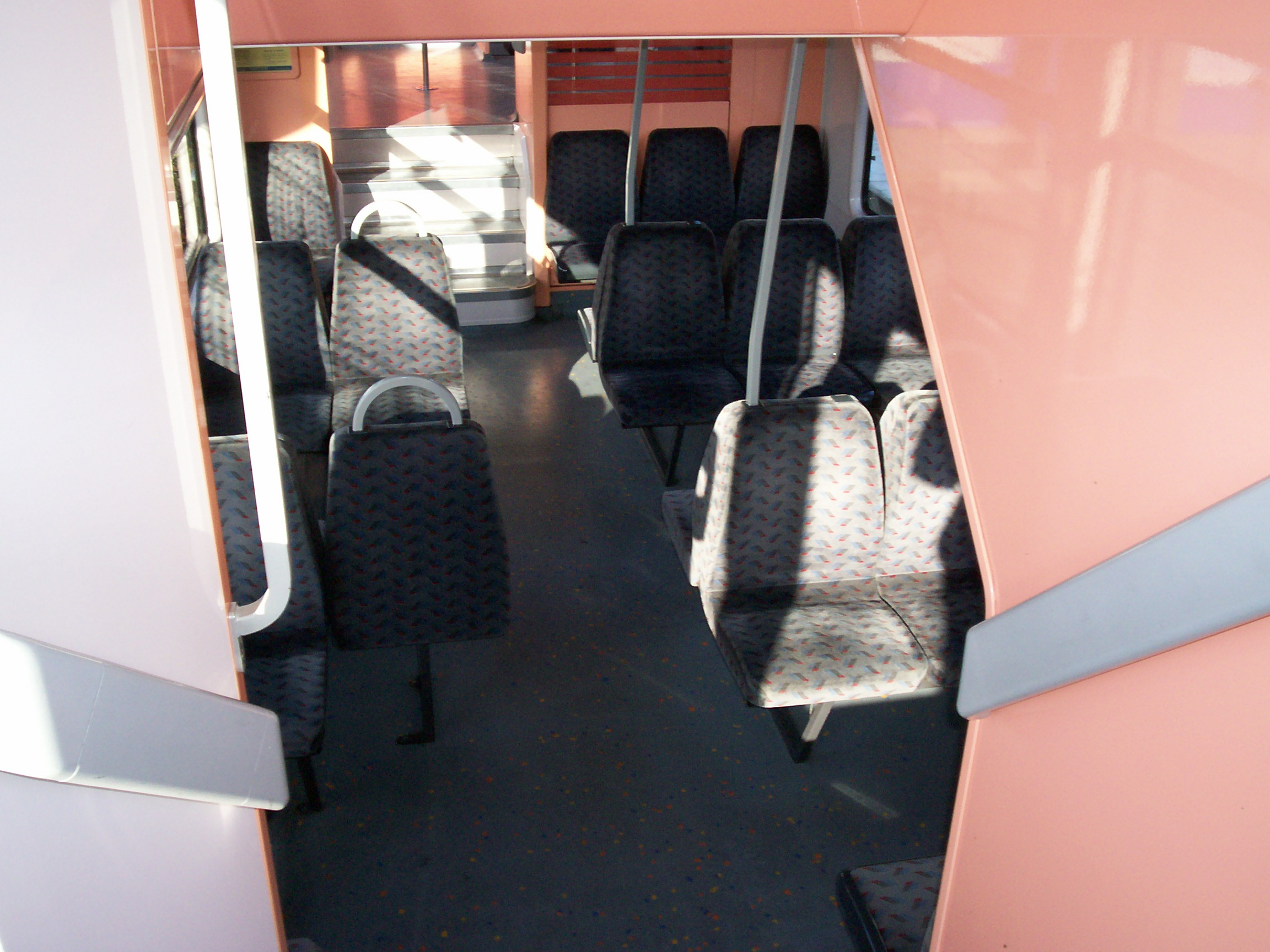
Vue d'une salle basse.
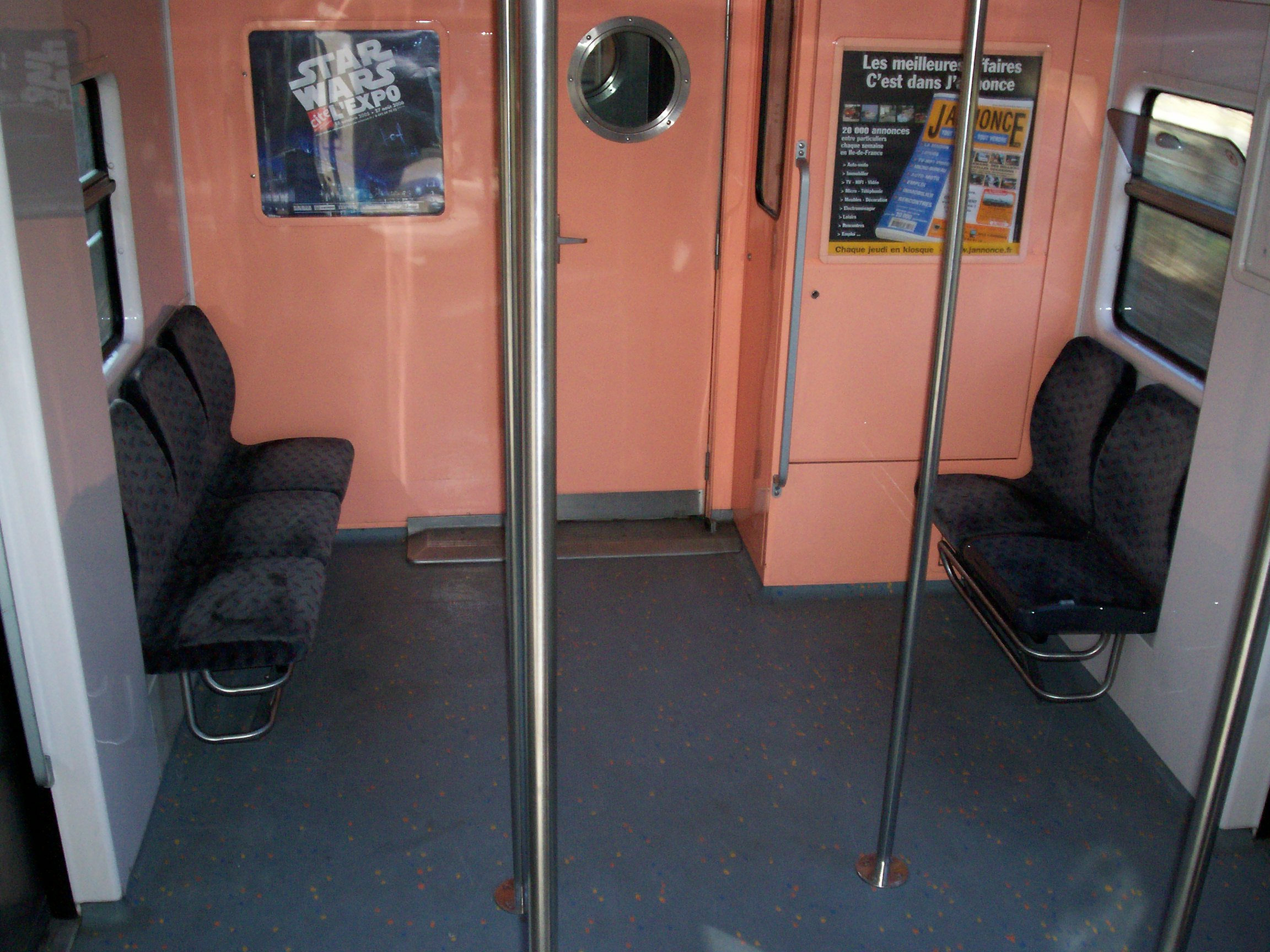
Vue de la plate-forme d'extrémité de la voiture centrale.

Or, en 1996, compte tenu que la ligne n'était pas encore ouverte, les travaux ayant pris du retard, et que la branche vers le Plant-Champigny a été abandonnée, les rames livrées restent sans utilisation réelle alors que la période de garantie du constructeur a débuté (les rames ayant été reçues). La SNCF décide par conséquent de les mettre en service voyageurs de manière à détecter le plus rapidement possible d’éventuels défauts ou problèmes : c'est l’origine du détachement d’éléments vers Paris-Saint-Lazare.

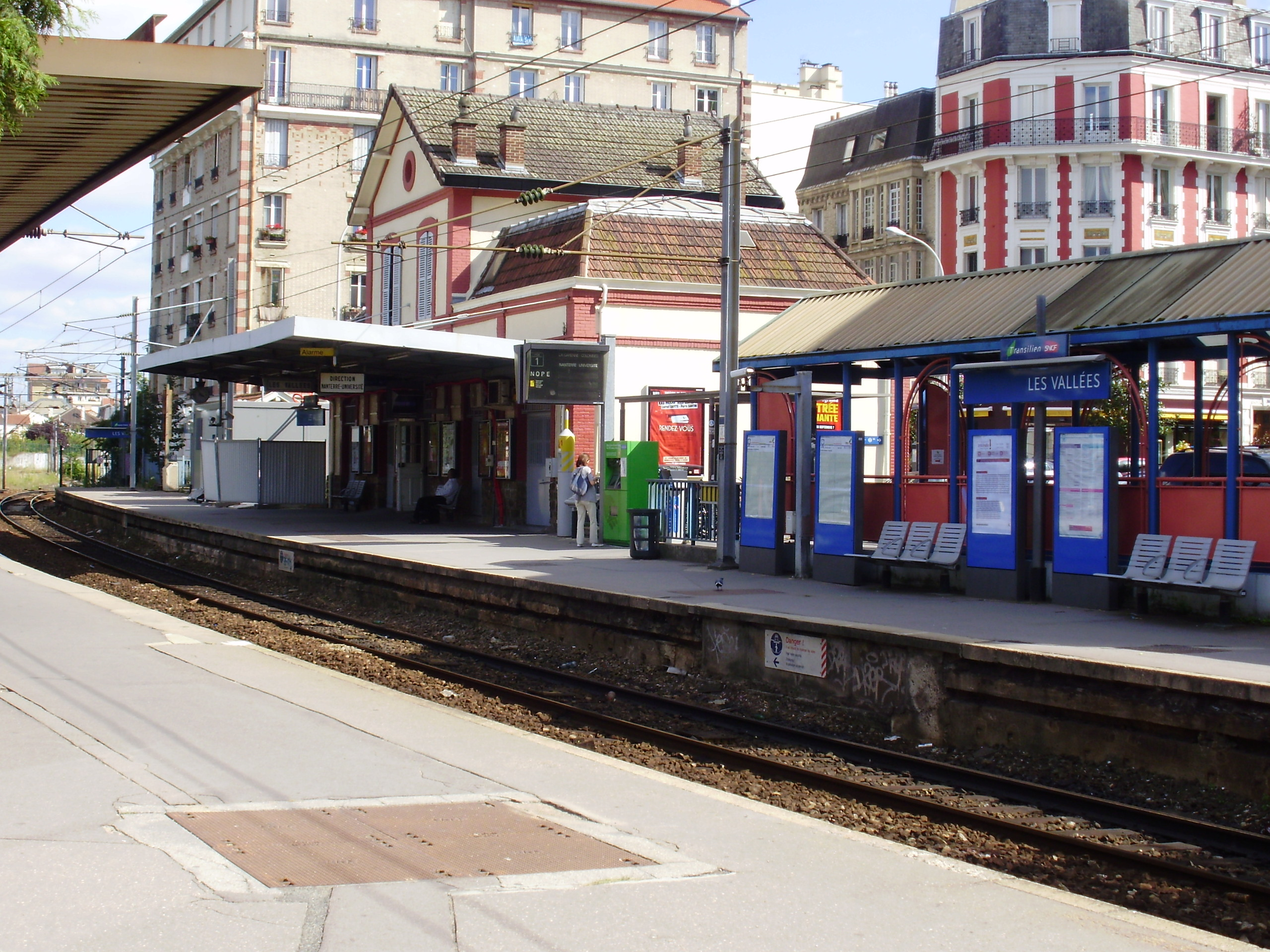
Les quais hauts de la gare des Vallées, gare située sur la liaison Paris - Nanterre, en août 2010.

Ainsi, à partir du 29 novembre 1998, douze rames effectuent des navettes entre Paris-Saint-Lazare et Nanterre-Université, relation desservant des gares équipées de quais hauts. Ces rames avaient leur composition réduite à quatre caisses (au lieu des cinq de base), de manière à s'adapter à la faible longueur des quais. Cette adaptation leur permettait de circuler si nécessaire en unité multiple, c'est-à-dire avec deux éléments couplés ensemble. Le reste des rames effectuait pendant ce temps, des tours d'essais en service commercial sur les futures relations RER, en composition normale, au départ de la gare de l'Est, le tunnel parisien n'ayant pas encore été livré.
Le 14 juillet 1999, Eole est partiellement mise en service, ne reliant encore qu'Haussmann - Saint-Lazare à Chelles - Gournay. D'ailleurs, à l'occasion de l'inauguration de la ligne, plusieurs rames bénéficièrent d'un pelliculage spécial dont la rame 09E. Afin de permettre la mise en service de la seconde branche, le 30 août 1999, la majorité des rames en détachement doivent revenir. Il ne reste alors que cinq rames détachées.
Dès lors, pour faciliter la gestion du parc, toutes les rames, anciennement ou encore détachées, eurent leur composition portée à cinq caisses comme leurs sœurs, ce qui rendit les circulations en unité multiple impossibles sur Saint-Lazare. Les rames détachées pouvaient revenir sur la ligne RER et inversement, sans devoir rajouter une caisse.
Entre début 2001 et décembre 2003, les rames 04E, 10E, 28E, 29E et 52E assurèrent des services sur Saint-Lazare.
Le 14 décembre 2003, à l'occasion de la mise en service de la branche Tournan, le détachement prit définitivement fin. D'ailleurs, à cette occasion, jusqu'en janvier 2004, les rames 09E et 47E bénéficièrent à leur tour, d'un pelliculage spécial. Le détachement des rames MI 2N à Paris-Saint-Lazare s’acheva également grâce à la réception d’éléments Z 20900 à quatre caisses. La présence de ces rames MI 2N permit de rénover à un rythme élevé, les rames Z 6400 à Saint-Pierre-des-Corps. Depuis le prolongement de la ligne, l'ensemble des rames détachées sont revenues.

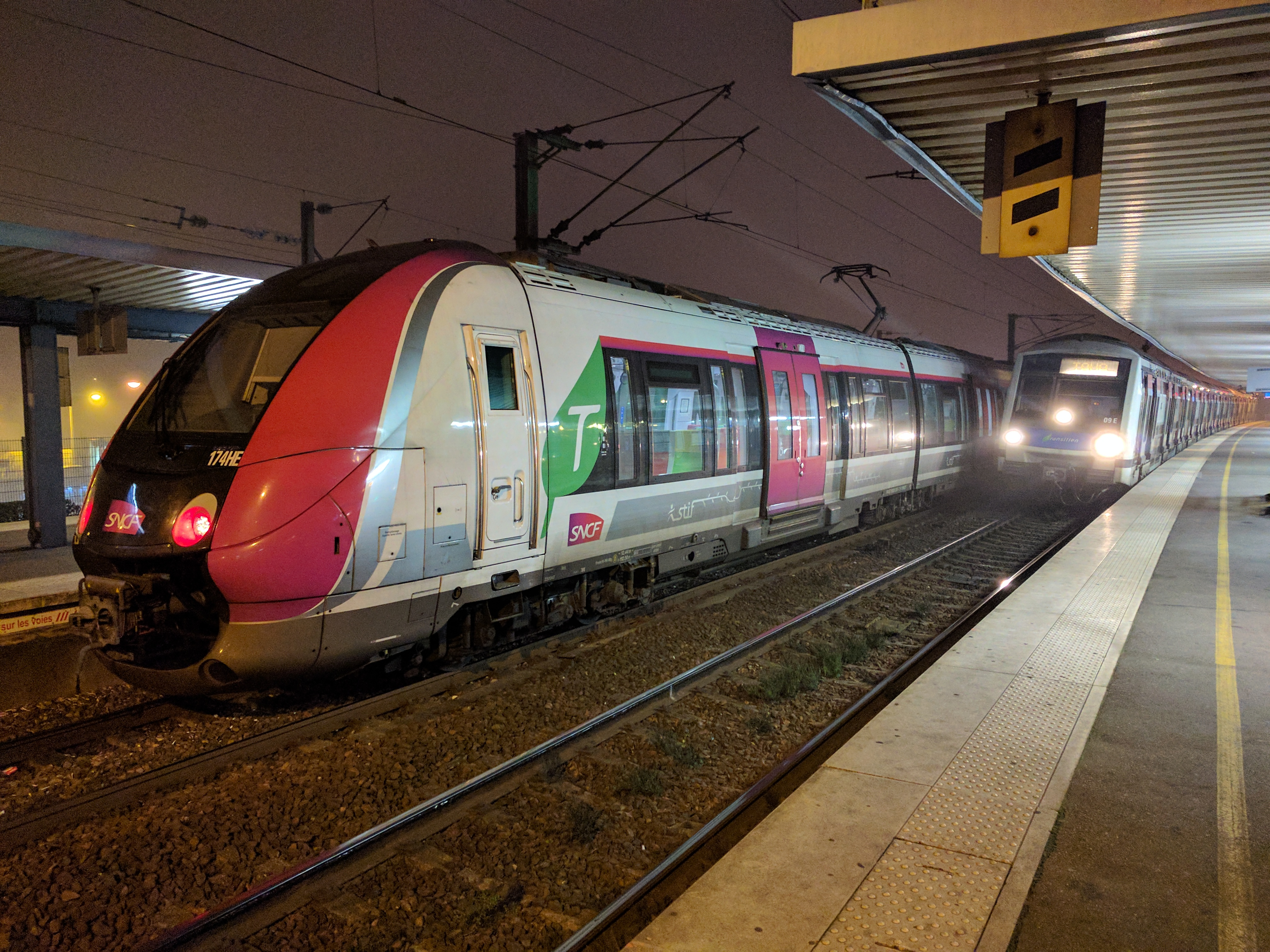
Une rame Z 50000 en livrée Carmillon croisant une rame Z 22500 en gare de Villiers-sur-Marne - Le Plessis-Trévise, en décembre 2016.

Le 13 décembre 2015, à l'occasion du lancement du service annuel SNCF 2016 marqué par l'ouverture de la gare parisienne Rosa-Parks, débute l'exploitation de quelques rames de type Francilien (Z 50000), rames à un seul niveau, en complément des rames à deux niveaux, principalement entre Haussmann et Villiers-sur-Marne. Ces nouvelles rames doivent permettre d'offrir davantage de trains longs aux heures de pointe, d'après la SNCF.

Sélection de vues de l'intérieur d'une rame Z 50000
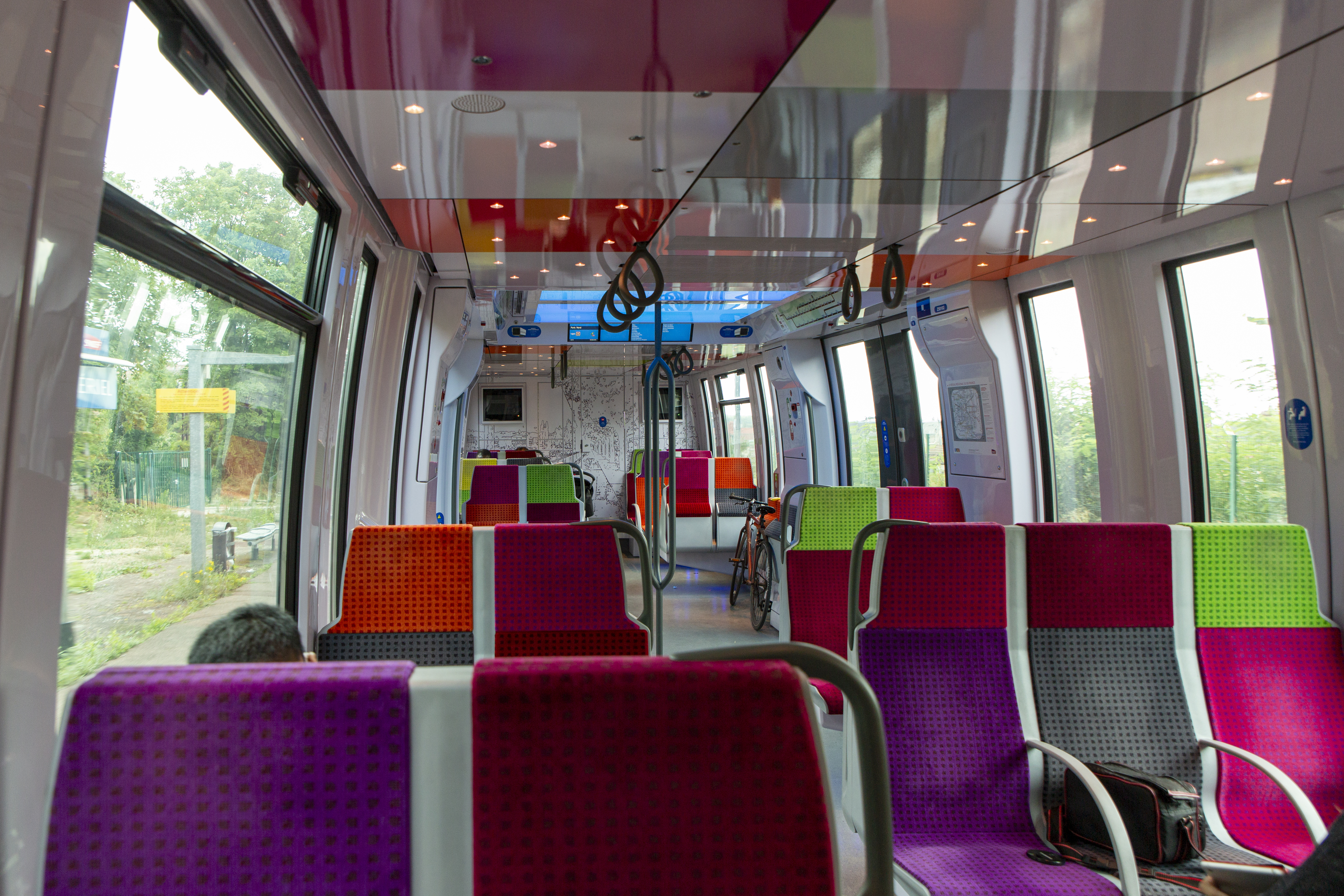
Salle.
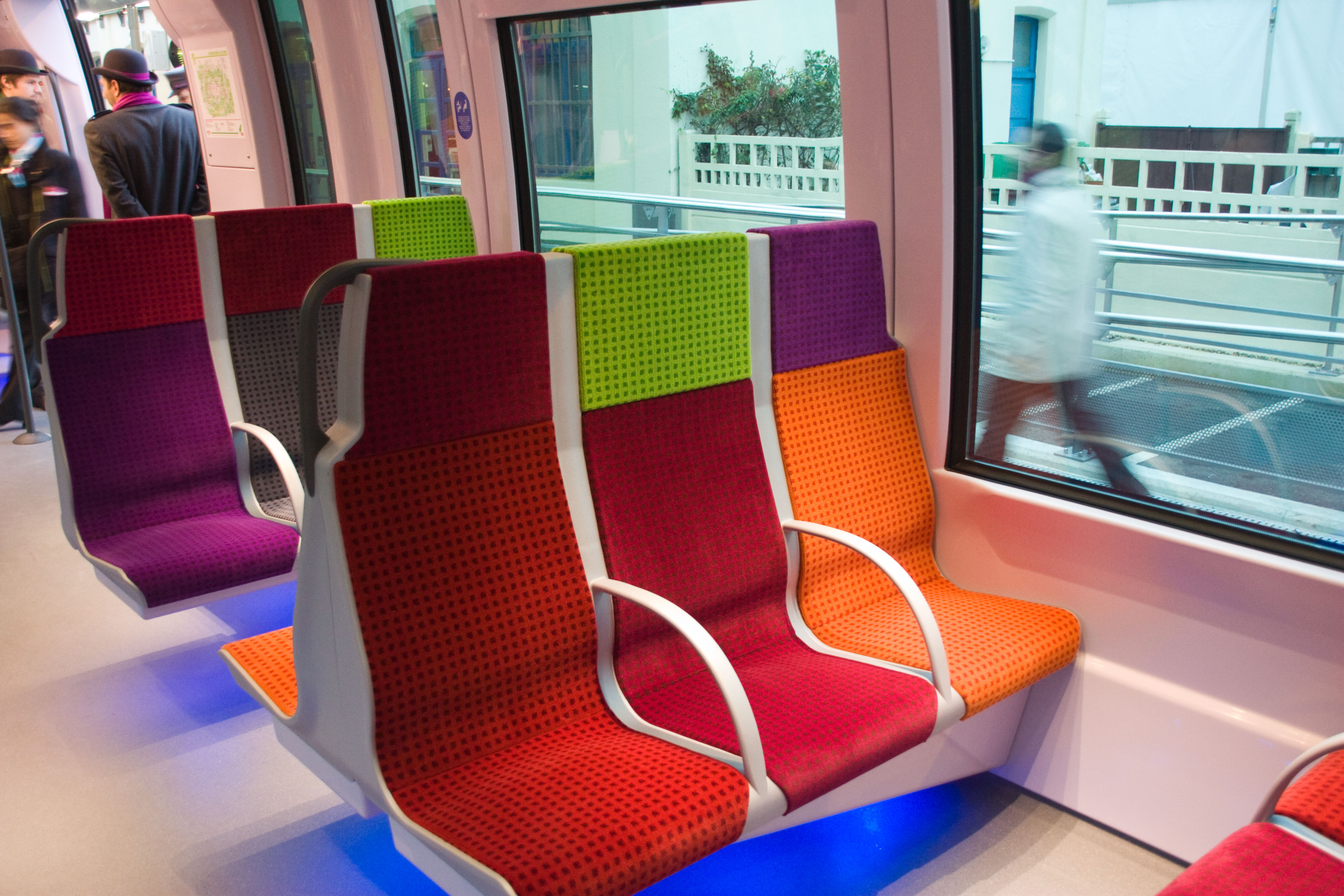
Sièges avec accoudoirs.
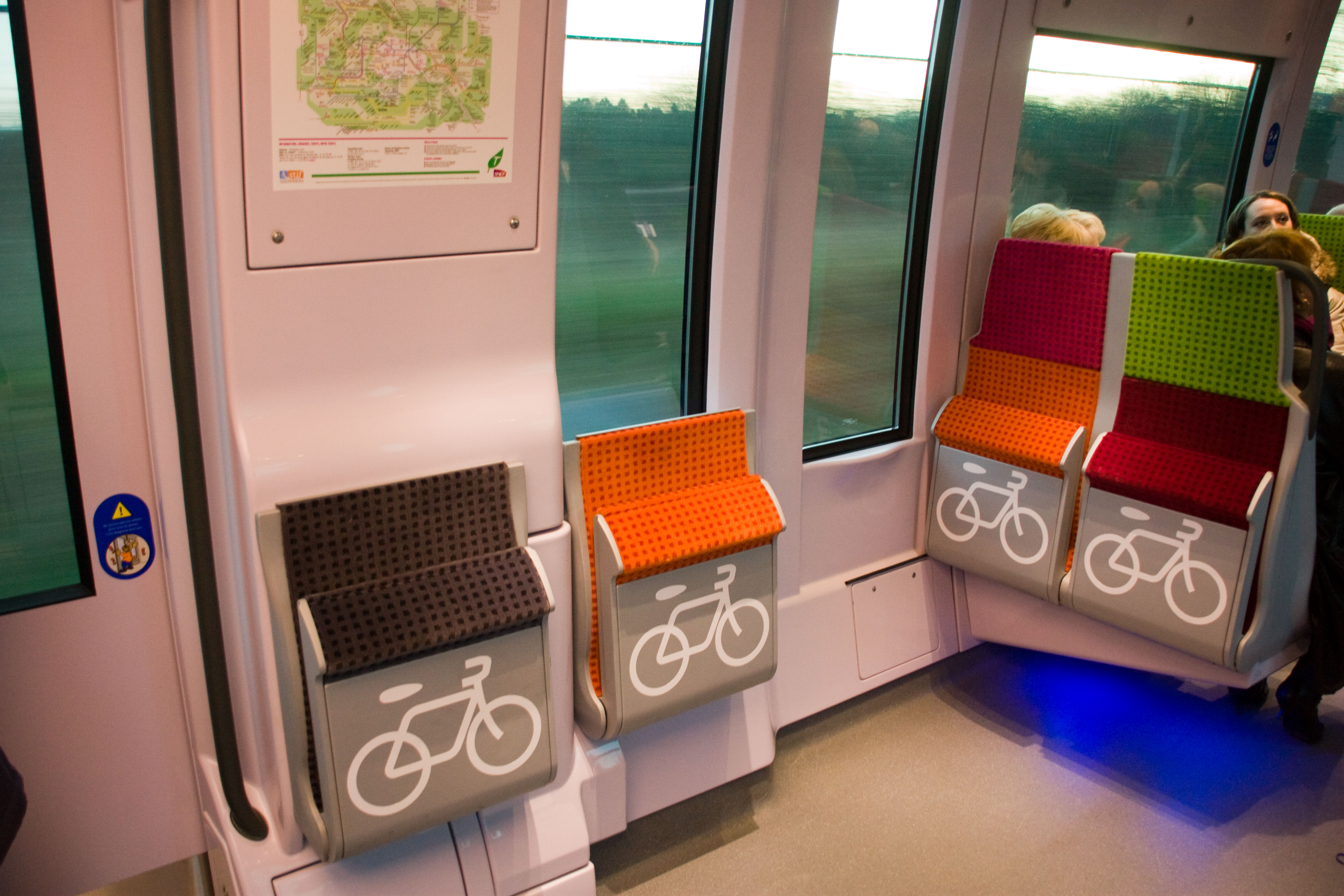
Sièges à assise relevable.

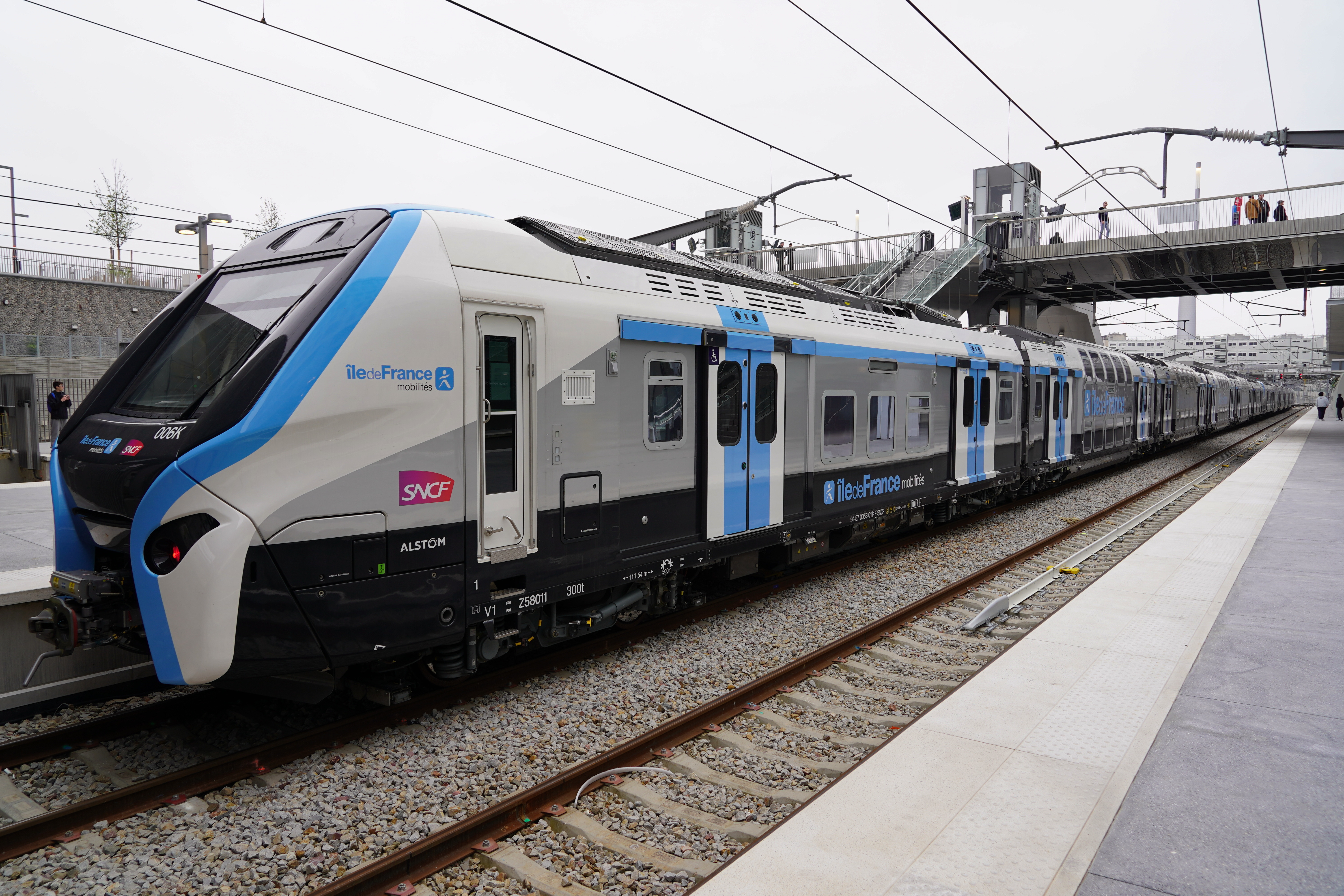
Une rame Z 58000 en gare de Nanterre - La Folie, en mai 2024.

Depuis le 13 novembre 2023, les rames RER NG (Z 58000) sont progressivement mises en service sur la ligne E du RER en prévision de son prolongement jusqu'à Nanterre-La Folie et Mantes-la-Jolie afin d'augmenter la capacité de la ligne.

Sélection de vues de l'intérieur d'une rame Z 58000
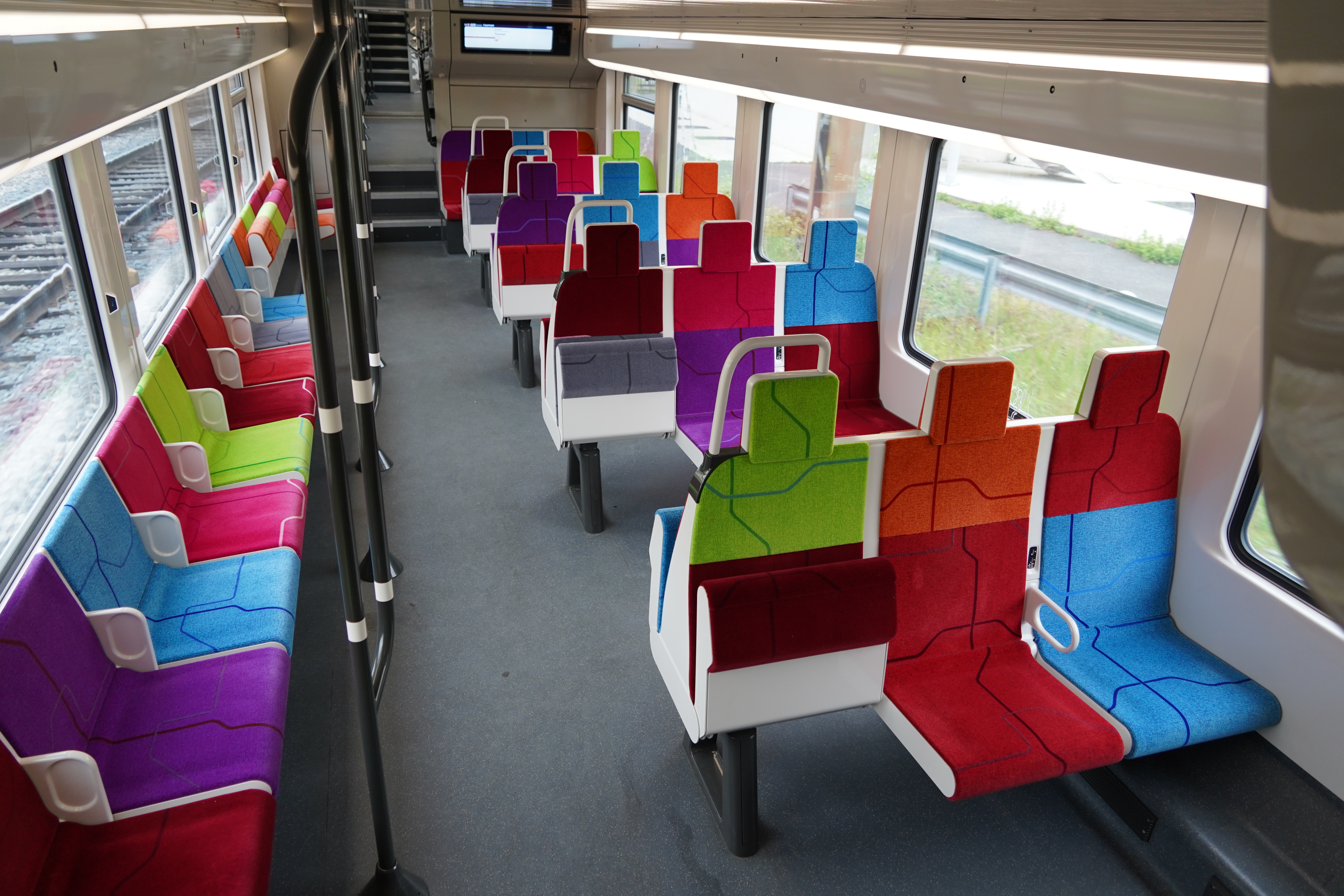
Salle basse.
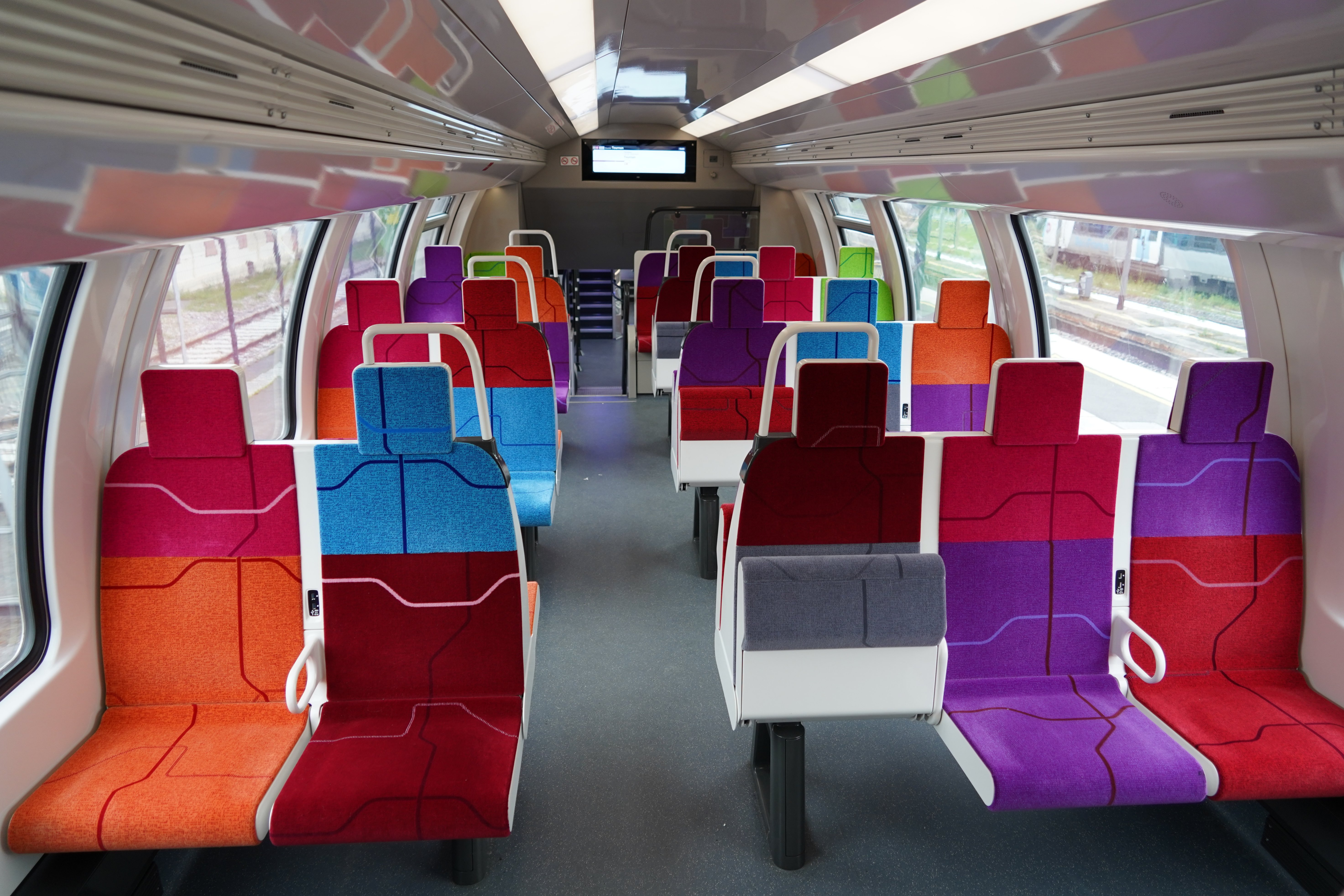
Salle haute.
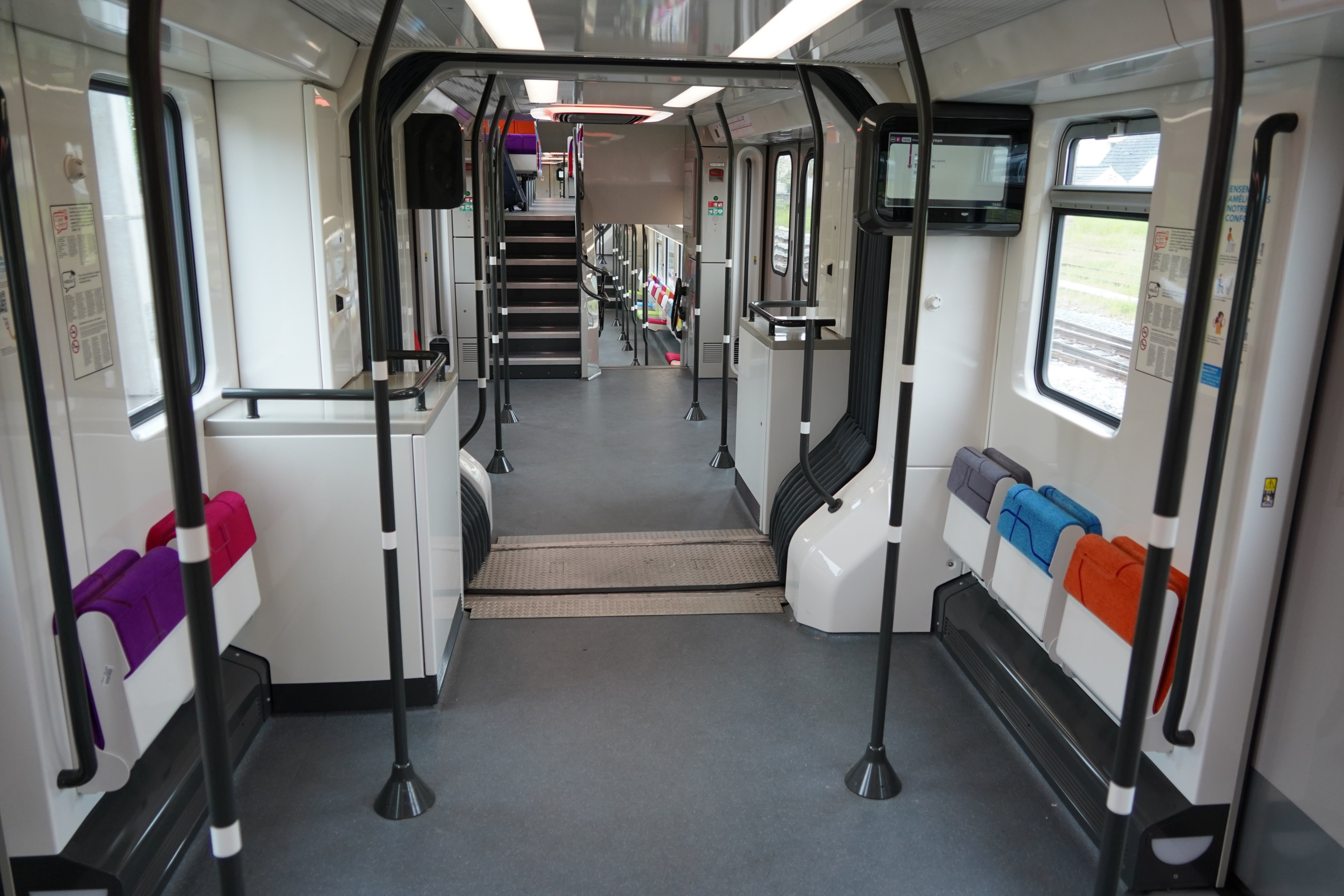
Intercirculation entre deux voitures.

### Ateliers
Le matériel roulant de la ligne E est entretenu au sein des ateliers du technicentre de Paris-Est, situé à Noisy-le-Sec en Seine-Saint-Denis, rénovés à l'occasion de la création de la ligne.
Il assure aujourd'hui la maintenance de l'ensemble des rames de la ligne Eole, ainsi que celle des autres rames du réseau Transilien de Paris-Est : les vingt-huit rames Z 20500, les trente rames inox de banlieue (RIB) de la ligne P (jusqu'en 2021, avant le départ à la retraite de ces dernières rames), les quinze tram-trains U 22500 de la ligne T4, les quinze tram-trains U 53600 de la ligne T11 et les quinze tram-trains U 53700 de la ligne T4.
Le site de maintenance dispose d'un atelier de visite de 210 mètres de long sur 90 mètres de large équipé de dix voies spécialisées : une dans le levage simultané, une autre dans la dépose d'organes, deux dans le nettoyage, deux autres sur fosse affectées au tram-train et quatre dernières également sur fosse pour les autres matériels roulants. L'atelier dispose également de nacelles élévatrices mobiles ainsi que de ponts roulants. Il dispose également d'un faisceau extérieur sur lequel sont assurées les opérations de courte durée (dépannage) et de nettoyage. Il est composé de dix-neuf voies, chacune longue de 245 mètres : cinq voies sont sur fosse avec un accès aux toitures des trains et quatorze voies sur terre plein dont quatre équipées de quais.

### Personnel d'exploitation

#### Agents de conduite
Les agents de conduite ne sont pas uniquement affectés à la ligne E. En effet, les conducteurs de la ligne, dépendant de la région Paris-Est, peuvent ainsi également assurer les trains de la ligne P, par exemple.
Leurs dépôts d'attache sont situés à Nanterre-La Folie, Paris-Est, Noisy-le-Sec, Vaires - Torcy et Gretz-Armainvilliers.

#### Gestion de la ligne

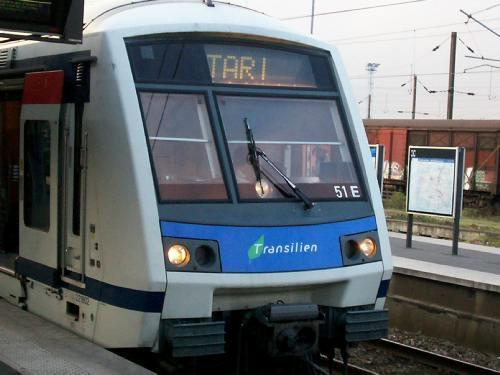
Le COT peut décider de modifier la desserte d'un train si cela est nécessaire. Ici, un train a été rendu exceptionnellement omnibus pour Tournan (code TARI), en gare de Noisy-le-Sec, en 2007.

La gestion opérationnelle de la ligne E est assurée par les agents du centre opérationnel Transilien (COT) des lignes E et P. Il a pour objectif d'assurer l'exécution du plan de transport des lignes E du RER et P, en prenant si nécessaire les mesures visant à optimiser la gestion des moyens tant en matériel (trains) qu'en personnel (agents de conduite…), que ce soit en situation normale comme en situation perturbée. Le plan de transport transcrit les souhaits exprimés par Île-de-France mobilités, l'autorité organisatrice des transports en Île-de-France en termes d'horaires, de dessertes des trains… et détermine entre autres la composition des trains (train court ou long). Le COT gère également les perturbations qu'elles soient d'origine interne à la SNCF (train en panne, train avarié…) ou d'origine externe (tirages de signaux d'alarme abusifs, vandalisme, agression, obstruction de la fermeture des portes, intempéries, accident de personne…), quitte à adapter le plan de transport afin de permettre un retour à la normale du trafic, le plus rapidement possible et dans les meilleures conditions, en supprimant le minimum de trains et en tentant de réduire les retards. Il est également chargé de communiquer à la clientèle, les informations concernant l'état du trafic et, si nécessaire, ses conséquences sur le plan de transport (trains retardés, supprimés, mise en place de bus de remplacement), afin de pouvoir lui offrir la meilleure qualité de service possible.
En 2022, un centre de commandement unifié (CCU) du RER E et la commande centralisée du réseau de Paris-Est, ainsi qu'une nouvelle sous-station électrique ont été mis en service à proximité de la gare de Pantin pour succéder au COT.

#### Circulation des trains

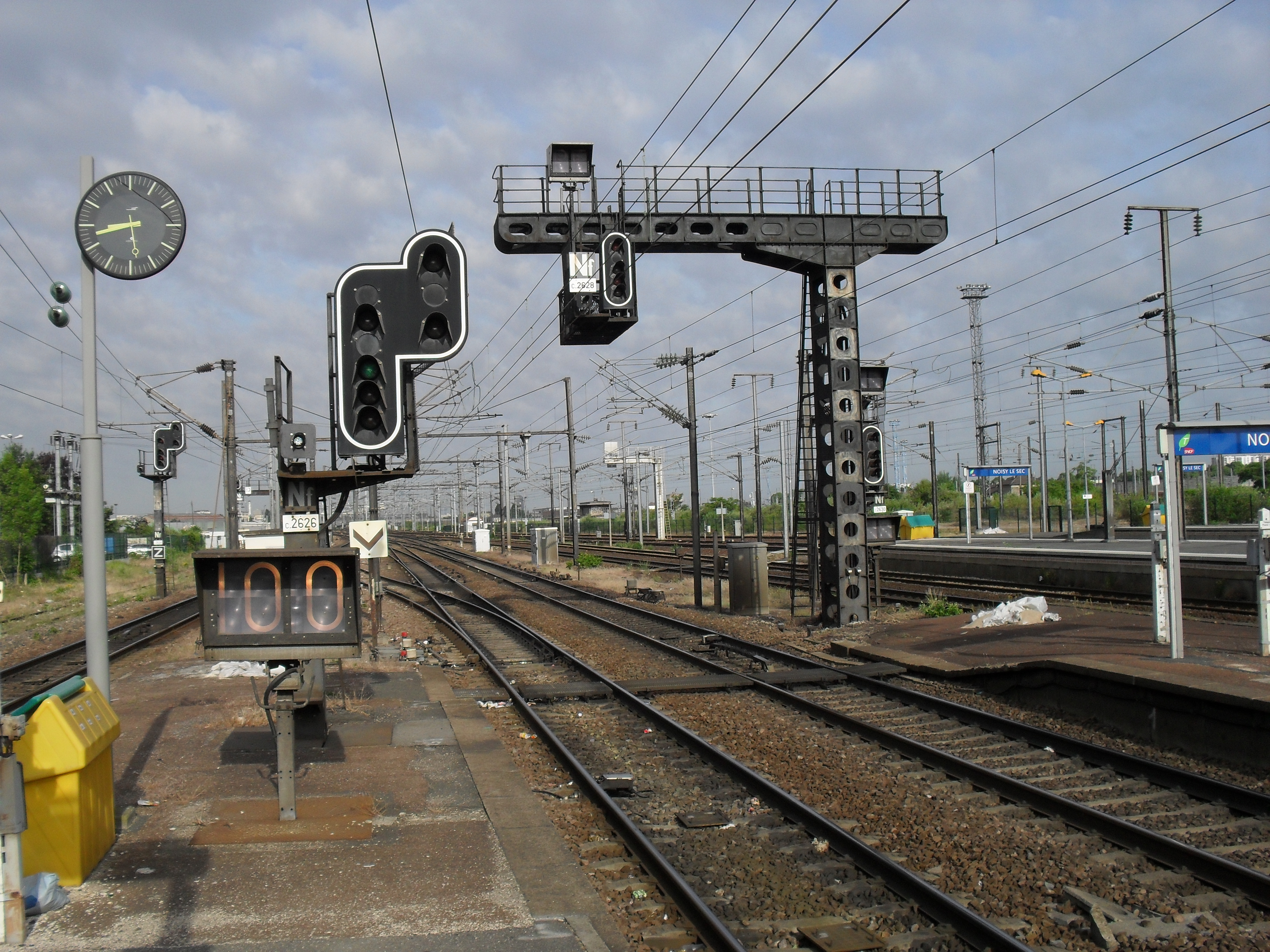
La signalisation ferroviaire, en gare de Noisy-le-Sec, en mai 2011.

La circulation des trains proprement dite est gérée par les régulateurs du centre opérationnel de gestion des circulations (COGC) de Paris-Est.
Les COGC contrôlent des secteurs de circulation et des postes d'aiguillage, de technologie très variée, du poste mécanique des années 1930 au poste d'aiguillage à relais à commande informatique (PRCI). Ils dépendent de la branche SNCF Infra, et sont chargés de l'exploitation de l'ensemble des circulations ferroviaires qu'elles soient SNCF (TER, Transilien, Fret…) ou d'autres entreprises ferroviaires, tout en garantissant un accès équitable à toutes ces activités et entreprises, pour le compte de Réseau ferré de France (RFF), propriétaire des voies du réseau ferré national depuis 1997.
Le COT des lignes E et P est ainsi un des « clients » du COGC de Paris-Est, au même titre que le sont les centres de gestion du TER Grand Est, de la LGV Est européenne…
En 2025, Alstom décide de ne plus équiper la ligne du système ATS. De plus, le projet d'extension à l'ouest jusqu'à Mantes-la-Jolie initialement prévu pour fin 2026 est repoussé jusqu'en 2029.

### Points noirs de la ligne
La gare de Magenta possède, depuis l'origine, quatre voies à quai dont deux voies intérieures d'où le retournement des trains vers la banlieue Est est possible sans occasionner de cisaillement. Toutefois, l'absence d'escalier entre les deux quais du côté du pôle Saint-Denis limite cette possibilité de retournement à la seule voie paire.

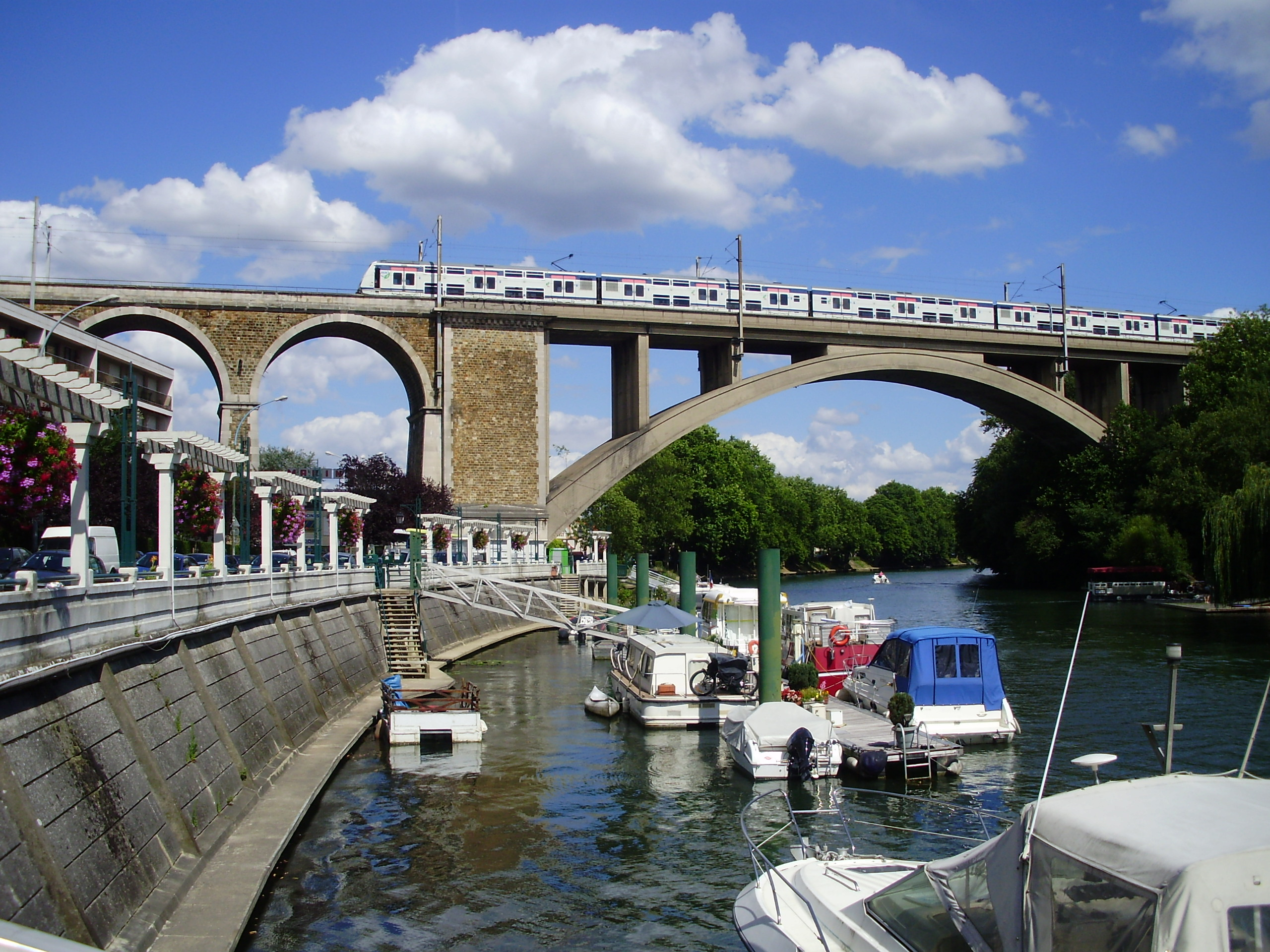
Le viaduc de Nogent - Le Perreux, en juillet 2010. Commun avec la Grande Ceinture, ce viaduc est long de 463 mètres et permet de franchir la vallée de la Marne. Seulement doté de deux voies, il est aujourd'hui saturé.

Enfin, après Nogent - Le Perreux, la ligne Paris – Mulhouse, que les trains de la branche Tournan empruntent, passe de quatre à deux voies. Par conséquent, toutes les circulations empruntent les mêmes voies, posant de ce fait des problèmes de saturation. En effet, la ligne de Mulhouse reçoit de nombreux trains en plus de ceux du RER E : les trains de la ligne P du Transilien en direction de Provins et de Coulommiers, les trains de voyageurs (TER Grand Est) et les trains de marchandises. D'ailleurs, la création de la branche vers Le Plant-Champigny a été abandonnée entre autres pour cette raison. Néanmoins, la ligne est plus loin dotée de quatre voies sur un court tronçon afin de permettre des dépassements, entre les gares d'Émerainville - Pontault-Combault et de Roissy-en-Brie.
Cependant, malgré le besoin apparent de deux voies supplémentaires, la réalisation du projet est retardée à cause de son coût et des nombreuses expropriations qui seraient nécessaires à sa réalisation. Toutefois, depuis 2007, les liaisons à grande vitesse en direction de Strasbourg (TGV Est) allègent fortement la croissance du trafic, la capacité résiduelle étant toute dévolue à l'Île-de-France et à la Champagne-Ardenne. Ce phénomène s'est intensifié dès la fin de l'année 2011 avec la mise en service du TGV Rhin-Rhône.
Depuis le printemps 2014, la détérioration du service, en raison de la vétusté de l'infrastructure et du vieillissement prématuré du matériel roulant, amène des incidents matériels et des retards quasi-quotidiens provoquant le mécontentement des usagers.

### Tarification et financement
La tarification de la ligne est identique à celle en vigueur sur les réseaux RER et Transilien. Un ticket « métro-train-RER », qui remplace les ticket t+ et le billet origine-destination au 1er janvier 2025, permet un trajet simple quelle que soit la distance, avec une ou plusieurs correspondances possibles avec les autres lignes de métro, de Transilien ou de RER pendant une durée maximale de 2 h entre la première et dernière validation. En revanche, un ticket « métro-train-RER » ne permet pas d'emprunter les bus et les tramways, à l'exception des lignes « Tram Express » à titre temporaire.
Cependant, les tarifs fixés par Île-de-France Mobilités se limitent à l'Île-de-France et ne s'appliquent pas aux relations avec les gares situées dans les régions voisines, les voyageurs devant ainsi s'acquitter d'un titre de transport TER pour accéder aux gares « hors zones » situées dans les régions Centre-Val de Loire, Hauts-de-France et Normandie.
Le financement du fonctionnement de la ligne (entretien, matériel et charges de personnel) est assuré par l'exploitant, RATP ou SNCF selon les lignes. Cependant, les tarifs des billets et abonnements dont le montant est limité par décision politique ne couvrent pas les frais réels de transport. Le manque à gagner est compensé par l'autorité organisatrice, Île-de-France Mobilités, présidée depuis 2005 par le président du conseil régional d'Île-de-France et composé d'élus locaux. Elle définit les conditions générales d'exploitation ainsi que la durée et la fréquence des services. L'équilibre financier du fonctionnement est assuré par une dotation globale annuelle aux transporteurs de la région grâce au versement mobilité payé par les entreprises et aux contributions des collectivités locales.

## Projets

Plan général de la ligne après prolongement à l'ouest.

### Offre de correspondances

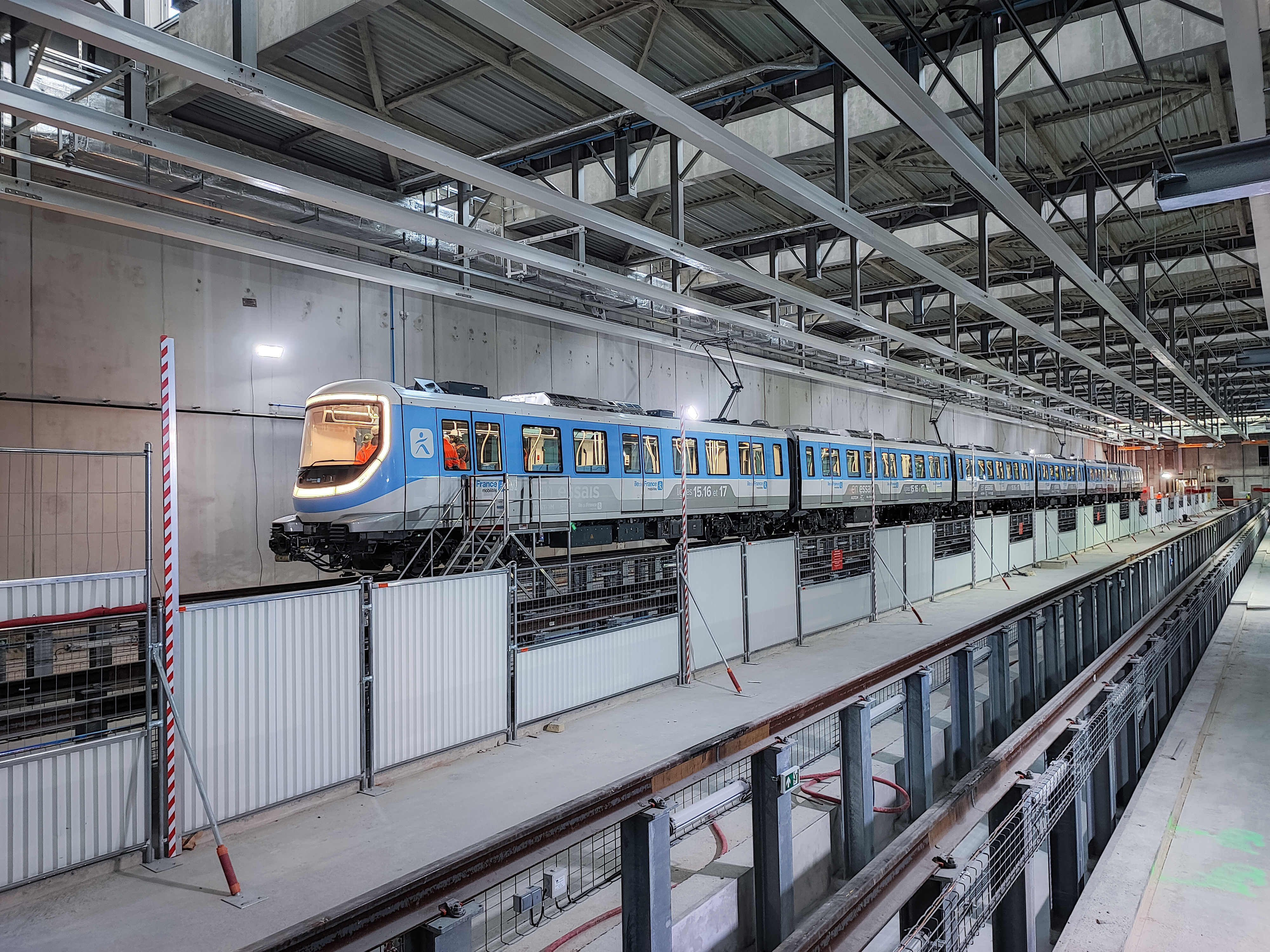
Une rame de la future métro 15, le jour de son premier roulage sur le site de maintenance et de remisage de Champigny-sur-Marne, en novembre 2023.

Les années à venir seront principalement marquées par le prolongement de la ligne à Mantes-la-Jolie via La Défense et Nanterre. De plus, le RER E offrira prochainement de nouvelles correspondances avec :
- le T11 qui est mis en service en juillet 2017, entre Épinay-sur-Seine et Le Bourget[93],[94], mais reste dans l'attente d'un prolongement vers Sartrouville et Noisy-le-Sec, pour y offrir alors une correspondance avec le RER E ;
- la ligne 1 du métro, à Val de Fontenay, lorsqu'elle sera prolongée depuis son terminus actuel de Château de Vincennes, extension qui est envisagée au-delà de 2030[95] ;
- la ligne 15 du métro dans les gares de Bondy, Val de Fontenay, Nogent - Le Perreux et de Rosny-Bois-Perrier, mais aussi de la Défense et de Nanterre-La Folie à l'horizon 2030[96],[97] ;
- la ligne 16 du métro à la gare de Chelles - Gournay en 2028 ;
- la ligne T8 (Porte de Paris – Villetaneuse-Université / Épinay-Orgemont) après son prolongement depuis la station de métro Saint-Denis - Porte de Paris jusqu'à la gare Rosa-Parks, afin d'être en correspondance avec le tronc commun de la ligne ainsi qu'avec le T3b[59]. Le T8 est mis en service au 3e trimestre 2014[98], mais le prolongement jusqu'à la gare Rosa-Parks, qui conditionne la connexion avec le RER E, n'est prévu qu'à l'horizon 2031[99].

### Schéma de secteur
Dans le cadre du nouveau Plan de déplacements urbains d'Île-de-France (PDUIF), le STIF a demandé à Réseau ferré de France (RFF) et à la SNCF d’engager un schéma de secteur sur le réseau Est, comprenant notamment le RER E, permettant d'étudier et de comparer des investissements d'amélioration de la régularité et de la capacité du réseau, pour mieux répondre aux besoins des usagers. Les études du schéma de secteur permettront la réalisation du Schéma Directeur du réseau Est et du RER E au premier semestre 2014.
Pour améliorer les performances de la ligne, il propose à court terme la réalisation des opérations suivantes :
- le redécoupage des sections élémentaires de caténaire entre les gares de Noisy, Bondy et Rosny ;
- la fiabilisation des centres de réchauffage d’aiguilles sur Noisy-le-Sec et Gare de l’Est ;
- la fiabilisation du feeder d'Avron-Les Boullereaux ;
- les compléments d'équipements en télésurveillance sur le RER E ;
- l'installation de  cordons inox sur les rails de la voie C, origine de l’itinéraire d’entrée vers la voie A à Nogent-le-Perreux ainsi que sur la sortie vers Val-de-Fontenay.

Une étude complémentaire demandée par le STIF a porté sur la modification des installations de réception des RER E à Haussmann - Saint-Lazare, notamment dans la perspective de la mise en service de la nouvelle gare Rosa-Parks.
De plus, il envisage la réalisation des mesures à moyen et à long terme ci-après.

#### Mesures à moyen terme

##### Gare de Villiers - Champigny - Bry
Une nouvelle gare sur le RER E sera ouverte en 2030, entre les gares des Boullereaux-Champigny et de Villiers-sur-Marne - Le Plessis-Trévise, pour assurer la correspondance avec le tronçon sud de la ligne 15 du Grand Paris Express.
Elle se situera au nord du chemin des Boutareines, près du pont par lequel le futur bus en site propre Altival franchira les voies du RER E,,. Les quais de la gare du Grand Paris Express seront à une profondeur de −21 m.
Implantée au sud de Bry-sur-Marne et de l’autoroute A4, sur le territoire de la commune de Villiers-sur-Marne, la gare RER desservira notamment le centre équestre, la zone d’activité des Maisons Rouges, la ZAC des Armoiries et celle des Boutareines. Les utilisateurs bénéficieront de nombreux commerces et services. Les études sur les infrastructures sont en cours pour une durée de 13-14 mois et bénéficient d’un financement. Ces études définiront la nature des travaux et le planning à respecter. L'implantation de la gare est un sujet compliqué car, à cet endroit, où de nombreux trains se croisent, il n’y a actuellement que deux voies (entre Les Boullereaux et Villiers – Le Plessis-Trévise). Une phase d’enquête publique suivra au cours de l’année 2014.
Les premières études réalisées par Réseau ferré de France (RFF) en lien avec la Société du Grand Paris (SGP) montrent que l'arrêt supplémentaire de tous les trains de la ligne, ainsi que le cas échéant de missions de la ligne P en gare impliquerait une mise à quatre voies entre Bry-Villiers-Champigny et Villiers-sur-Marne, pour un coût estimé à 200 millions d'euros aux conditions économiques de 2010, coût de construction du bâtiment voyageurs exclu. Les besoins en matériel roulant n'ont pas encore été évalués.
Le Syndicat des transports d'Île-de-France (STIF) a demandé que les études en cours prévoient les conditions d'un arrêt des deux missions de la ligne P (missions Coulommiers et Provins).
Cependant, en cas de prolongement des missions Villiers à Roissy-en-Brie, seule une troisième voie serait nécessaire entre la nouvelle gare de Villiers - Champigny - Bry et Villiers-sur-Marne, celle-ci se prolongeant jusqu'à Émerainville. Le coût des travaux serait alors divisé par deux, passant à 100 millions d'euros, coût de construction du bâtiment voyageurs exclu, aux conditions économiques de 2010.
La gare a fait l'objet d'une concertation en juin 2016, et son coût est évalué à 348 M€.
La construction de la gare est déclarée d'utilité publique le 18 décembre 2018, à la suite d'une enquête publique qui s'est déroulée du 4 juin au 6 juillet 2018.

##### Extension à l’ouest jusqu’à Mantes-la-Jolie

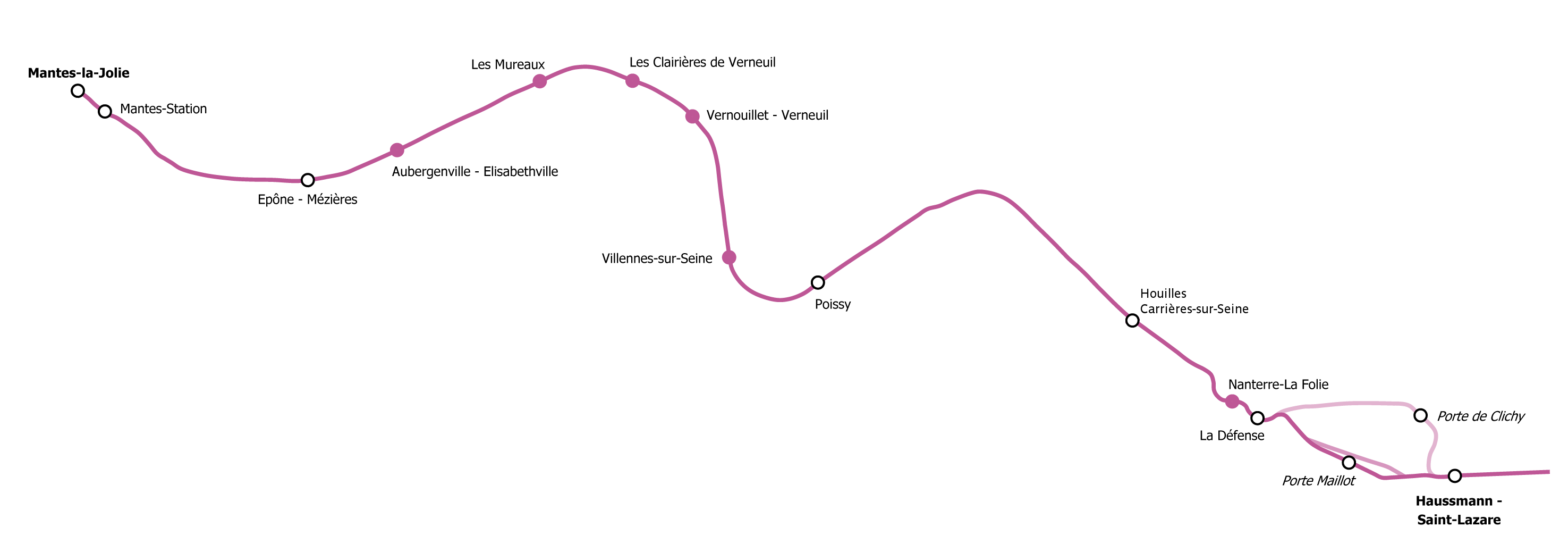
Le tracé prévu à l'ouest (dont une ancienne variante desservant Clichy est désormais abandonnée).

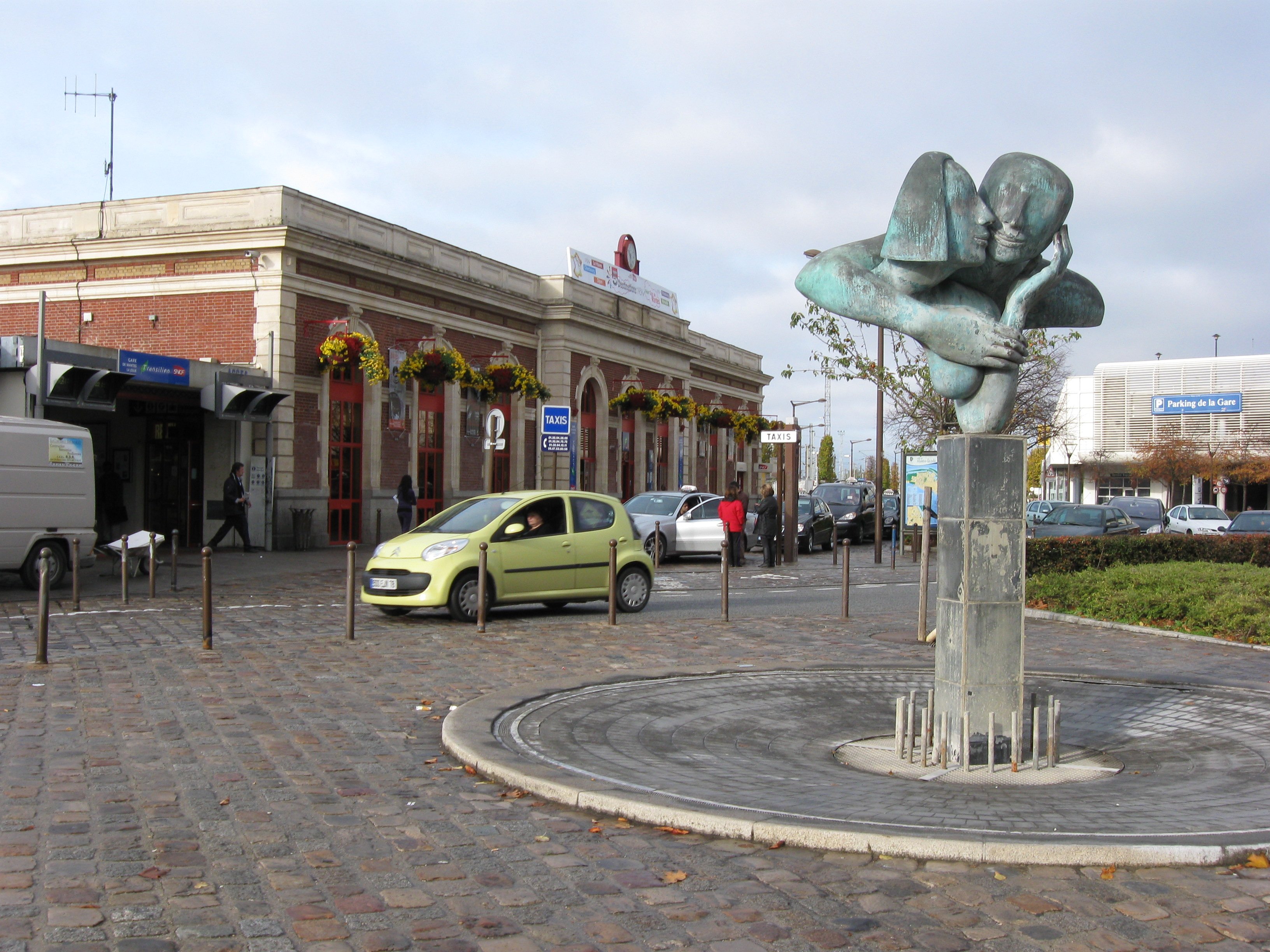
La gare de Mantes-la-Jolie, en novembre 2009.

Le projet consiste à prolonger la ligne RER de la gare de Nanterre-La Folie à la gare de Mantes-la-Jolie par étapes de début 2027 partiellement (quelques trains) à fin 2029 de manière complète (6 trains par heure en heures de pointe),.
Pour ce faire, la ligne empruntera les voies ferrées existantes de la ligne Paris - Le Havre et remplacera les trains de la ligne J (Paris-Saint-Lazare à Mantes-la-Jolie par Poissy) effectuant la liaison avec Mantes-la-Jolie par Poissy. Le raccordement de la voie nouvelle au réseau Saint-Lazare se fera à Nanterre par le biais d'un ouvrage d’art. La réalisation du projet impliquera également des aménagements des voies et des gares situées entre Poissy et Mantes-la-Jolie.
Le prolongement desservira dix gares à l'ouest de Nanterre.
Le projet de prolongement du RER E à l’ouest est conçu pour faciliter les déplacements quotidiens en Île-de-France et accroître les capacités de transport vers les pôles d’emploi parisiens, en particulier celui de La Défense. L'extension doit permettre d’améliorer la desserte de Seine-Aval, en régularité, temps de parcours et facilité d’accès aux principaux pôles d’emploi franciliens. Il doit également permettre une augmentation de l’offre de transport entre Poissy et Mantes-la-Jolie, et faciliter les migrations pendulaires des habitants de l’est francilien. L'extension doit aussi améliorer l’accès au pôle des gares Paris-Nord/Paris-Est ainsi qu’à l’aéroport de Roissy depuis la banlieue Ouest.
A cette occasion, un système d’exploitation sera mis en place afin de satisfaire aux objectifs de performance, à l’arrivée du nouveau matériel roulant.
Le coût global du projet d'Haussmann à Mantes-la-Jolie est estimé entre 2,2 et 2,8 milliards d’euros hors taxe. Cette estimation serait à compléter par des investissements liés et connexes au projet. À ce stade des réflexions, les financeurs potentiels sont l’État, la région Île-de-France et les départements concernés (notamment Paris au travers du Plan de mobilisation des transports).
L'exploitation de la ligne prévoit à cette échéance que les trains en provenance de l'ouest parisien arrivent à Magenta ou à Rosa-Parks (6 trains par heure). Ce schéma d'exploitation devrait minimiser les risques de propager les incidents d'exploitation sur l'ensemble de la ligne. Il permettra d'obtenir une bonne fréquence dans Paris avec 22 trains à l'heure en période de pointe entre La Folie et Magenta. Il a aussi pour avantage de ne pas nécessiter d'augmentation du nombre de trains à mettre en circulation sur les lignes en direction de Poissy et Mantes, qui sont saturées. L'inconvénient est de nécessiter une grosse infrastructure pour retourner les trains à La Folie (cinq voies de retournements à l'ouest de la gare).
Sur la ligne E, la réalisation du prolongement pourrait entraîner la création d'arrêts supplémentaires dans les gares de Pantin, Noisy-le-Sec et Rosny-Bois-Perrier.

##### Prolongement des missions Villiers à Roissy-en-Brie

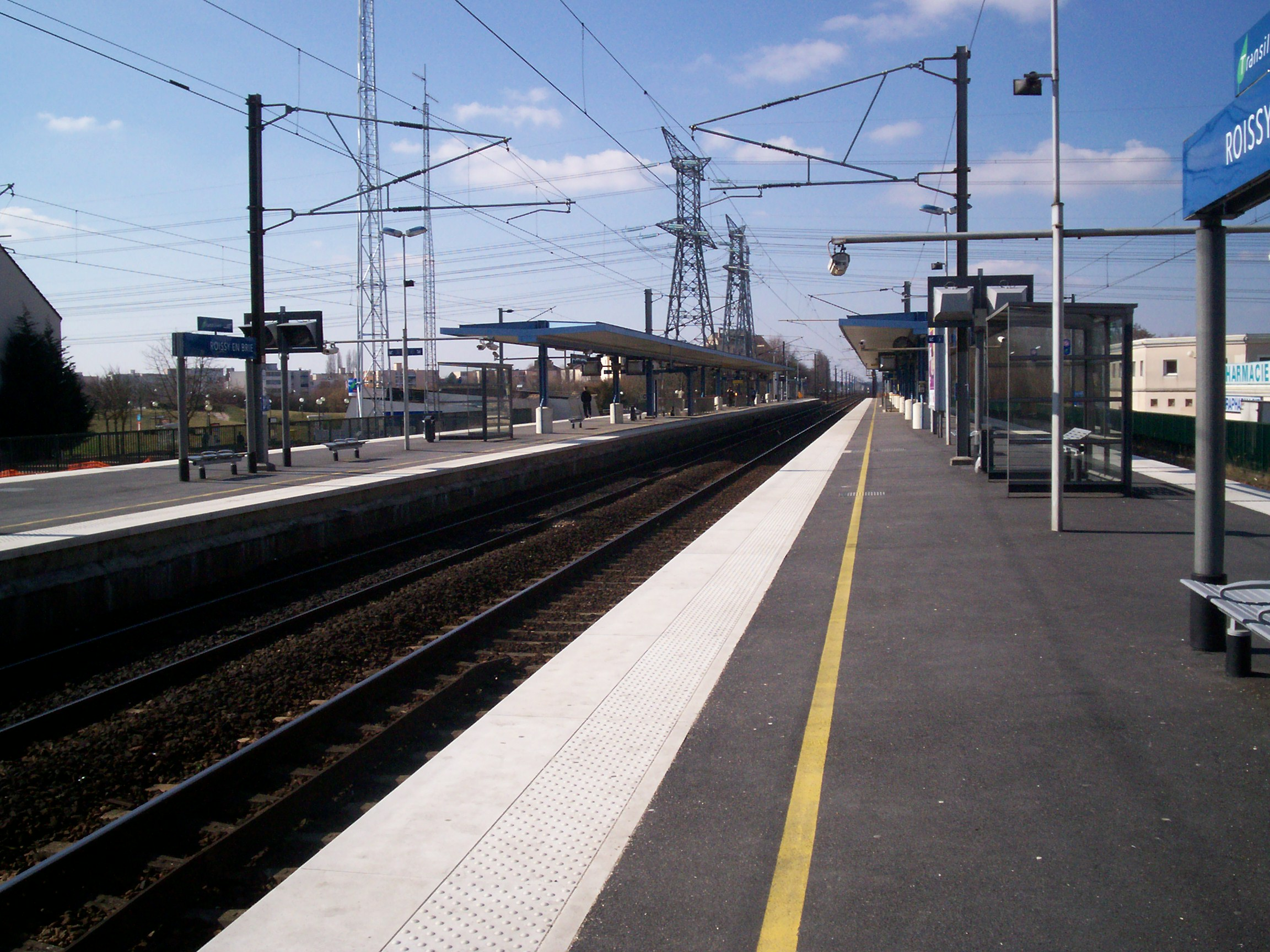
La gare de Roissy-en-Brie, en mars 2006.

Le schéma de secteur envisage également le prolongement vers 2031 (initialement prévu en 2025) jusqu'à Roissy-en-Brie des missions ayant pour terminus Villiers-sur-Marne - Le Plessis-Trévise. Cette mesure permettrait d'offrir davantage de places assises aux voyageurs empruntant les trains à destination de Tournan. Sa réalisation nécessiterait la création d'une troisième voie entre Villiers et Émerainville - Pontault-Combault, afin de garantir le bon espacement des trains de la ligne. La troisième voie permettrait de supprimer le temps de sur-stationnement de 5 minutes à Émerainville des trains ayant pour terminus la gare de Tournan.
La réalisation de la troisième voie, l'aménagement du terminus de Roissy et le renforcement de l'alimentation électrique sont estimés à 300 millions d'euros aux conditions économiques de 2010. Le prolongement des missions Villiers à Roissy nécessiterait la livraison de deux trains longs, représentant quatre éléments supplémentaires.
Des études complémentaires porteront par ailleurs sur l’opportunité et la faisabilité d'un prolongement ultérieur de cette mission à Tournan.
Calendrier prévisionnel :
- 2016-2018 : Études préliminaires (concertation et bilan) ;
- 2019 : Enquête publique ;
- Fin 2019-2022 : Études détaillées (déclaration d'Utilité publique) ;

#### Mesures à long terme

##### Création d'une mission supplémentaire sur la branche Chelles
Le schéma de secteur envisage également la création d'une mission supplémentaire sur la branche Chelles, pour améliorer le confort des voyageurs et renforcer la fréquence dans le tronçon central. Ce dernier point améliorerait l'effet de décharge du RER A permis par le prolongement de la ligne à l'ouest. Deux possibilités ont été étudiées :
- une mission La Folie – Gagny, nécessitant la réactivation d’installations de retournement ayant existé pour un montant estimé de 75 millions d'euros aux conditions économiques de 2010. Cette mesure nécessiterait la livraison de sept trains longs supplémentaires, soit de quatorze éléments ;
- une mission La Folie – Chelles - Gournay, nécessitant la mise à six voies entre Gagny et Chelles, pour un montant estimé à 390 millions d'euros aux conditions économiques de 2010. Cette mesure nécessiterait la livraison de huit trains longs supplémentaires, soit de seize éléments.

##### Prolongement des missions Chelles à Lagny
En cas de création d'une mission supplémentaire La Folie – Gagny, les missions terminus Chelles
pourraient être prolongées jusqu'à Lagny - Thorigny, afin de soulager la fréquentation des missions de la ligne P Paris - Meaux.
Par rapport à la création de la mission La Folie – Gagny, le surcoût est estimé à environ 125 millions d'euros aux conditions économiques de 2010, pour un total de 190 millions d'euros. Cette possibilité nécessiterait la livraison de deux trains longs supplémentaires (quatre éléments) soit un total de neuf trains longs supplémentaires (dix-huit éléments).
Dans son schéma directeur, le STIF envisagerait un prolongement de Chelles - Gournay à Lagny - Thorigny - Pomponne aux alentours de 2030, afin d'« améliorer le confort » des utilisateurs de la ligne P en provenance et à destination de Meaux. La décharge de voyageurs hypothétique entre Chelles et Paris est cependant estimée comme étant très faible, de l'ordre de 2 %. Ce projet est encore en attente de validation.

##### Extension à Meaux

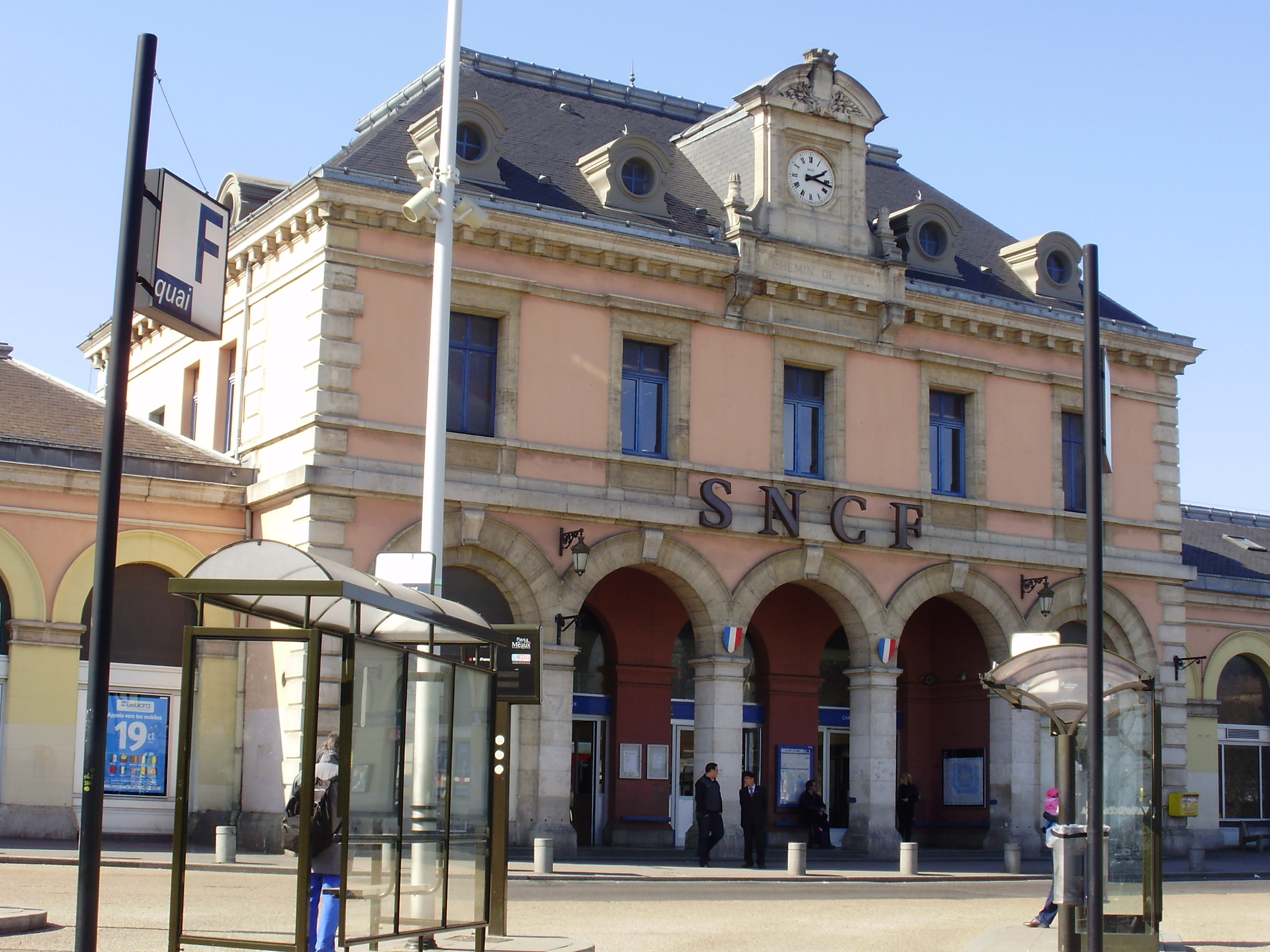
La gare de Meaux, en mars 2011.

Le prolongement vers l'est, jusqu'à la gare de Meaux de la branche qui se termine actuellement à Chelles - Gournay, est inscrit en phase 3 (horizon 2021-2027) du Schéma directeur de la région Île-de-France (SDRIF), adopté par délibération du Conseil régional d'Île-de-France le 25 septembre 2008. Cependant, le schéma de secteur remet en question la pertinence de ce projet.
Le prolongement de la ligne E jusqu'à Meaux permettrait de mieux desservir cette ville qui, avec plus de 50 000 habitants, est la ville la plus peuplée du département. Ce projet permettrait de renforcer la desserte du nord du département de Seine-et-Marne, notamment la ville nouvelle de Marne-la-Vallée, avec un deuxième axe lourd de transport en commun en complément de la ligne A du RER. Il permettrait aux usagers de l'actuelle liaison terminus Meaux depuis Paris (Ligne P) de bénéficier d'un accès direct aux pôles de correspondances de Magenta, Haussmann - Saint-Lazare, Neuilly - Porte Maillot et de La Défense. En revanche, la desserte par le RER E, selon le nombre d'arrêts qu'elle comporterait, pourrait mettre plus de temps pour rejoindre Paris que par les trains de la ligne P.
Cependant, les études du schéma de secteur ont mis en évidence que la mixité des trafics RER E avec le TER, entre Chelles (ou Lagny avec voies supplémentaires) et Meaux serait source d'irrégularité, que l'accès sans correspondance dans le tunnel du RER E ne se traduirait pas par un gain de temps de parcours entre Meaux et Haussmann (estimé à 42 minutes via le train direct). Enfin, elles ont mis en évidence que la création d'une liaison piétonnière entre la gare de l'Est et la gare du Nord permettrait de faciliter sensiblement la correspondance entre la ligne P et le RER E. Par conséquent, le STIF envisage la réalisation d'études complémentaires qui devront approfondir l'intérêt de la création de la liaison piétonnière.

###### Prolongement jusqu'au secteur du Val d'Europe
En plus du prolongement de la branche de Chelles - Gournay jusqu'à la gare de Meaux, le Schéma directeur de la région Île-de-France de 1994 avait proposé une nouvelle et courte branche orientale de la ligne E du RER, jusqu'au secteur IV (Val d'Europe) de la ville nouvelle de Marne-la-Vallée. Cette branche aurait eu pour terminus la gare de Marne-la-Vallée - Chessy, et aurait favorisé une nouvelle correspondance avec la branche de Marne-la-Vallée du RER A et la gare TGV ; elle aurait permis également de mieux desservir les parcs Disneyland. La desserte du quatrième secteur de Marne-la-Vallée, et de son complexe touristique de Disneyland Paris, aurait été améliorée par une deuxième ligne de RER depuis Paris, notamment à partir de la gare de Magenta, en ayant accès au complexe éponyme sans passer par les gares de Châtelet - Les Halles et/ou de Val de Fontenay.
Cette proposition d'extension du RER E jusqu'à la gare de Marne-la-Vallée - Chessy n'a jamais été reprise, depuis les mises à jour du SDRIF, et n'a pas fait l'objet d'études.

##### Extension au Val Bréon

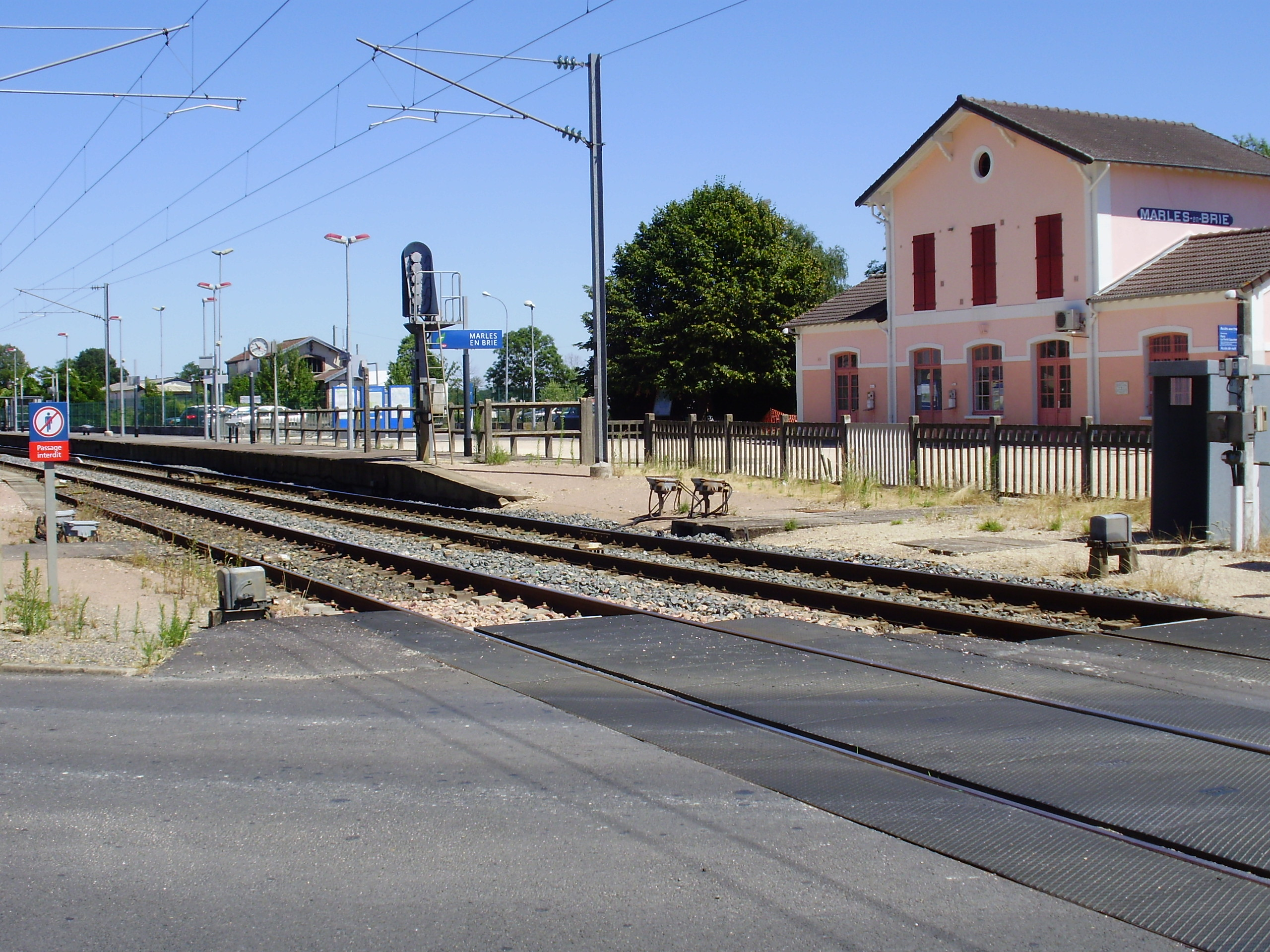
La gare de Marles-en-Brie, en juillet 2010.

###### Histoire
À la fin des années 2000, les travaux de la Région sur le schéma directeur de la région Île-de-France (SDRIF) ouvrent la perspective des quinze années à venir et un projet retient toute l’attention des élus : il s’agit du prolongement de la ligne, de la gare de Tournan à la plate-forme de logistique du Val Bréon, située à Châtres,. Au cours de l’année 2007, plusieurs hypothèses de localisation de la future gare sont étudiées, évalués et comparés. Certaines hypothèses étudiées déclenchèrent des réactions de rejet. Dans certains cas, des intérêts très personnels s'y sont mélangés et ont relayé l’approche de l’intérêt général, ce qui n’a pas facilité l’analyse, sans pour autant l'empêcher.
Ainsi, en 2008, deux options s’opposent : soit un doublement de la voie de Tournan à Marles-en-Brie, qui deviendrait après réaménagement le nouveau terminus du RER E, soit la création d'un terminus au cœur de la zone d’activités en s’appuyant notamment sur les voies de fret déjà existantes, option préconisée par la SNCF. Rien n'était alors décidé par la communauté de communes du Val Bréon. En juillet 2009, le journal Le Pays briard confirme la réalisation prochaine du prolongement.
Le 19 mai 2010, Guillaume Pepy, président de la SNCF, visite, en compagnie des élus locaux, le site du Val Bréon, sur lequel devrait s'implanter le nouveau terminus d'Eole, l'hypothèse d'un prolongement vers Marles-en-Brie ayant été écartée. Pour le président de la SNCF, « c’est un beau projet, intéressant, qui fait sens au plan ferroviaire, avec à la clé une meilleure qualité de service », un projet qui mérite donc « d’être considéré. D’autant qu’il relève aussi d’un accord large entre le conseil régional, RFF, la SNCF et le STIF ».

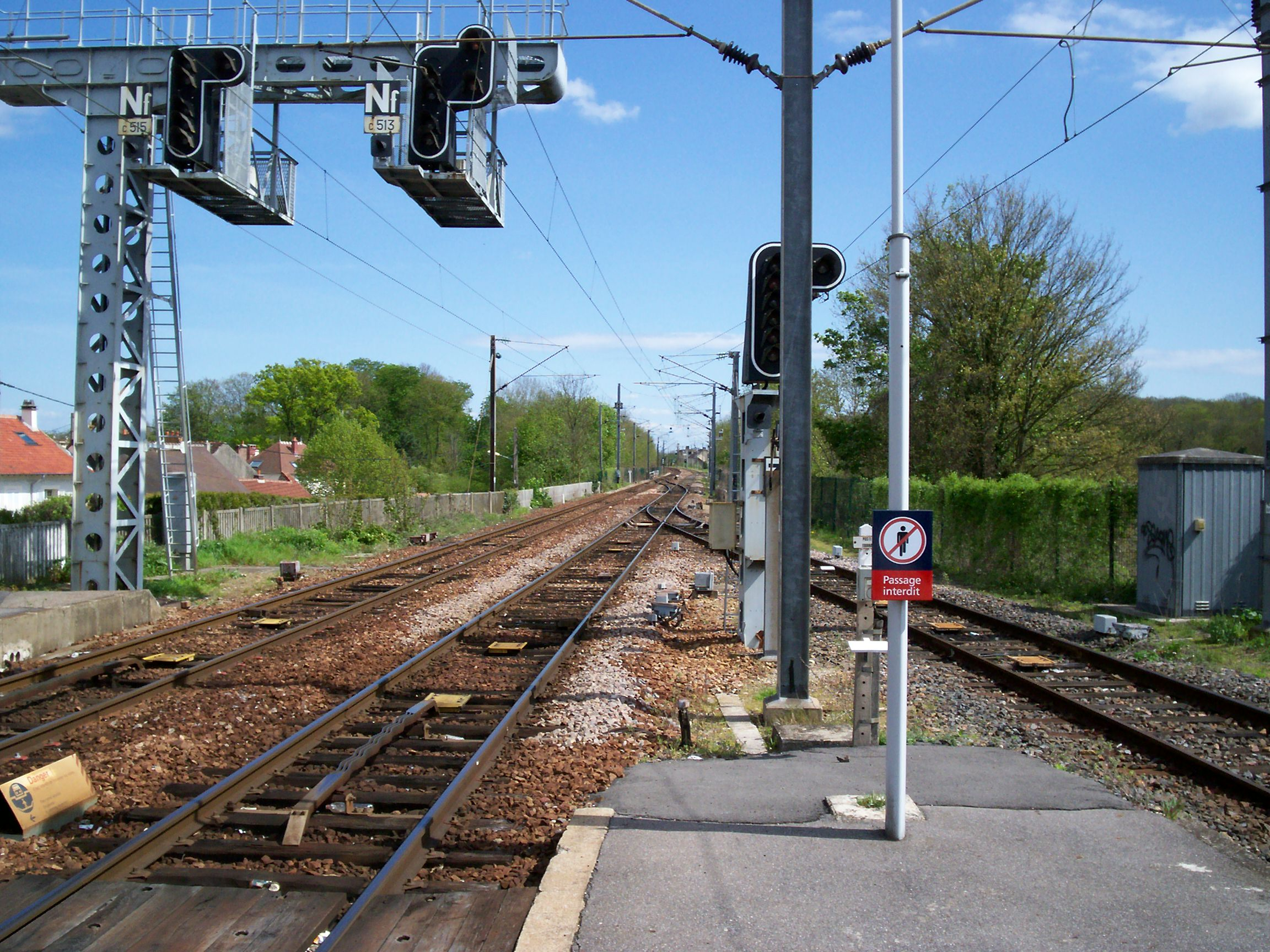
En direction du Val Bréon, depuis la gare de Tournan, en avril 2008.

###### Présentation du projet
Le projet consisterait à prolonger la ligne du RER E de la gare de Tournan au Val Bréon, l'une des plus grandes zones d’activités logistiques d’Île-de-France. Cette zone d'activités dispose d'entrepôts très vastes dans lesquels on trouve, entre autres, les enseignes Conforama, Ikea et Castorama. Elle abrite plus de 1 000 emplois. Le schéma de secteur remet en question la pertinence de ce prolongement.
Ce prolongement aurait permis de créer une desserte en adéquation avec le développement de cette zone qui n’est accessible qu’en voiture et où le nombre de salariés pourrait augmenter, ainsi que résoudre les difficultés de fonctionnement de la ligne RER en créant un nouveau site de garage des rames, en délestant les gares de Gretz-Armainvilliers et Tournan-en-Brie des voitures arrivant de l’est du département : « Les abords de la ville sont engorgés : les voitures s’installent le matin et repartent le soir, ce qui constitue un problème quotidien pour les habitants de la ville », affirme le maire de Tournan-en-Brie. En effet, le terminus actuel attire des voyageurs situés dans un rayon d'une cinquantaine de kilomètres autour, profitant du fait qu'Eole rejoint le centre de Paris. Cette affluence devrait d’ailleurs s'accroître une fois la ligne prolongée à l’ouest de Paris. Long de 3,5 kilomètres, le prolongement aboutirait dans la gare du Val Bréon, « gare expérimentale du XXIe siècle », c'est-à-dire d’un nouveau type, non seulement au niveau architectural mais également au niveau environnemental, explique Vincent Éblé, alors président du Conseil général de Seine-et-Marne. En effet, elle serait multimodale, écologique, accessible à vélo comme en bus, innovante dans ses fonctions, n'étant pas seulement un lieu de transit. Elle offrira également de nombreux services à ses voyageurs, comme l'accueil petite enfance, la conciergerie. On devrait également y trouver entre autres un bureau de poste, une bibliothèque, des commerces.
Ce projet, résultat d’un accord entre les élus locaux, la région Île-de-France, Réseau ferré de France (devenu SNCF Réseau), le Syndicat des transports d'Île-de-France (devenu Île-de-France Mobilités) et la SNCF, est étudié. Il aurait coûté entre 40 et 60 millions d'euros. Vincent Eblé reconnaît au moins une faiblesse à ce projet : « La zone du Val-Bréon est peu accessible aux transports en commun. Il faut donc travailler ensemble à l’amélioration de la desserte du Val-Bréon. Nous avons réfléchi à deux projets de desserte de bus avec la communauté de communes ». Ce prolongement serait dans l’intérêt de tous (entreprises, habitants, usagers et SNCF) : « L’exemple même d’un aménagement conciliant mobilité, développement durable et développement économique. » La nouvelle gare permettrait de rendre Eole plus attractive, en créant un appel d’air au niveau des usagers, puisque selon Vincent Eblé « toute amélioration de service se traduit par une plus grande attractivité ». D'après Guillaume Pepy, le RER E ne serait pas saturé et en conséquence, cette attractivité ne devrait pas poser de problème. Cependant, les études du schéma de secteur ont mis en évidence, que compte tenu des contraintes de circulation présentes sur toute la ligne P (entre Paris et Tournan-en-Brie), les neuf trains (deux sens confondus) pouvant circuler par heure de pointe entre Tournan et Val Bréon, nécessiteraient le doublement de la voie sur cette section de ligne, pour un montant estimé à environ 100 millions d'euros aux conditions économiques de 2010. Enfin, elles ont mis en évidence que ce prolongement ne présente pas a priori un important potentiel de trafic.

## Impact socio-économique
Eole a rempli son objectif d'aménagement régional, les habitants de l'est francilien ayant vu leurs trajets nettement améliorés grâce aux correspondances plus pratiques créées dans Paris. La qualité de service est également bonne, le taux d'irrégularité de la ligne étant en moyenne inférieur au reste du réseau Transilien, ce qui a permis de faire du RER E la première ligne certifiée du réseau en mars 2004.
Les deux gares parisiennes d'Haussmann et de Magenta ont vu leur trafic progresser respectivement de 83 % et 67 % entre 2000 et 2005. La rapidité de la relation entre ces deux gares et les correspondances proposées ont amené de nombreux voyageurs n'empruntant pas les tronçons du RER E en banlieue à utiliser la nouvelle liaison intra-muros. Ces voyageurs, provenant pour une large part des autres lignes Transilien, représentent 18 % du trafic de la ligne et 39 % de ceux des deux gares parisiennes.
L'efficacité du projet Eole pour désengorger le RER A est en revanche plus nuancée. En 2000, le report de voyageurs du tronçon central du RER A vers le RER E est estimé à 2 100 voyageurs à l'heure de pointe du matin, ce qui est très inférieur aux 5 940 voyageurs à l'heure prévus par l'avant-projet rectificatif de 1998. Il faut toutefois prendre en compte la plus faible progression du trafic francilien que celle estimée au début des années 1990.
La SNCF estimait, initialement, à 170 000 voyageurs, le nombre de voyageurs prévus à l'ouverture. Au 30 août 1999, elle estimait, cette fois, à deux millions et demi, le nombre de voyageurs ayant emprunté à ce jour la nouvelle ligne RER, c'est-à-dire uniquement sur la liaison vers Chelles, seule en service à ce moment-là. Entre 1998 et 2000, le nombre de voyageurs augmente de 90 %. C'est principalement la meilleure desserte des trois grandes gares parisiennes (Nord, Est, Saint-Lazare) qui a généré un gain de temps important pour une majorité de voyageurs, la liaison entre Magenta (Nord, Est) et Haussmann - Saint-Lazare se faisant désormais en 3 à 4 minutes. Avec l'augmentation de l'offre, tous ces changements auront permis de développer la clientèle.
L'offre dans les gares desservies augmenta de 25 % du fait de l'augmentation des fréquences, ce qui permit une hausse de la fréquentation de + 20 % à + 70 % selon les gares (hors tronc commun). La desserte parisienne, qui fut considérablement améliorée fut aussi une source de cette hausse. En effet, les trains avaient comme terminus la gare de l'Est et désormais ils offrent une meilleure intermodalité et sont en correspondance avec trois lignes de RER ainsi qu'avec huit lignes de métro, la ligne 14 du métro n'ayant atteint Saint-Lazare qu'en 2003.

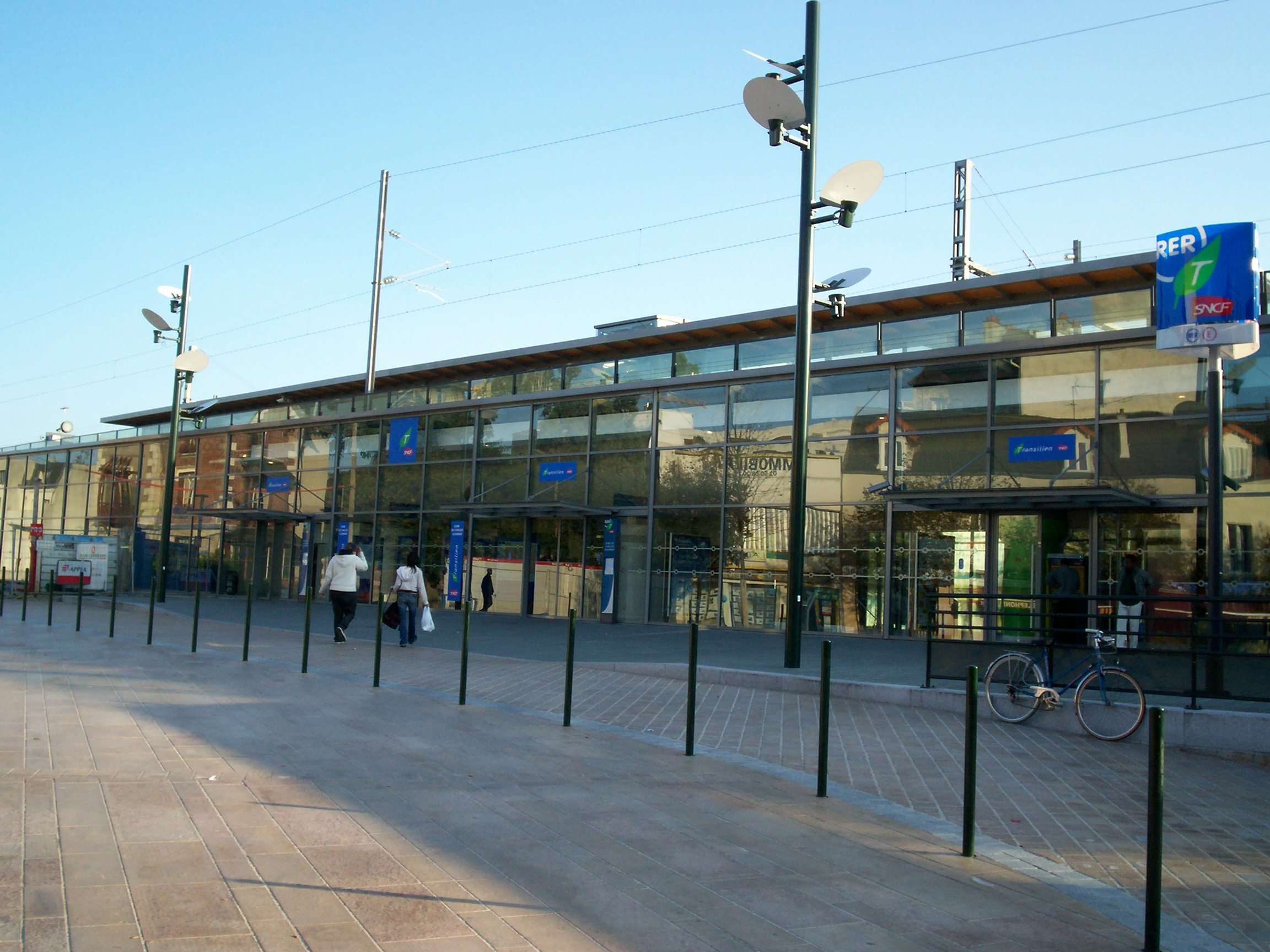
La gare de Chelles - Gournay, en octobre 2007.

Avec l'arrivée d'Eole, la plupart des gares de la ligne ont été labellisés Transilien et bénéficient, en principe, d'une présence humaine jusqu'au dernier train. Cette labellisation a nécessité des aménagements légers (confort, ambiance, accessibilité, signalétique). Les gares, hors tronc commun, ont fait l'objet d'aménagements dans ce cadre. Certaines d'entre elles ont même été réaménagées dans le cadre de pôles « Plan de déplacements urbains (PDU) », avec, à la clef, une meilleure accessibilité pour les personnes à mobilité réduite (PMR), une meilleure intermodalité, un meilleur confort durant l'attente du train, des cheminements, etc.
Ainsi, les gares du Raincy en 2002 et de Noisy-le-Sec en 2018 ont fait l'objet de rénovation et d'aménagement. La gare de Nogent-le-Perreux a été également refaite. La gare de Chelles a été reconstruite dans le cadre des travaux du TGV Est en passant de quatre à six voies ; les travaux débutés en 2004 se sont terminés en septembre 2007 par l'inauguration de la gare reconstruite. La gare de Gagny a aussi bénéficié d'une rénovation ; les travaux commencés en 2007 se sont achevés au printemps 2008.

## Lieux desservis

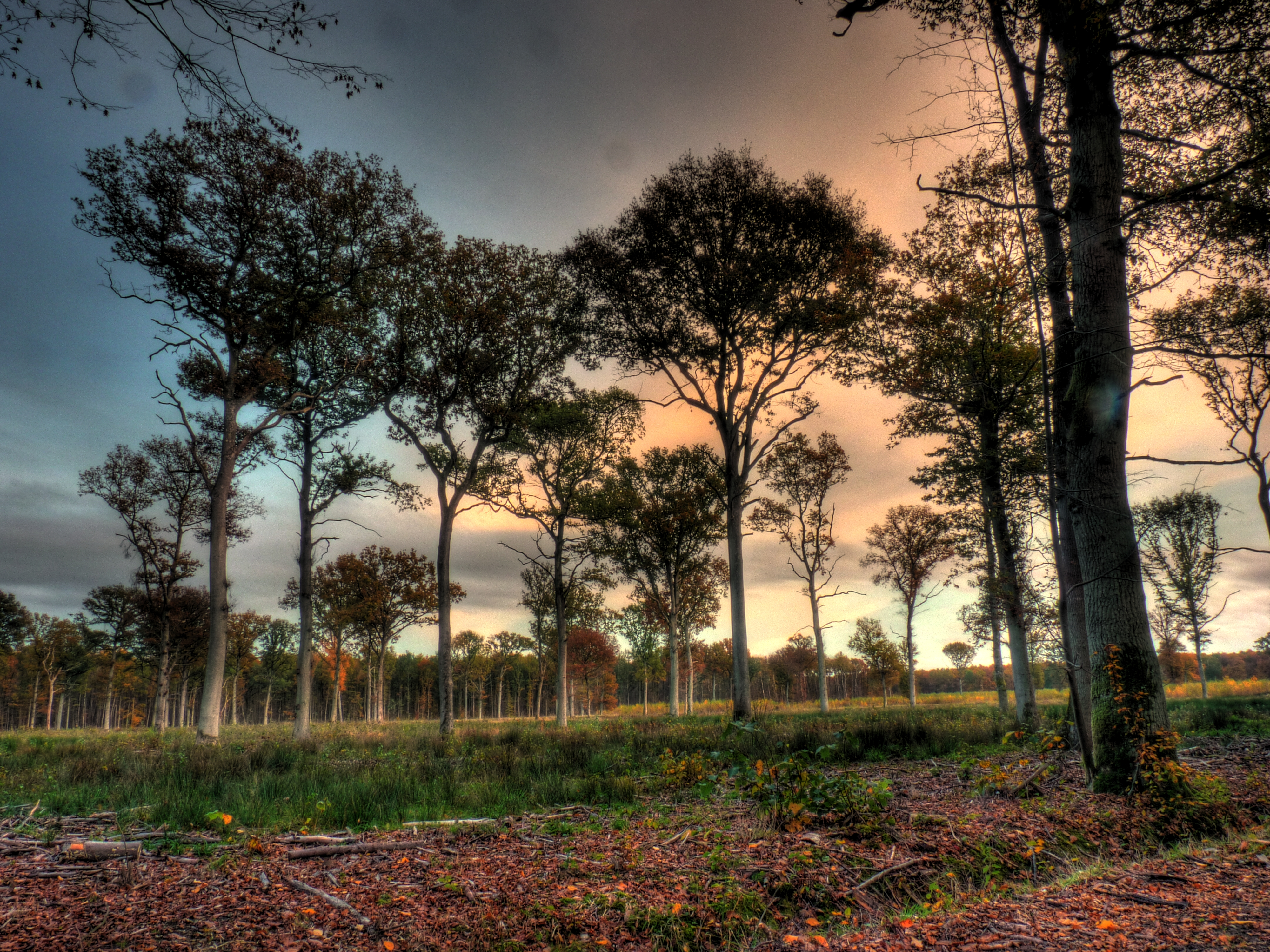
Le RER E traverse la forêt d'Armainvilliers.

Le RER E dessert, de l'ouest à l'est, les lieux suivants :
- la préfecture des Hauts-de-Seine, le parc André-Malraux et Paris La Défense Arena (Nanterre - La Folie);
- la Grande Arche de la Défense, le CNIT, le centre commercial Les Quatre Temps et le quartier d'affaires de La Défense (La Défense) ;
- le palais des congrès de Paris, le bois de Boulogne et l'avenue de la Grande-Armée (Neuilly - Porte Maillot) ;
- l'église Saint-Augustin de Paris, la gare Saint-Lazare, l'Opéra Garnier, les Grands Magasins du Printemps et les Galeries Lafayette (Haussmann - Saint- Lazare) ;
- le parc de la Villette, les rives du canal de l'Ourcq et les grands moulins de Pantin  (Pantin) ;
- le centre commercial Rosny 2 (Rosny-Bois-Perrier) ;
- le quartier d'affaires et le centre commercial du Val de Fontenay (Val de Fontenay) ;
- les bords de la Marne (Gare des Boullereaux-Champigny) ;
- le bois Saint-Martin (Yvris-Noisy-le-Grand) ;
- la forêt d'Armainvilliers (Gretz-Armainvilliers, Ozoir-la-Ferrière et Roissy-en-Brie) .